# فرنسا
فَرَنسَا (بالفرنسية: La France)، رسميًا الجُمهُوريّة الفَرَنسِيَّة  (بالفرنسية: la République française)، هي جُمهُوريّة دُستوريّة تقع بشكل أساسي في أوروبا الغربية. تشمل مناطقها وأقاليمها الخارجية غيانا الفرنسية في أمريكا الجنوبية والعديد من الجزر في أوقيانوسيا والمحيط الهندي،، أما غوادلوب ومارتينيك في الكاريبي؛ وريونيون ومايوت في المحيط الهندي، على سواحل أفريقيا وسان بيير وميكلون في شمال المحيط الأطلسي، وجزر الهند الغربية الفرنسية تُعتبر أقاليم ما وراء البحار خمس أراضٍ لا تتجزأ من فَرنسا. مما يجعلها واحدة من أكبر المناطق الاقتصادية الخالصة المتجاورة في العالم، وهي ذات نِظام مركزيّ وبرلمانيّ ذي نَزعة رئاسية، ويبلغ عدد سُكانها حوالِيّ 68.6 مليون نسمة في يناير 2025، وعاصمتها وأكبر مدنها هي بَارِيس، ولُغتها الرسميّة هي الفرنسِيّة وعملتها اليورو، شعارها (حرية، مساواة، أخوة)، علمها مُكَوّن من ثلاثة أَلوان عموديّة بالترتيب أزرق، أبيض، أحمر، نشيِّدُها الوطنِيّ هو لامارسييز.
وفَرنسا هي بلد قديم يعود تاريخه إلى العُصُور الوُسطى، وتُعتبر إحدى المناطق المهمة في أُورُوبَّا. منذ العُصُور الوُسطى، وقد وصلت فَرنسا إلى أوج قوتها خلال القرن 19 وأوائل القرن 20، إذ امتلكت ثاني أكبر إمبراطورية استعمارية في 1950 بعد الإمبراطورية البريطانية العظمى.
وفَرنسا هي إحدى الدول المؤسسة لِلاِتِّحادِ الأورُوبِّي، وأحد الأعضاء الخمسة الدائمين في مجلس الأمن الدولي، كما أنها عضو في العديد من المؤسسات الدولية، بما في ذلك الفرانكُوفُونِيّة، مجموعة الثمانية ومجموعة العشرين، حلف شمال الأطلسي، منظمة التعاون والتنمية ومنظمة التجارة العالمية، والاتحاد اللاتيني، وهي أكبر دولة في أوروبا الغربية والاتحاد الأوروبي من حيث المساحة وثالث أكبر دولة في أوروبا عمومًا بعد روسيا وأوكرانيا.
وتلعب فَرنسا دورًا بارزًا في تاريخ العالم من خلال تأثير ثقافته وانتشار اللغة الفرنسية، وقيمها الديمقراطية والعلمانية والجمهورية في جميع القارات الخمس، وتعدّ فَرنسا مركزا عالميا بارزا للثقافة والموضة ونمط الحياة، وهي تضم رابع أكبر قائمة من حيث مواقع التراث العالمي لليونسكو، وصل عدد زوارها من السياح ما معدله 83 مليون سائح أجنبي سنويًا أي أكثر من أي بلد في العالم بأسره.
وتعدّ فَرنسا إحدى الدول العملاقة في المجالات الاقتصادية والعسكرية والسياسية الهامة في أوروبا خصوصًا وحول العالم عمومًا وهي سادس أكبر دولة من حيث الإنفاق العسكري في العالم، وثالث أكبر مخزون للأسلحة النووية، وثاني أكبر سلك دبلوماسي بعد الولايات المتحدة. وهي أيضا ثاني أكبر اقتصاد في أوروبا. والخامس من حيث الناتج المحلي الإجمالي في العالم. أما من حيث إجمالي ثروات الأسر، فإن فرنسا هي أغنى دولة في أوروبا والرابعة في العالم. يتمتع المواطن الفرنسي بمستوى عال من المعيشة، فالبلد له أداء جيد في التصنيف العالمي من التعليم والرعاية الصحية، والحريات المدنية، ومؤشر التنمية البشرية.

## أصل التسمية
اسم فَرنسا مشتق من كلمة «فرانك» (بالفرنسية: franc) أي فرنجة وهم شعب جرماني غربي جاء من الشمال ليستقر في فَرنسا، استُعملت بعد سقوط روما لغاية العصور الوسطى للدلالة على البلاد التي فيها فَرنسا حاليا، بتتويج هيو كابيت ملك الفرنجة أشير إليها بمملكة فَرانسيا، ثم رسميا فَرنسا في عهد فيليب أغسطس. لا تزال معروفة فَرنسا لليوم.
تطبق أصلا إلى الفرنجة الإمبراطورية بأكملها، واسم «فَرنسا» يأتي من فَرنسا اللاتينية، أو «دولة الفرنجة». لا تزال فَرنسا الحديثة التي تسمى اليوم فَرانسيا باللغة الإيطالية والإسبانية، الفرنسية باللغة الألمانية وباللغة الهولندية، وكلها لها نفس المعنى التاريخي.
هناك نظريات مختلفة لأصل اسم فرانك. وبعد سوابق إدوارد جيبون ويعقوب غريم، وقد تم ربط اسم الفرنجة مع كلمة صريحة (مجاني) في اللغة الإنجليزية. فقد قيل أن معنى «الحرة» اعتمد لأنه بعد غزو بلاد الغال، وكانت فقط فرانكس خالية من الضرائب. هناك نظرية أخرى أنه مشتق من كلمة فرانكون بروتو الجرمانية، والتي تترجم إلى رمي الرمح أو انس بوصفها الفأس رمي الفرنجة كان يعرف باسم فرانسيسكا. ومع ذلك، فقد ثبت أن هذه الأسلحة كانت اسمه بسبب استخدامها من قبل الفرنجة، وليس العكس. وفي النسبة إلى فرنسا يقال فَرنسيّ، وخطأ أن يقال فرنساوي، وفقاً لأحمد مختار عمر، لأن الألف في فرنسا هي خامس حروف الكلمة، فيجب حذفها عند النسب، ثم تُضافُ الياء فيقال فرنس-يّ.

## الجغرافيا

### الموقع والحدود
بالنسبة للجزء الأوروبي من فَرنسا فإنه يقع غرب قارة أوروبا. يحدها من جهة الشمال بحر الشمال، ومن الشمال الغربي بحر المانش، والمحيط الأطلنطي غرباً والبحر الأبيض المتوسط جهة الجنوب الشرقي. تحدها من بلجيكا ولوكسمبورغ إلى الشمال الشرقي، وألمانيا وسويسرا جهة الشرق، وتحدها من جهة الجنوب الشرقي كلا من إيطاليا وموناكو. أما جهة الجنوب الغربي فتحدها كلا من إسبانيا وأندورا. أما بالنسبة للحدود الطبيعية، فيظهر جهتي الجنوب والشرق سلاسل الجبال: جبال البرانس وجبال الألب وجبال جورا. أما الحدود الشرقية فهي على نهر الراين. في حين أن الحدود الشمالية الشرقية غير طبيعية. أما بالنسبة للجزر؛ فتظهر جزيرة كورسيكا كأكبر الجزر بجانب العديد من الجزر الصغيرة. لذلك؛ يظهر أن البر الرئيسي للجُمهُوريّة الفَرنسِيَة يمتد بين دائرتي عرض 46" 19' 42° شمالاً و 47" 5' 51° شمالاً، وخَطّي طول 46' 4° غرباً و 42" 14' 8° شرقاً، أي أن البر الرئيسي يمتد حوالي 1000 كم من الشمال إلى الجنوب ومن الشرق إلى الغرب.
مقاطعات وأقاليم ما وراء البحار الفرنسية هي المسمى الذي يُطلق على مكونات الجُمهُوريّة الفَرنسِيَة خارج القارة الأوروبية، وتلك التوابع موجودة في جميع محيطات العالم باستثناء المحيط المتجمد الشمالي. وتختلف بعض المناطق والأقاليم عن بعضها بحسب نظام الإدارة المحلية، ويمكن تقسميها إلى:
في قارة أمريكا الجنوبية: غيانا.
- في المحيط الأطلنطي: سان بيار وميكلون في منطقة البحر الكاريبي، وجوادلوب، ومارتينيك، والقديس مارتن، وسانت بارثولوميو.
- في المحيط الهادي: بولينزيا الفرنسية، وكاليدونيا الجديدة، وواليس وفوتونا، وكليبرتون.
- المحيط الهندي: ريونيون، ومايوت، والجزر المبعثرة، وجزر كيرغولين، وجزر كروزيه، وجزر القديس بولس وأمستردام الجديدة.
- في القطب الجنوبي: أرض أديلي.[N 2]

ولفَرنسا أيضاً حدوداً برية مع البرازيل وسورينام في غيانا. وكذلك مع هولندا عبر الجانب الفَرنسِيّ من سانت مارتن. وتبلغ المساحة الإجمالية لفَرنسا (البر الرئيسي) حوالي 675000 كم2 أما إجمالي المساحة مع مقاطعات وأقاليم ما وراء البحار فبلغت 551500 كم2. والإدارات في الخارج 92220 كم2، والأقاليم الأخرى 30904 كم2. كل هذا لا يشمل هذا أرض أديلي التي تطالب بها فَرنسا بالسيادة عليها. فَرنسا هي الدولة رقم 42 في ترتيب الدول الأكبر في العالم من حيث المساحة. وهي كذلك ثالث أكبر بلد في أوروبا بعد روسيا وأوكرانيا، أو الثانية إذا حسبت الإدارات والأقاليم البحرية، وأكبر دول الاتحاد الأوروبي. وبلغ إجمالي طول سواحلها 8245 كم.

### الجيولوجيا والطبوغرافيا والهيدروغرافيا
تمتلك الجُمهُوريّة الفَرنسِيَة العديد من المناظر الطبوغرافية الطبيعية. فقد رفعت أجزاء كبيرة من الأراضي الفَرنسية الحالية بسبب عدة حركات تكتونية، بما في ذلك رفع هيرسينيان في حقب الحياة الأولية، والتي هي أصل الكتل الجبلية: آرموريكون والوسطى ومورفان وجبال الفوج والأردنيز وكورسيكا. جبال الألب والبرانس وجورا أصغر كثيراً ولها أشكال أقل تآكلاً، وتعد أعلى قمة هي قمة جبال الألب في 4809 متر على الجبل الأبيض. وبذلك تُعيّن تخوم مرتفعة ضخمة بالعديد من الأحواض الرسوبية، بما في ذلك حوض آكيتن في الجنوب الغربي وشمال حوض باريس، وتضم هذه الأخير مناطق خصبة وفيرة؛ وبخاصة المرتفعات الغرينية بوس وبري. بالإضافة إلى ذلك، تظهر الطرق الطبيعية المختلفة التي تسمح بالعبور والاتصال مثل وادي الرون.
قد تظهر السواحل متناقضة تماماً للمناظر الطبيعية، فسلاسل المرتفعات لها أحياناً مزايا؛ مثل ساحل الريفيرا، وأنجاد ذات منحدرات؛ مثل ساحل المرمر، أو السهول الرملية واسعة؛ مثل سهل لانغدوك. وأما بالنسبة لأنظمة المياه العذبة في البلاد، فإن في فَرنسا 4 أنهار رئيسية: اللوار، والسين، والغارون والرون، بجانب نهري الميوز والراين الأقل أهمية في فَرنسا؛ لكنها ذات أهمية كبرى في جميع أنحاء قارة أوروبا. وتُشكّل مجموه المياه من أحواض الأنهار الأربعة الأولى حوالي 62% من إجمالي مساحة أراضي الجمهورية الفرنسية. وبشكل عام، فإن فَرنسا لديها 11 مليون كم2 من المياه البحرية الخاضعة لولايتها القضائية في ثلاثة محيطات.

### المناخ
```
تتوفر فرنسا على مناخ رطب بارد شتاء ودافئ صيفا
```

### البيئة الطبيعية
تمتلك أراضي الجمهورية الفرنسية مجموعة واسعة من المناظر الطبيعية، مع السهول الزراعية أو المشجرة، والسلاسل الجبلية المتضرسة والغير متضرسة، والخطوط الساحلية والوديان التي تجمع بين المدنية والطبيعة. ففرنسا لديها خارج البر الرئيسي نسبة عالية من التنوع الأحيائي، مثل الغابات المطيرة في جويانا أو بحيرات كاليدونيا الجديدة. كذلك فرنسا هي واحدة من أكثر بلدان أوروبا الغربية احتواءً على الغابات، فالغابات عمومًا تشكل 28% من مساحة البلاد. وبالنظر إلى داخل الغابات فيمكن تقسيمها إلى فرنسا 65% منها تتكون من الأخشاب الصلبة، و 22% الخشب اللين و 13% مختلطة. أما الغابات العامة (المملوكة للدولة) والخاصة تشكل 25% و75% من التوالي من الممتلكات الغابات الحضرية.

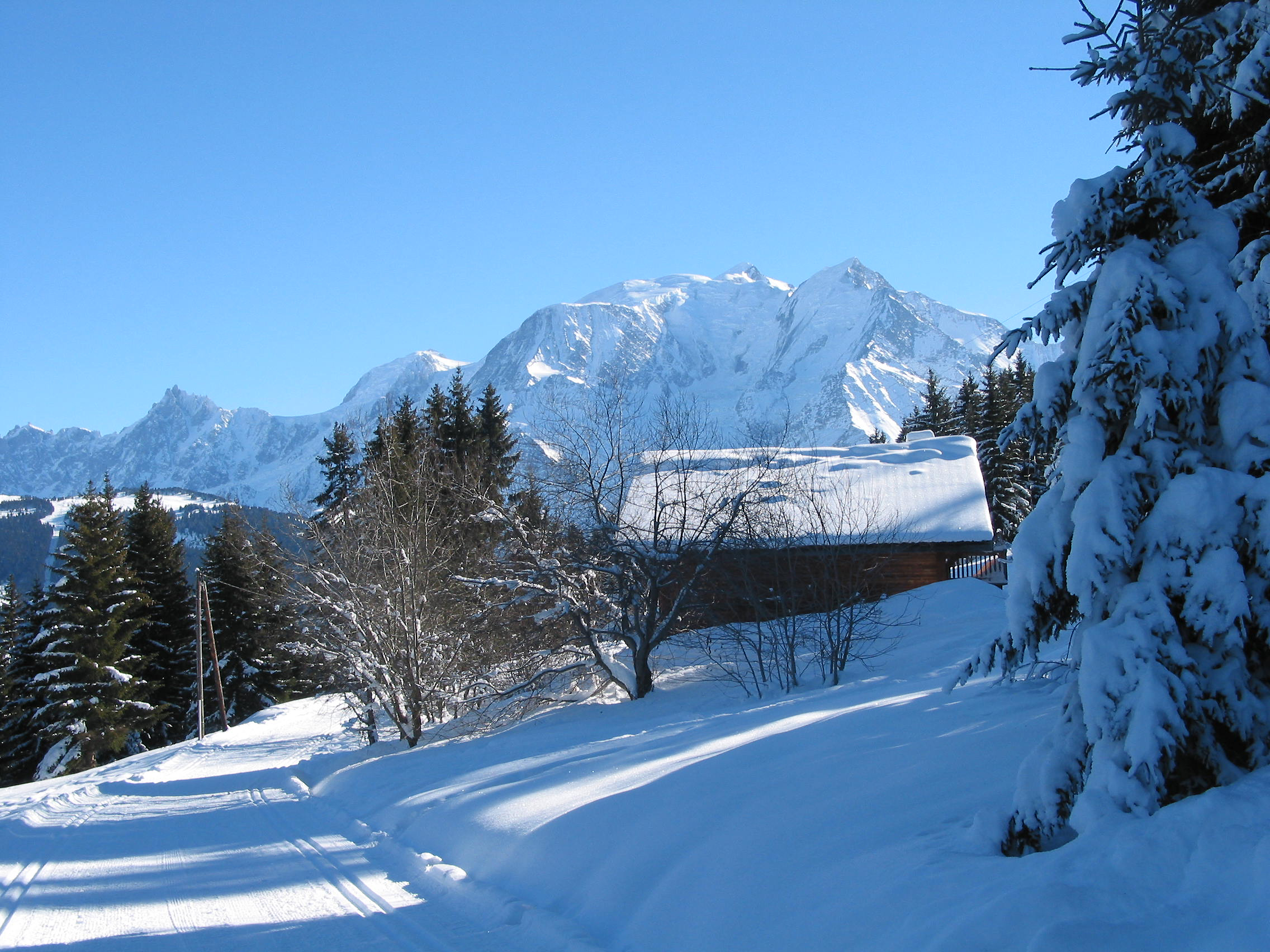
مرتفعات مونت بلاك بجبال الألب.
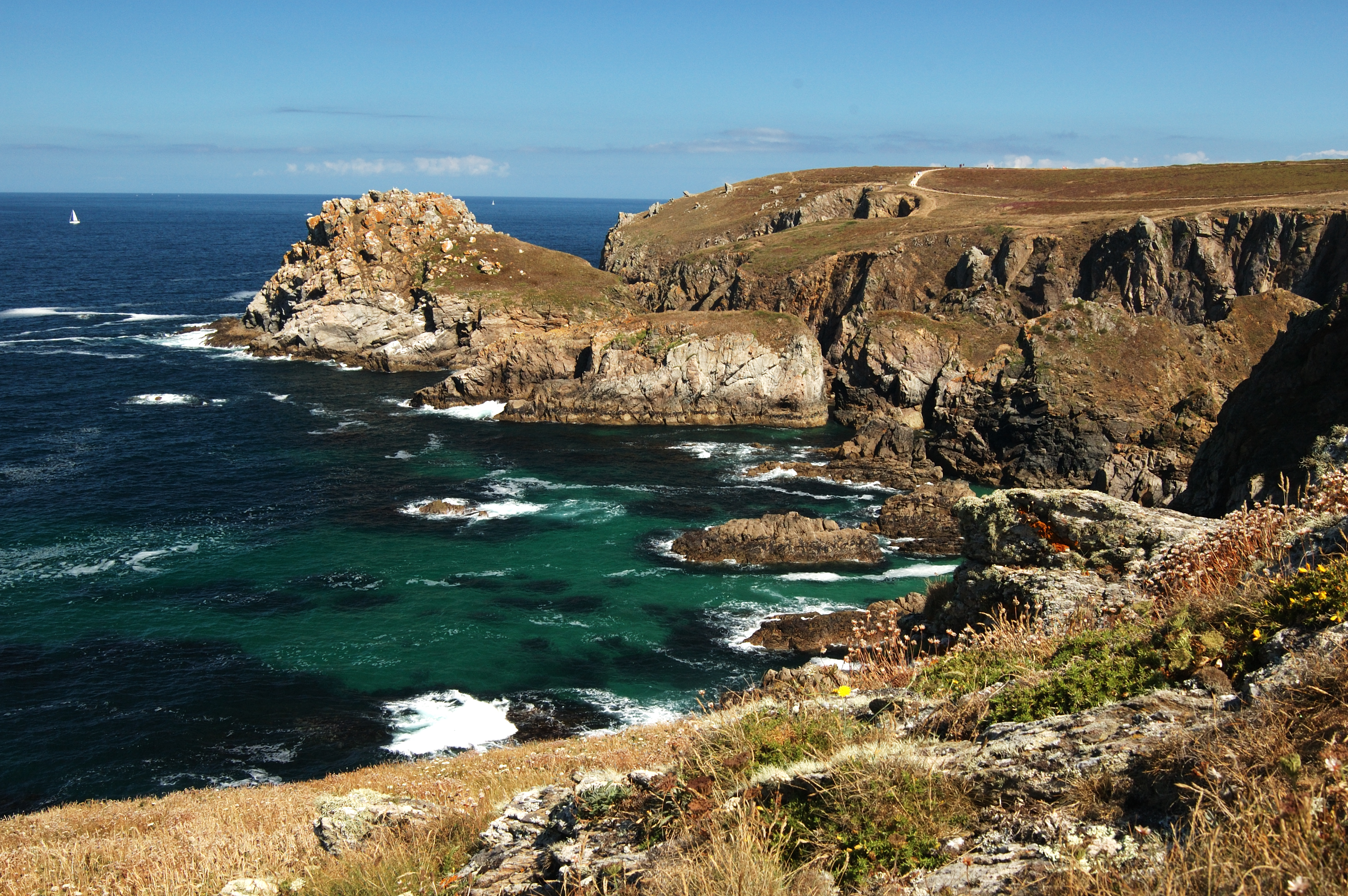
بوانت دو فان، في الطرف الغربي من بريتاني.
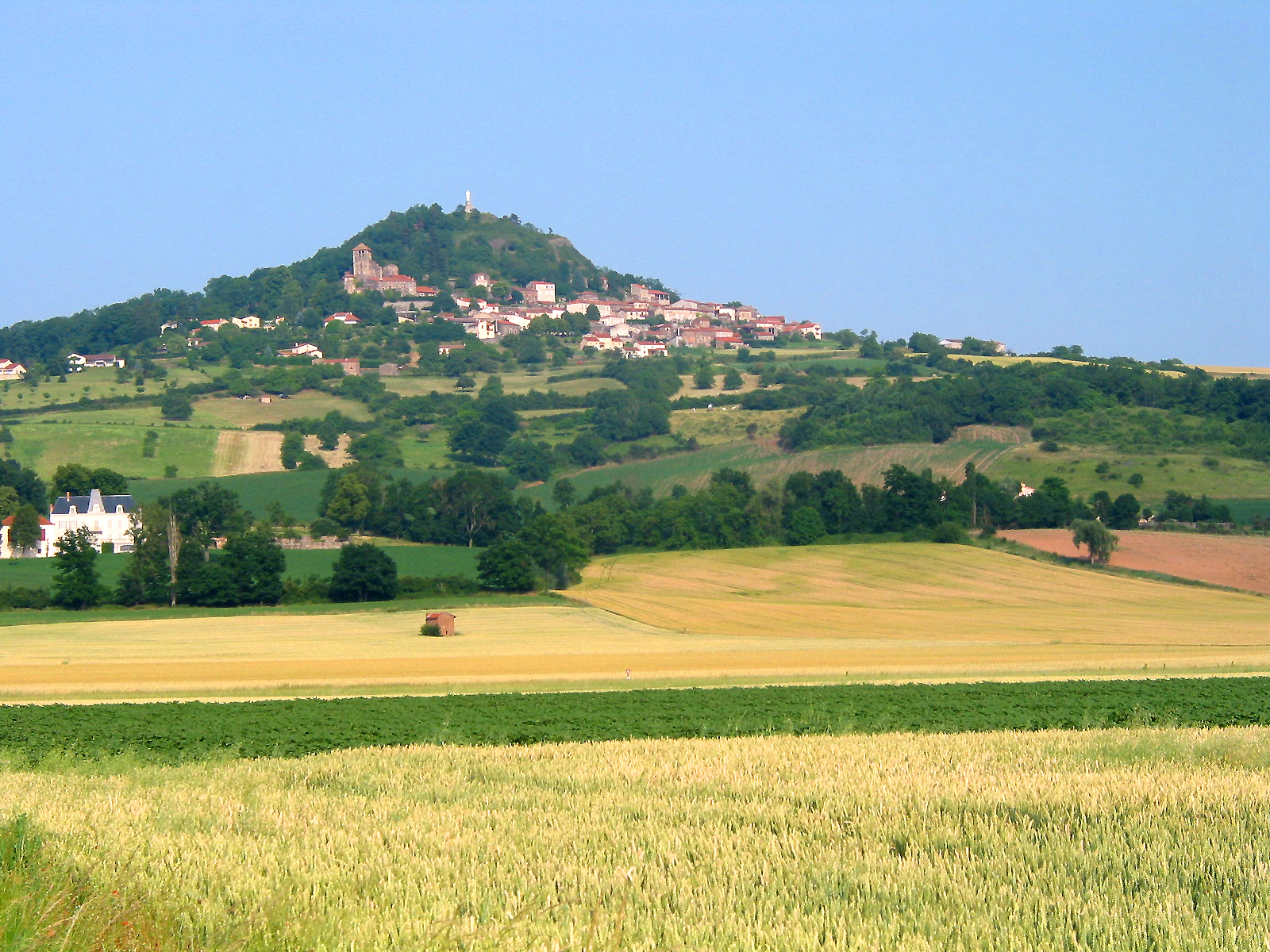
قرية أوسون، المرتفعات الوسطى.
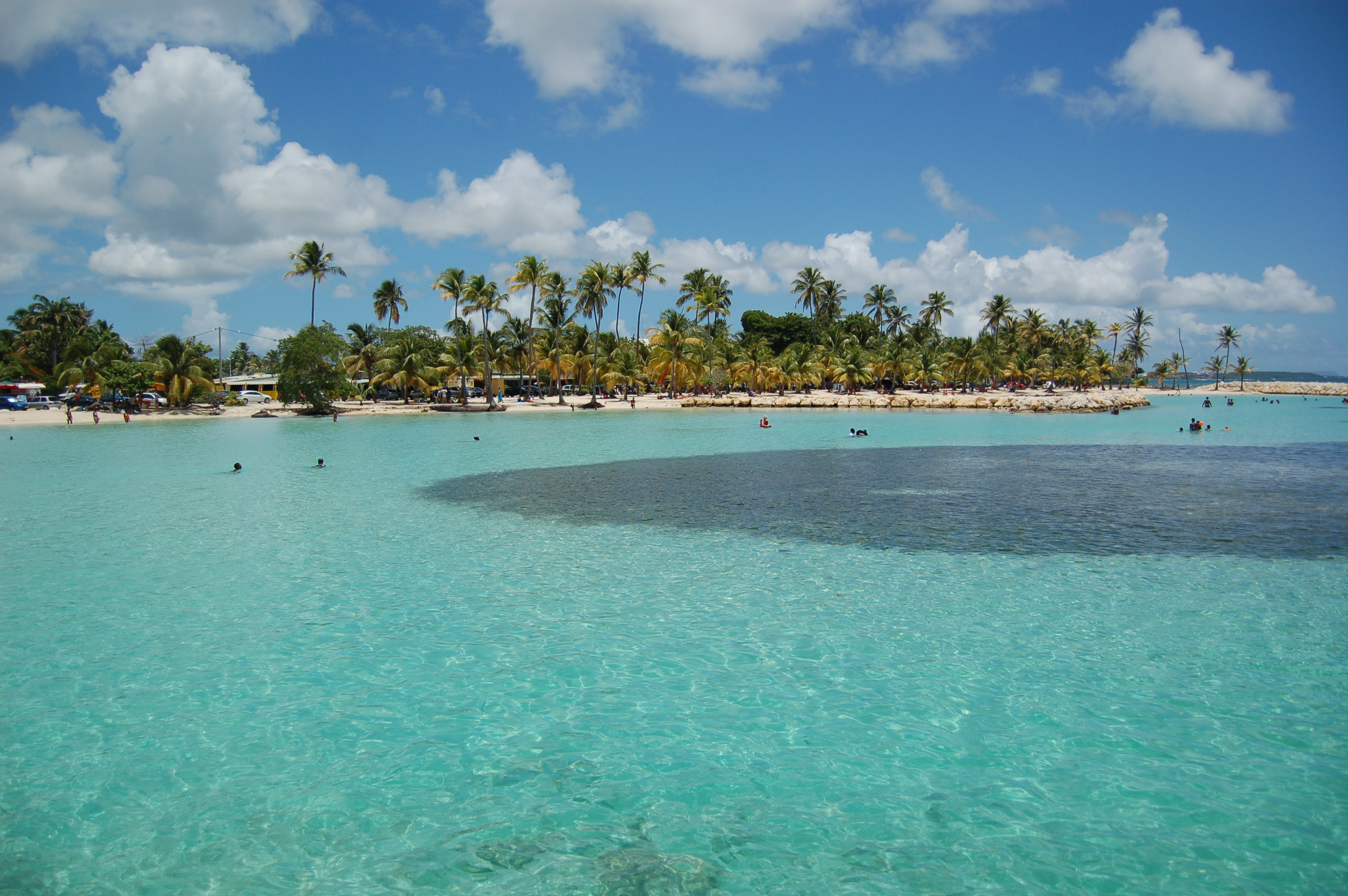
شاطئ سانت آن، جواديلوب..
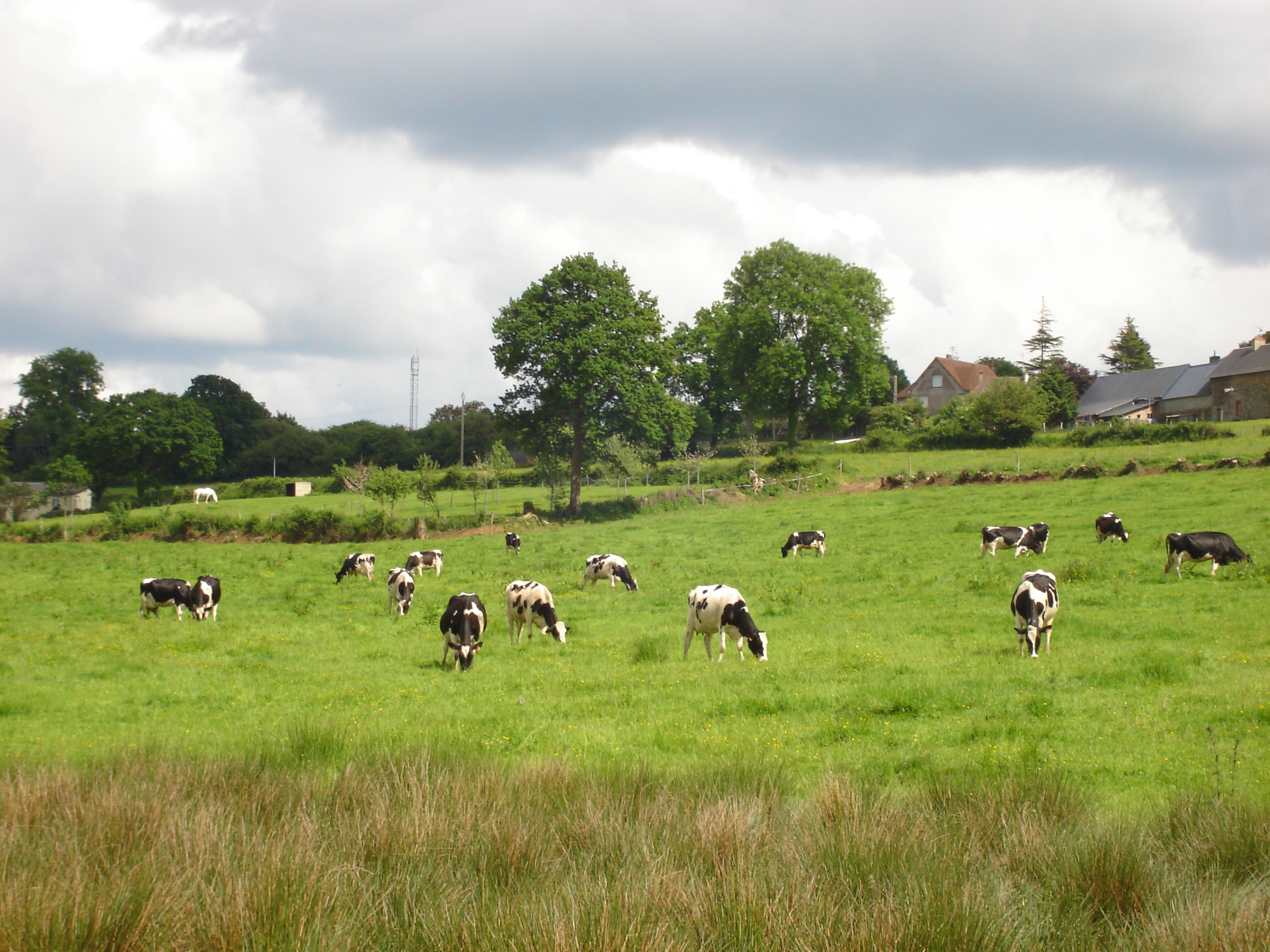
نورماندي.
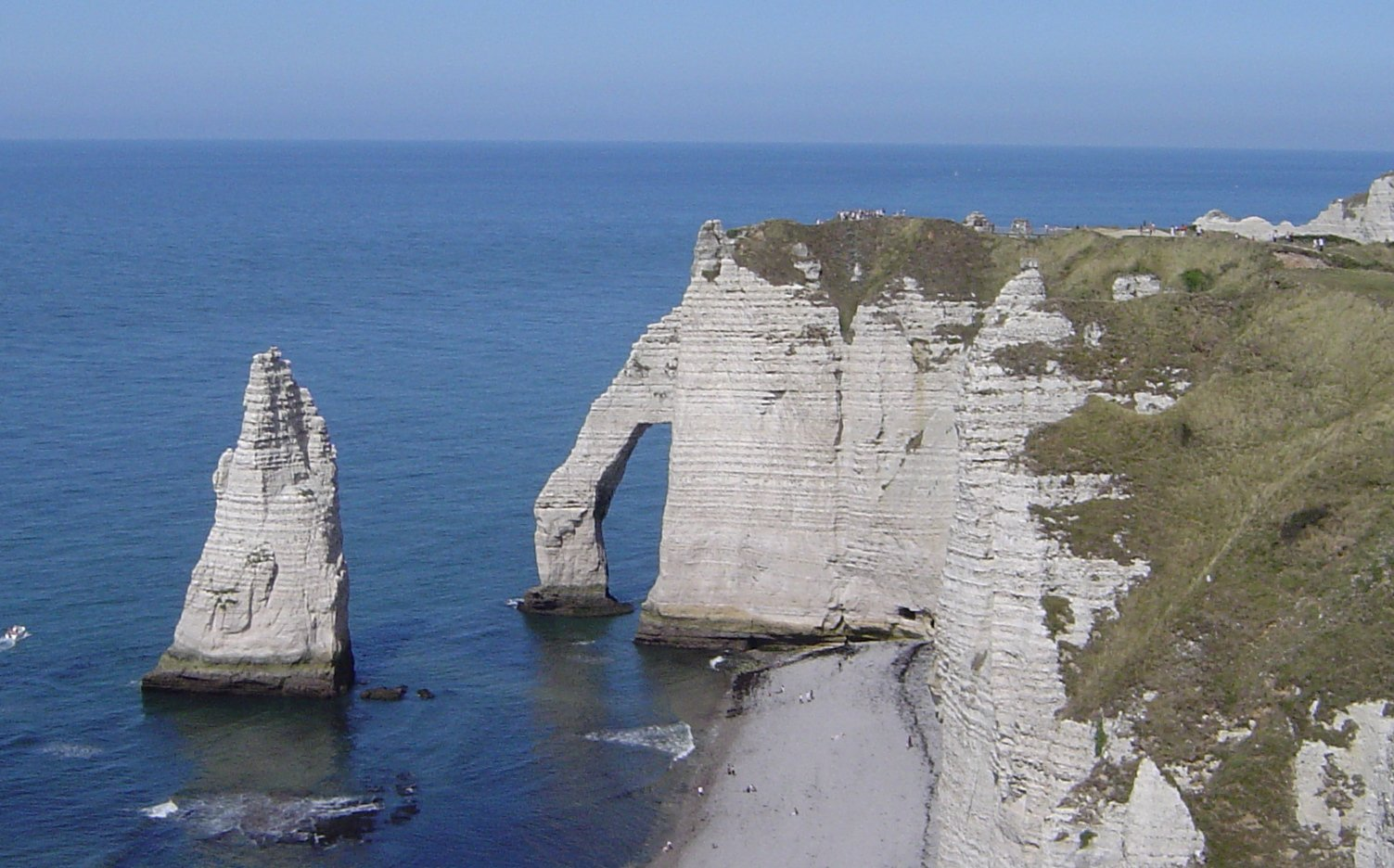
منحدرات إتريت، نورماندي.
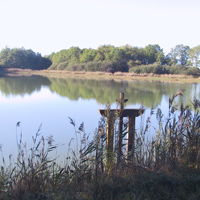
أحواض وغابات سولونيا.
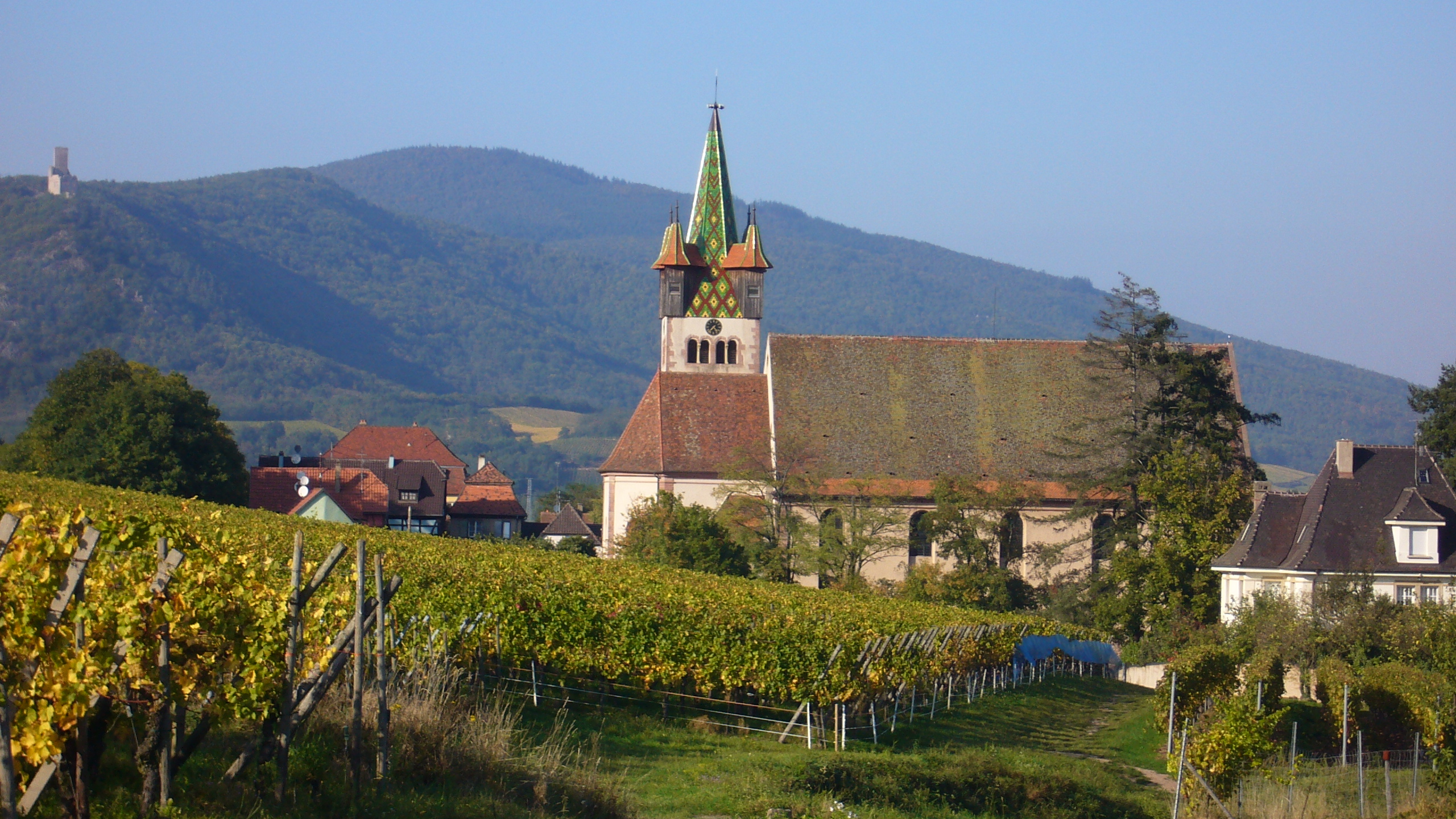
تشاتينويس، ألزاس.
خليج جبل القديس ميشيل، نورماندي.
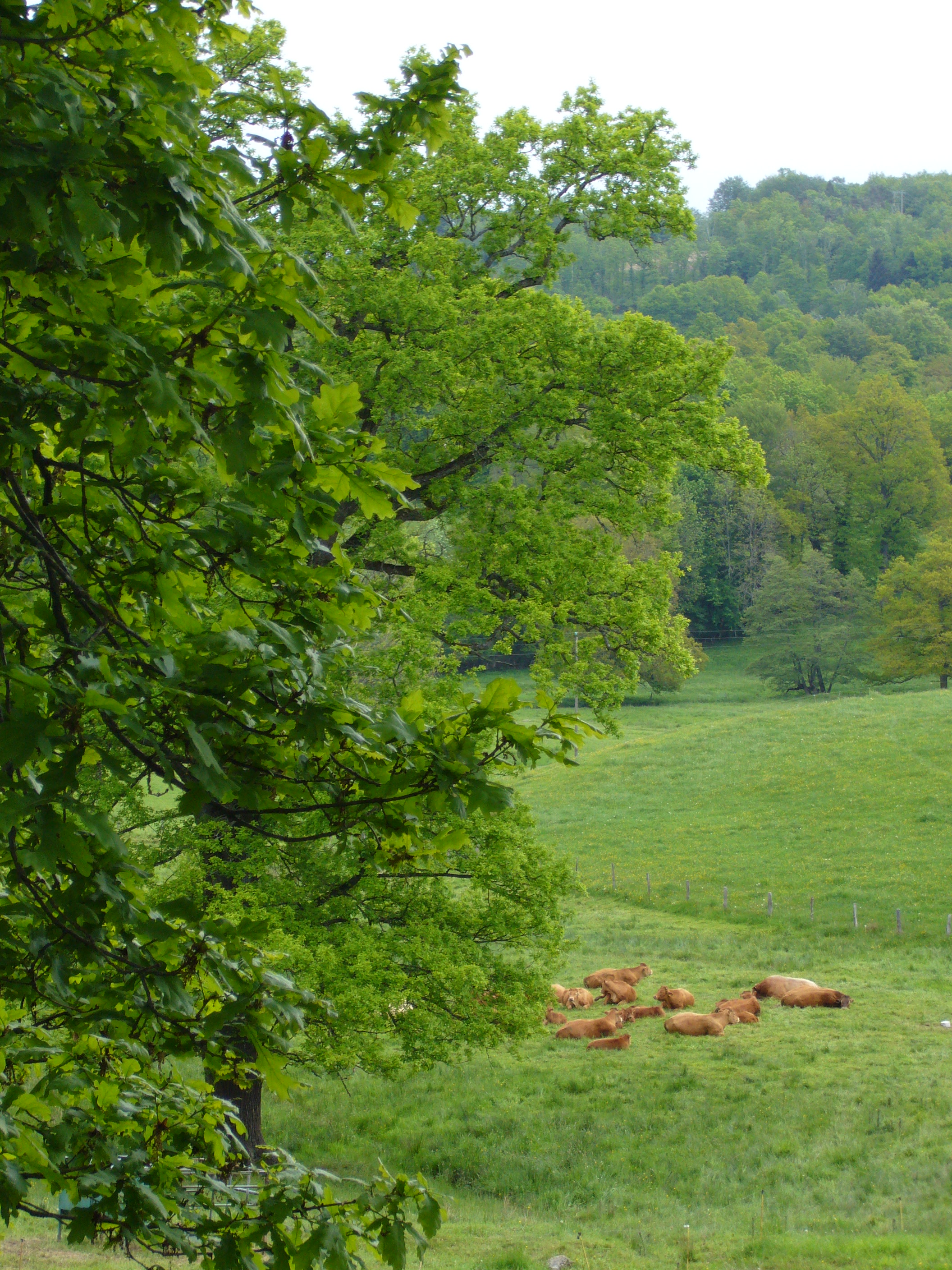
مراعي, كروز (إقليم فرنسي).
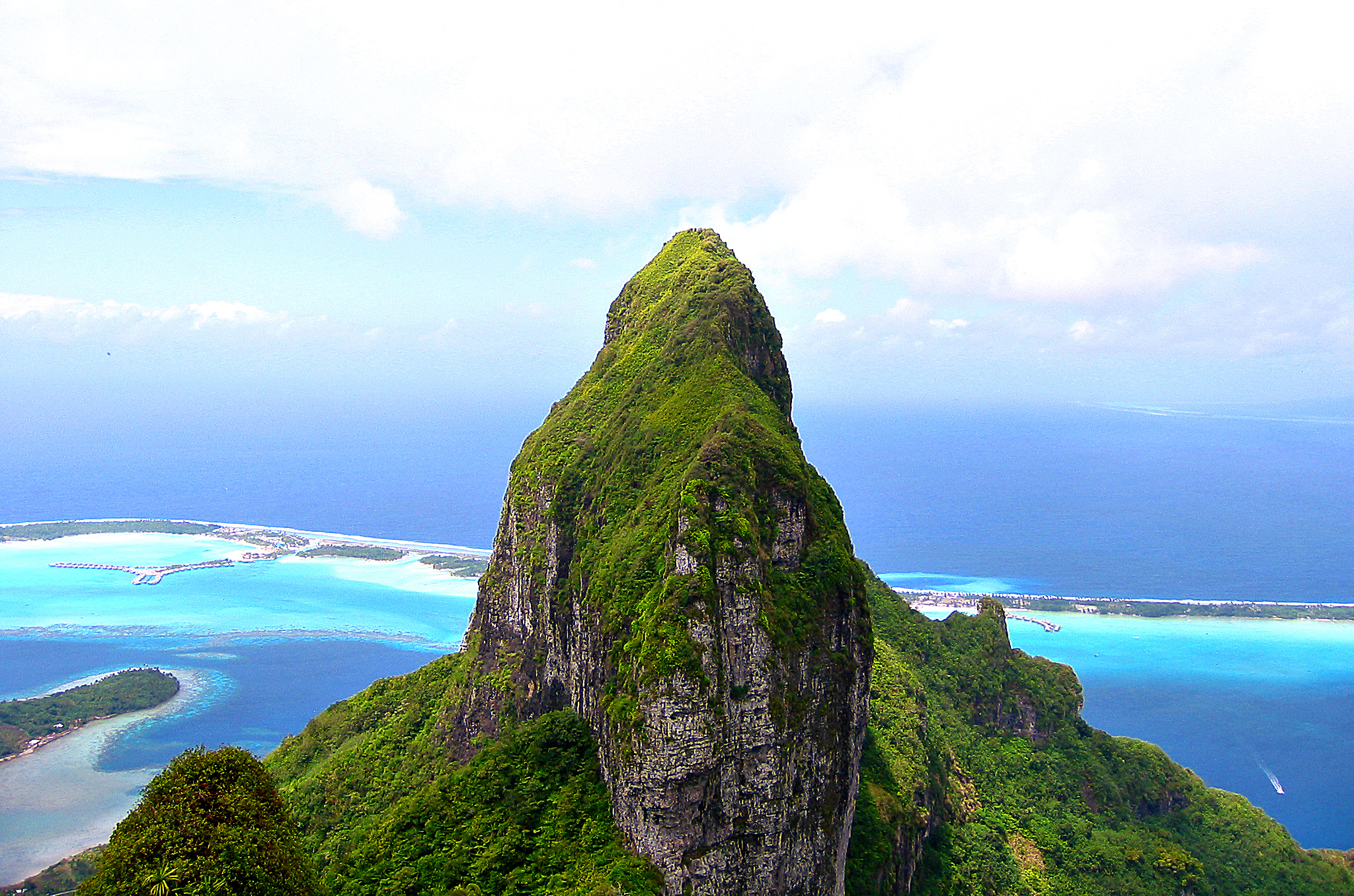
بورا بورا ومناخها الاستوائي.
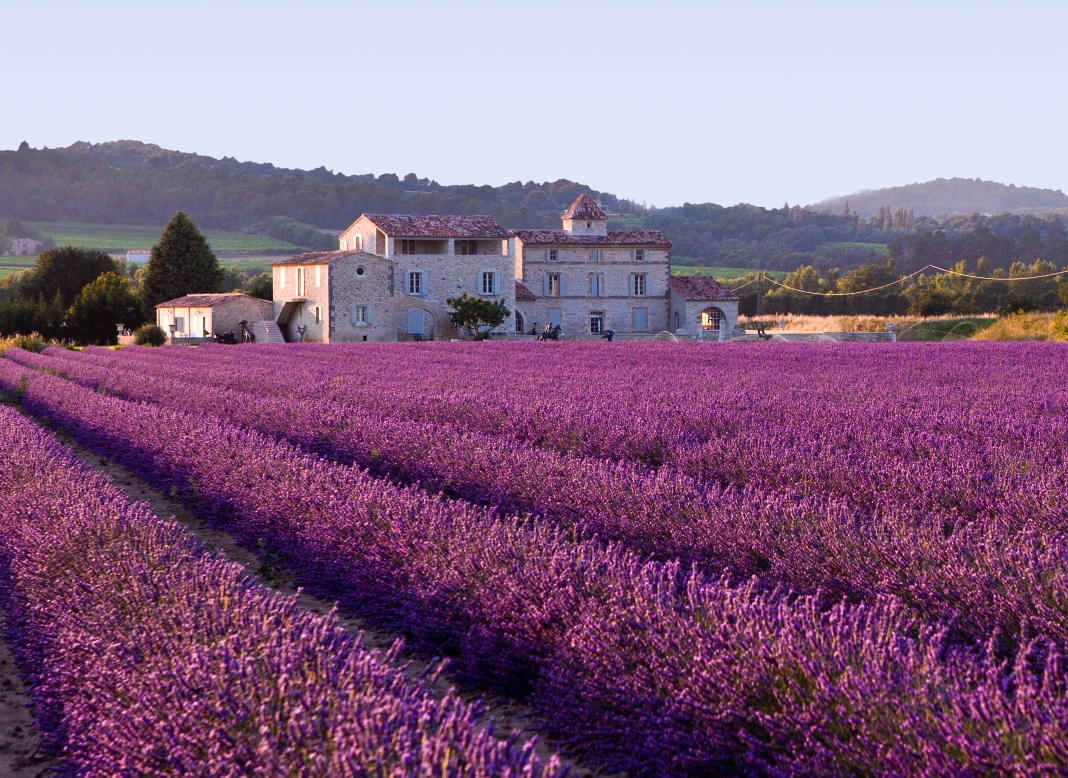
حقل الخزامى بروفنس.
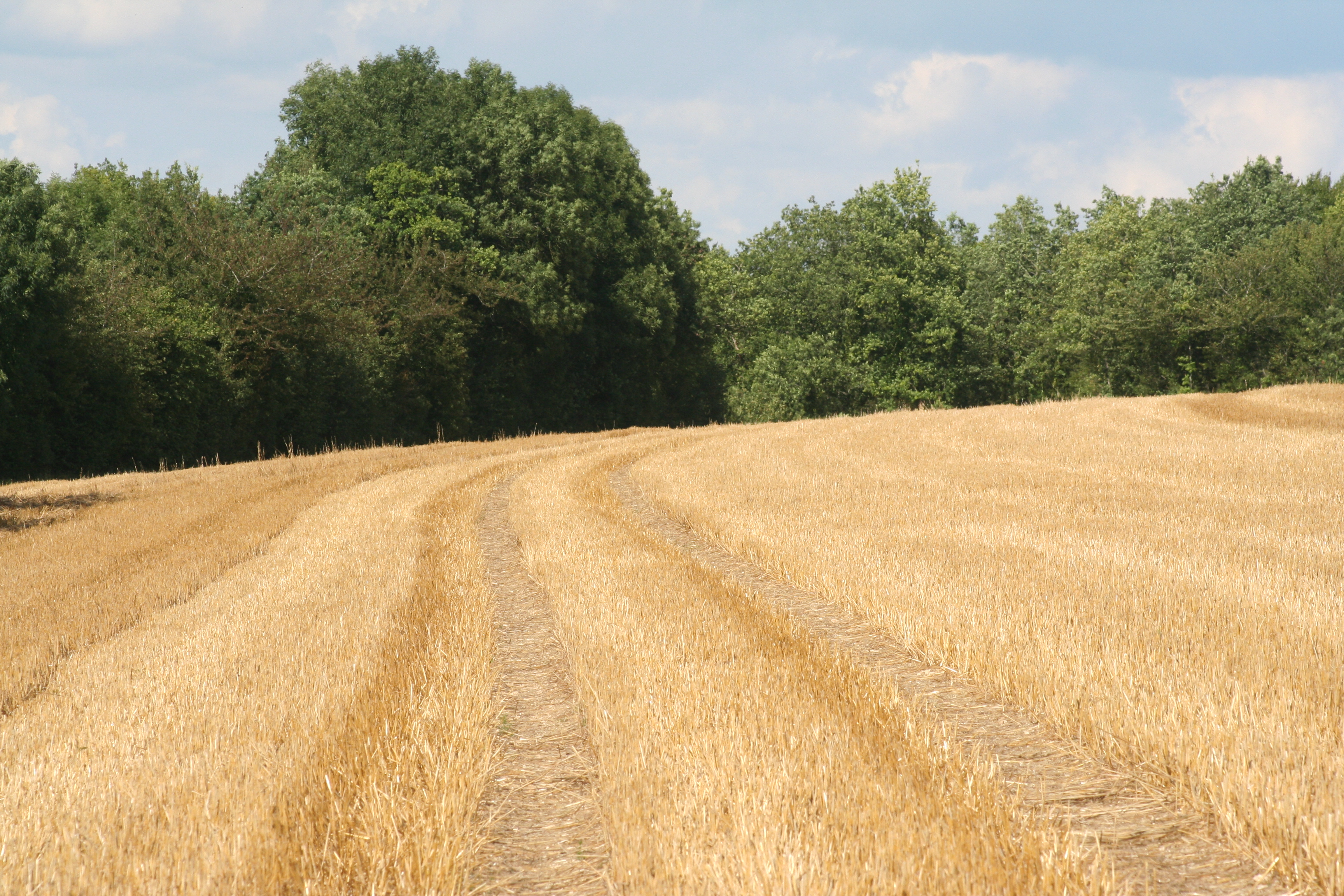
حقل الحبوب في إيسون (إقليم فرنسي).
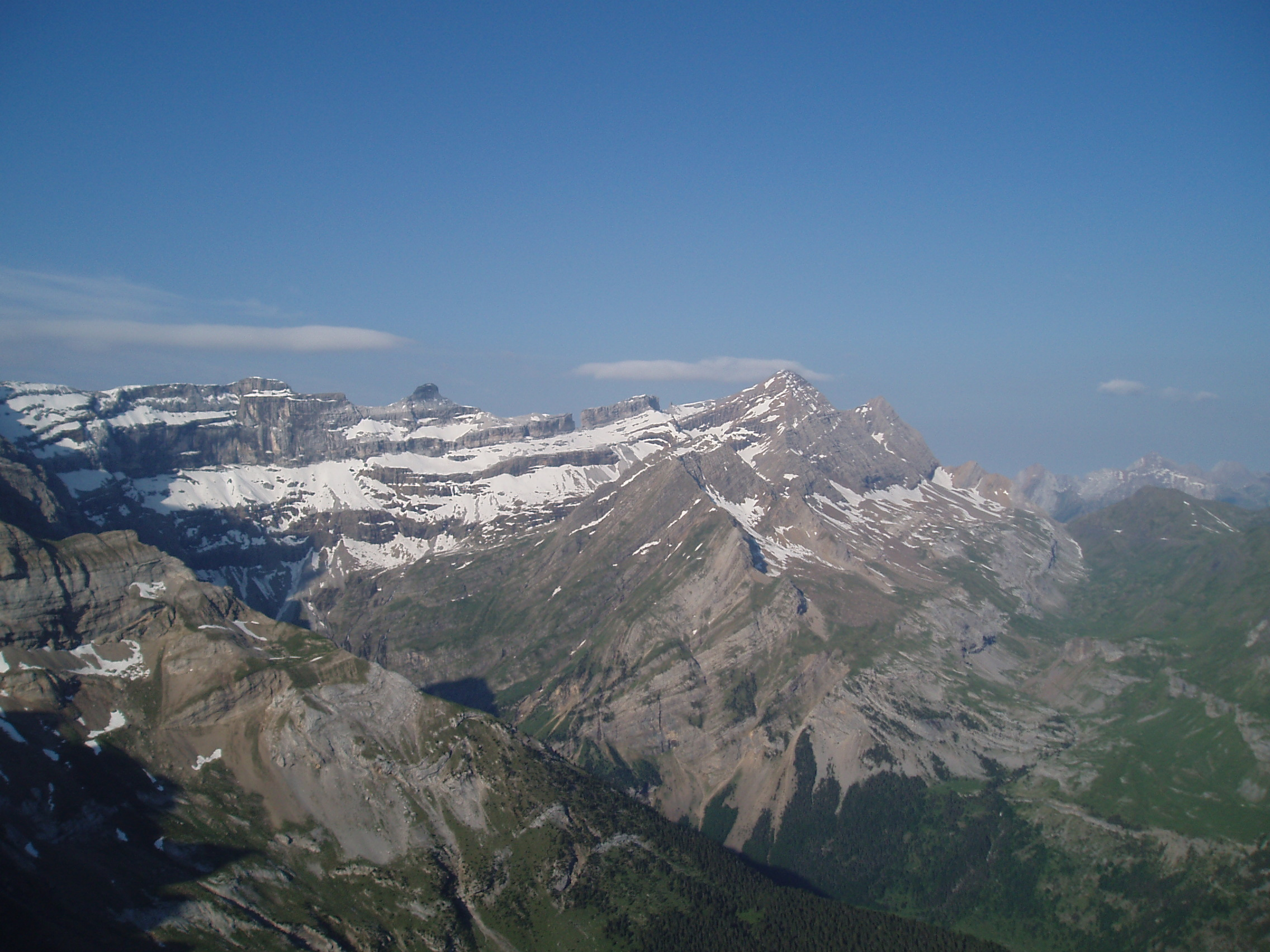
سيرك دي جافارني, البرانس.
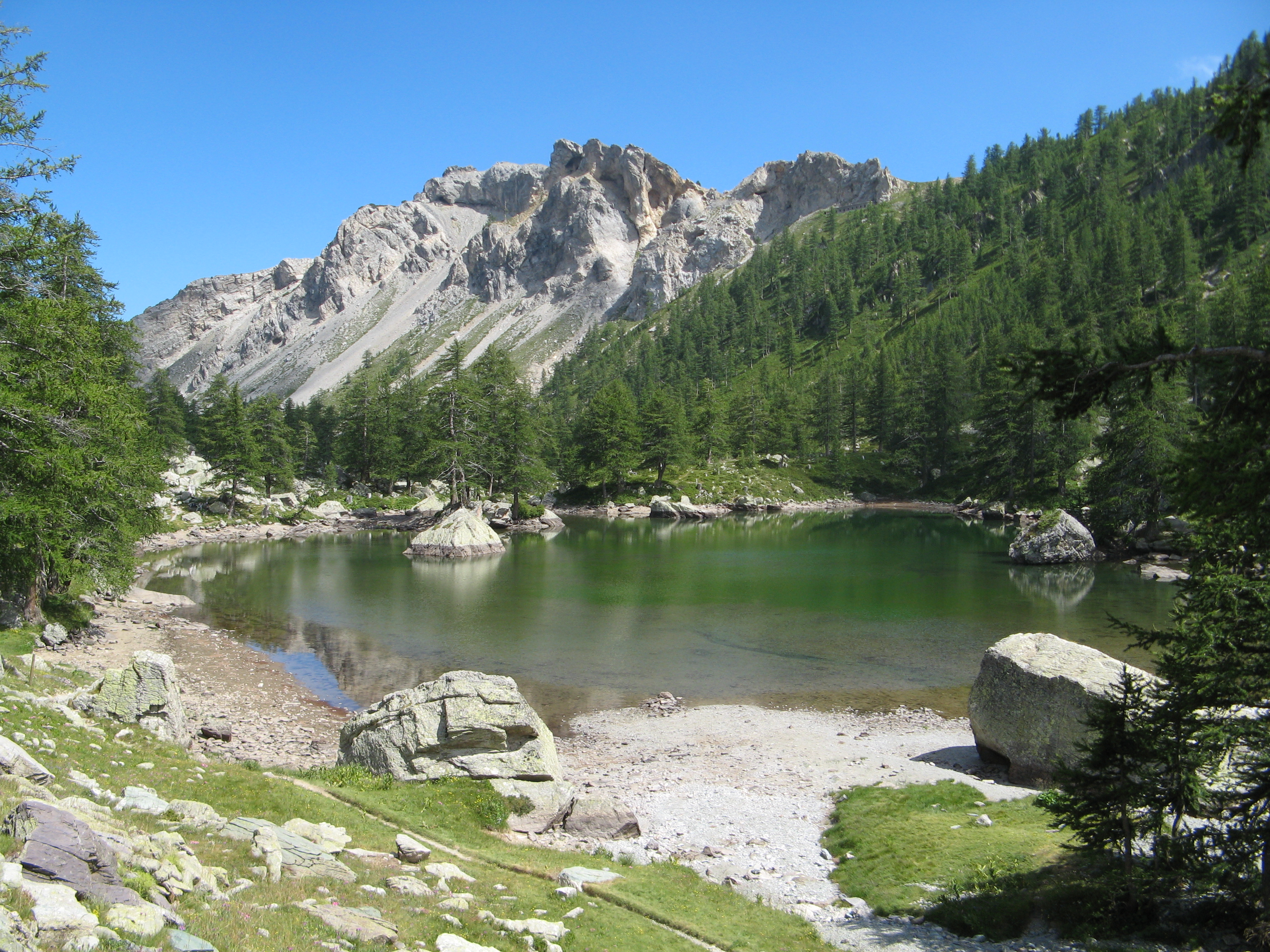
بحيرة فونتانالب الخضراء، الألب البحرية (إقليم فرنسي).
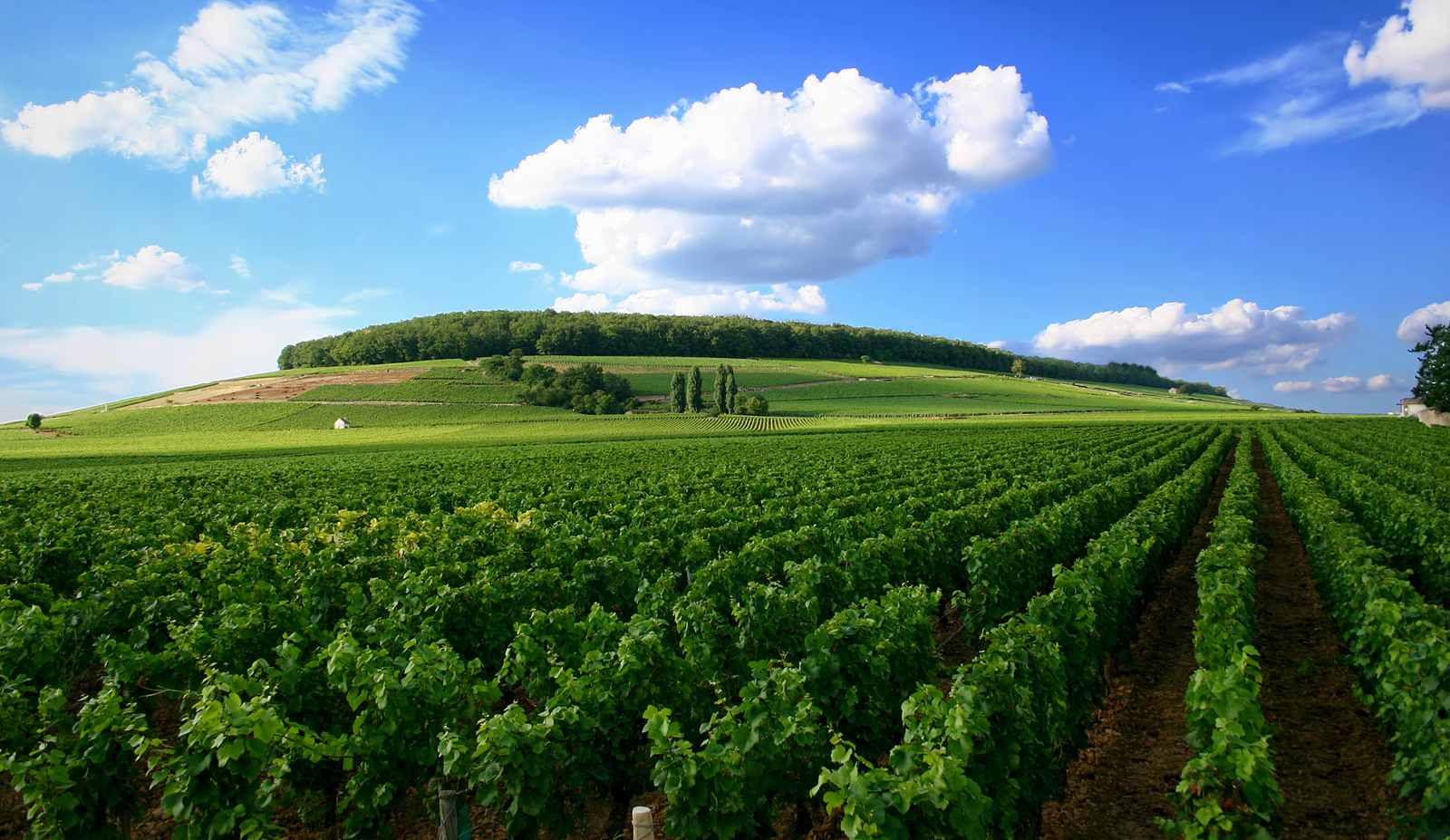
Vignoble de la côte de Beaune، بورغندي.
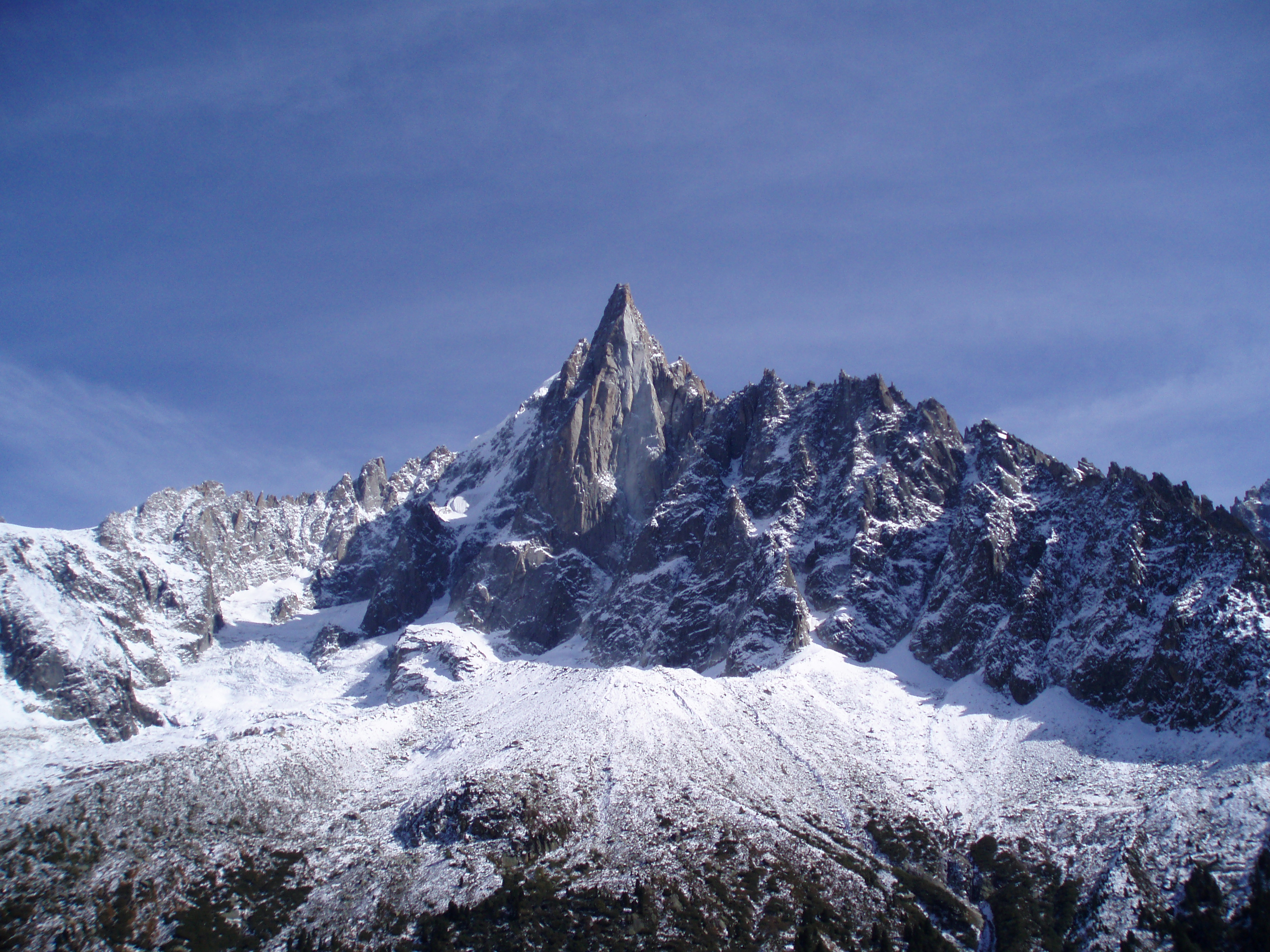
قمة درو، سافوا العليا (إقليم فرنسي).
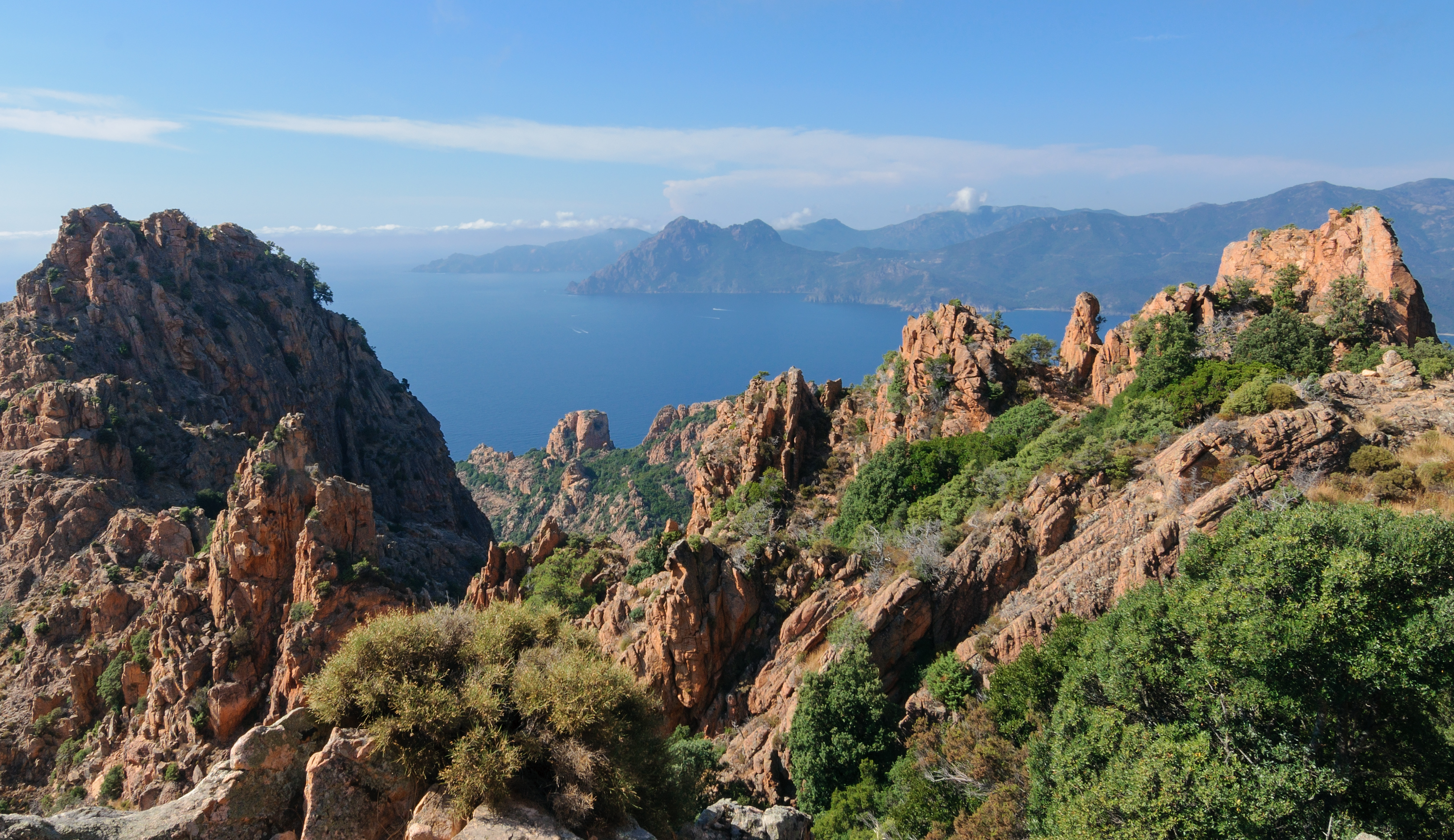
Calanques de Piana، كورسيكا.
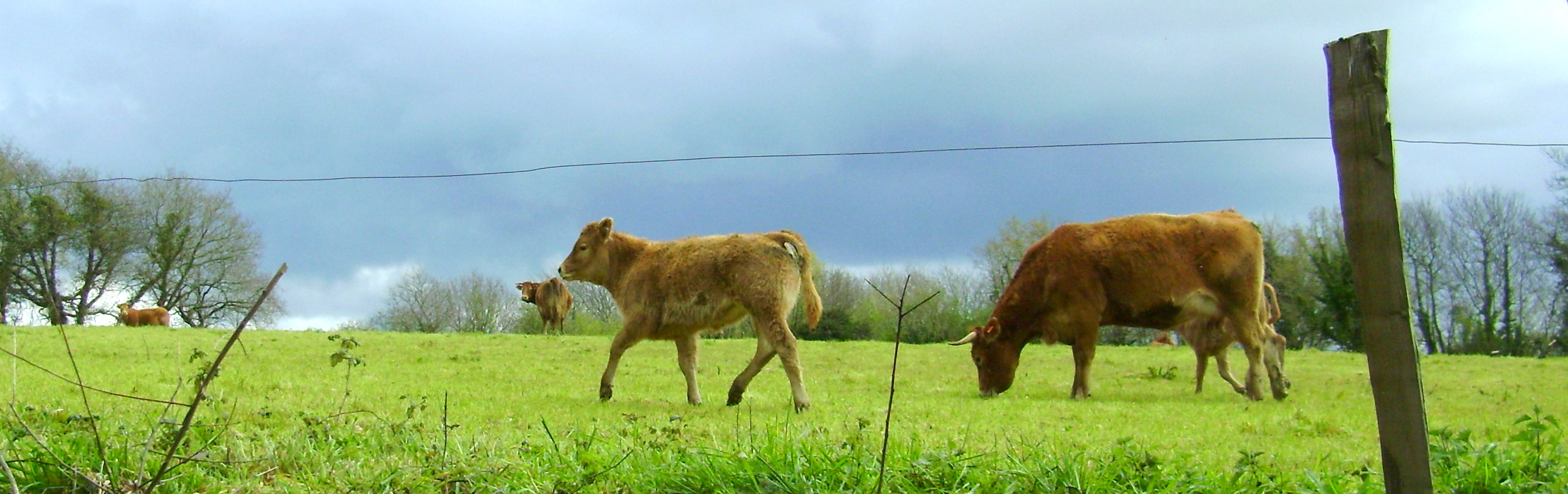
أبقار ليموزان، ليموزان.

وقد أصاب هذه المناطق الطبيعية والنظم البيئية تهديداً عن طريق طريق تجزئتها بشبكة الطرق الفَرنسِيّة والامتداد الحضاري إليها.

### خطوط الاتصال والنقل والمواصلات

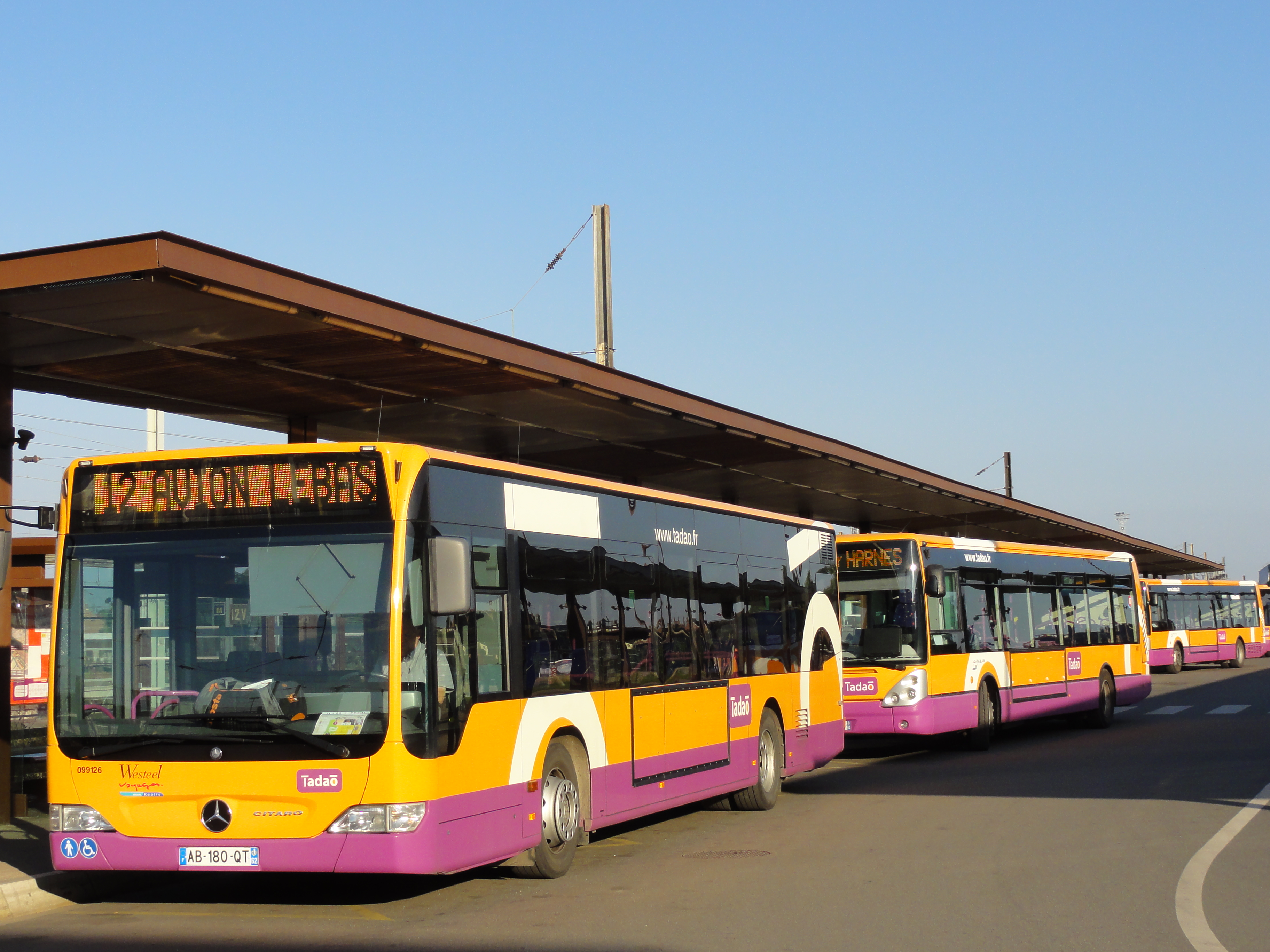
النقل في فرنسا

يعتمد النقل في فرنسا على واحدة من أكثف الشبكات وأكثرها كفاءة في العالم مع 146 كيلومترا من الطرق و 6.2 كيلومتر من خطوط السكك الحديدية لكل 100 كم2، تم بناؤه كشبكة الإنترنت مع باريس في مركزها. وقد اقترحت فرنسا خطة البنية التحتية للنقل الوطنية، التي تنتجها وزارة البيئة، من خلال المديرية العامة للنقل والبنية التحتية من البحر.

## التاريخ
تشمل أراضي الجمهورية الفَرنسِيّة الحالية أجزاء كبيرة من بلاد الغال الكلتية القديمة، والتي غزاها يوليوس قيصر في القرن 1 ق م، ولكنها اقتبست اسمها الحالي من الفرنجة، وهم شعب جرماني استقر منذ القرن الخامس، فرنسا هي دولة وُحِدت قديماً، وهي واحدة من أولى البلاد العصر الحديث التي خاضت التجربة الديمقراطية.

### ما قبل التاريخ

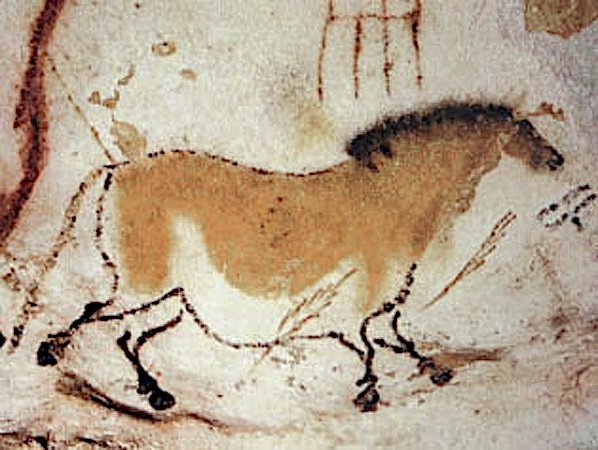
أحد أحصنة كهف لاسكو، دوردونيي، حوالي 18،000 قبل الميلاد).

يعود الظهور البشري على الأراضي الفرنسية الحالية إلى العصر الحجري القديم الأسفل؛ حيث إن أقدم آثار لحياة الإنسان في تاريخ فرنسا كانت من قبل 1.8 مليون سنة. وتصدى الإنسان بعد ذلك لمناخ قارس متغير، متأثراً بأكثر من عصر جليدي والذي قام بتغيير البيئة المُحيطة به. تمتلك فرنسا عدد هائل من الكهوف المزينة والتي ترجع إلى العصر الحجري القديم الأعلى، وأشهرها كهف لاسكو ( دوردونيي منذ حوالي 18000 سنة قبل الميلاد).
في نهاية العصر الجليدي الأخير نحو عام 10000 قبل الميلاد تحسن المناخ وأصبح أقل قراسة. ومنذ 7000 قبل الميلاد عاصرت أوروبا الغربية العصر الحجري الحديث واستقر سكانها، حتى ولو كانت التطورات مختلفة بحسب المناطق.
وبعد التنمية السكانية والزراعية الكبيرة ما بين 3000 و4000 قبل الميلاد، ظهرت المعادن والتعدين في نهاية عام 3000 قبل الميلاد، في البداية كان العمل بالذهب، النحاس والبرونز، ثم الحديد في القرن 8. في عام 600 قبل الميلاد، أنشأ اليونانيون القادمون من فوسيه مدينة مارسيليا، على ضفاف البحر الأبيض المتوسط، في نفس العصر توغلت بعض الشعوب الكلتية في الأراضي الفرنسية الحالية، ولكن هذا الاحتلال والتوغل لم ينتشر في باقي الأراضي إلا ما بين القرنين الخامس والثالث قبل الميلاد. وظهر مصطلح بلاد الغال "ΓαλαTία" في اليونان، والذي يتطابق مع الأراضي التي استوطنها الكلت والتي تقع بين نهر الراين، المحيط الأطلسي وسلسلة جبال البرانس. ويُطلق عليها العبرانيون ( تزارفات) "Tzarphat". وأصبحت بلاد الغال مُزدهرة، حيث خضع الجزء الجنوبي منها للتأثيرات اليونانية والرومانية.

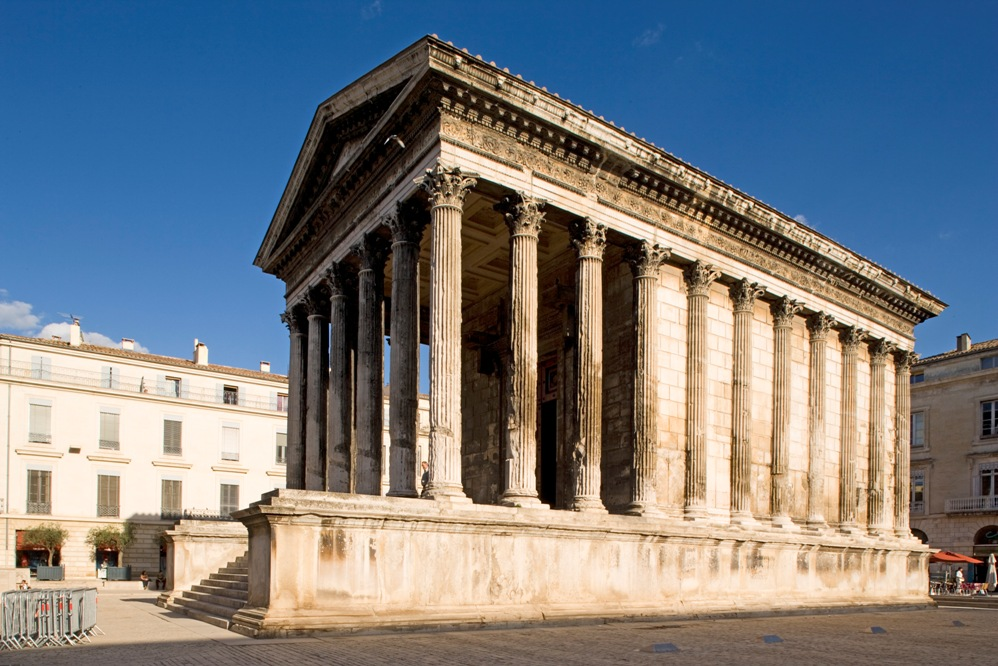
معبد بمدينة غالو الرومانية بنياموسوس (نيم حالياً)، وهو أحد بقايا الأثار المحفوظة من الإمبراطورية الرومانية.

ومنذ عام 125 ق م، غزت الجمهورية الرومانية تدريجياً جنوب بلاد الغال، وأسست هناك مدن مثل: آكس أون بروفانس، تولوز وأربونة. وفي عام 58 ق م بدأ يوليوس قيصر الحروب الغالية، وفي عام 52 ق م هزم تمرد كان بقيادة الرئيس الغالي فرسن جتريكس. وقام أغسطس بتقسيم الأراضي التي تم غزوها حديثاً إلى 9 مقاطعات رومانية، أهمها أربونة الغالية في الجنوب، آكيتين الغالية في الجنوب الغربي وليونيز الغالية في المنتصف الغربو بلجيكا الغالية قي الشمال. تم تأسيس العديد من المدن في الفترة الغالية الرومانية، يث تم اختيار لوجوندوم في عام 43 ق م لتكون عاصمة الغالية الرومانية ؛ حيث تم تصميمها على طراز وصورة المدن الرومانية، وبها منتدى روماني، ومسرح روماني قديم، سيرك، مدرج روماني، وثرمي.
وطغى الدين في روما القديمة على الميثولوجيا الكلتية بدون إخفائها، وتم دمج الآلهة تدريجيا والتوفيق بين الأديان. وفي القرن 3 ق م عانت الغالية الرومانية من أزمة خطيرة، الليمس وهي الحدود المُحصنة التي تحمي الإمبراطورية من الهجمات الألمانية، والتي اجتاحتها الهجمات البربرية. وكان الحكم الروماني خلال هذا الوقت ضعيف: حيث تم إعلان إمبراطورية غالية في عام 260 تحت الوصاية الرومانية حتى عام 274. ومع ذلك فقد تحسن الوضع في بدابات القرن 4، والتي كانت بمثابة فترة تجديد وازدهار لبلاد الغال. وفي عام 312، اعتنق االإمبراطور قسطنطين الأول المسيحية، وتضاعف عدد المسيحيين المضطهدين منذ ذلك الوقت. ولكن استأنفت الغزوات البربرية من منتصف القرن الرابع الميلادي؛ في 31 ديسمبر 406 عبر الونداليون، السويبيون والألانيين نهر الراين وبلاد الغال حتى إسبانيا. وفي منتصف القرن 5، استقر الألامانيون والفرنجة، وهما شعبان وثنيان، في الشمال الشرقي من فرنسا الحالية ومارسوا سياسة الضغط الشديد على الجنرالات الرومانيون الذين يمكثون في الشمال الشرقي من بلاد الغال.

### الولادة، الأزمات والتحولات بالمملكة الفرنسية في العصور الوسطى

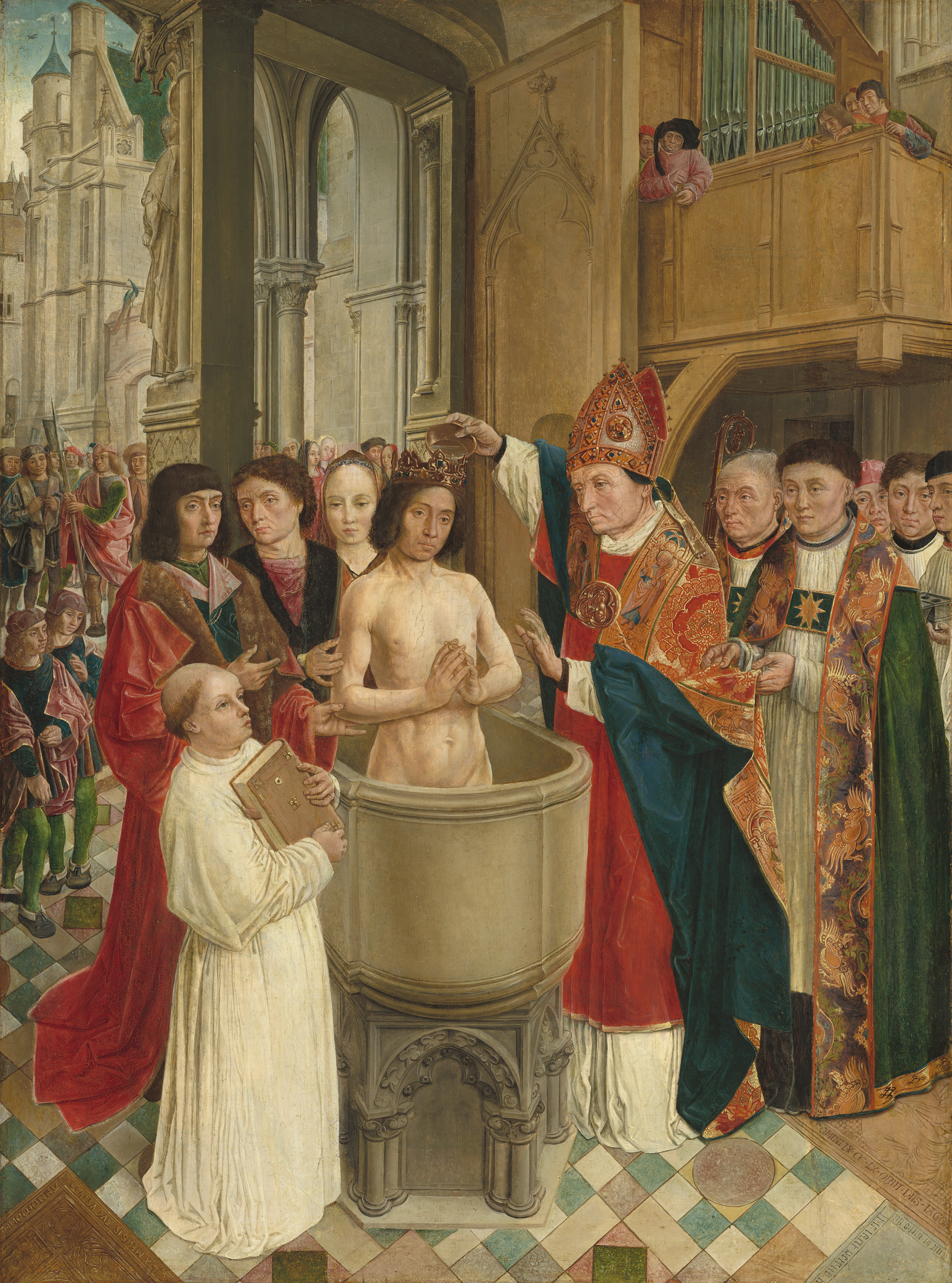
معمودية كلوفيس الأول بسانت تشابيل في باريس.

إن معمودية القائد الفرنجي كلوفيس الأول وتحوله واعتناقه المسيحية في رام في 24 ديسمبر عام 496، بواسطة المطران سان ريمي، جعلت منه حليفاً للكنيسة وسمح له بالتغلب على معظم بلاد الغال في القرنين الخامس والسادس. وكان اندماج التراث الغالو روماني، والمساهمات الألمانية والمسيحية طويلة وصعبة، شكل الفرنجة مجتمع مُحارب له قوانينة البعيدة كل البعد عن القانون الروماني والأسس المسيحية. في حين أن الضُعف الديموجرافي التي عرفته المملكة الفرنجية لأدي إلى إهلاك المدن، واستقرت المسيحية عن طريق تأسيس الكنائس القروية وبالأخص العديد من الأديرة. وإذا كانت سُلطة كلوفيس الأول تبدو وكأنها قوية من الأصل، كان يجب على سلالة ميروفنجيون مواجهة الكثير من الصعوبات الخطيرة؛ ولكنها اختفت في عام 751 عندما أسس بيبان القصير ملك الفرنجة الكارولنجيون.
قام بيبان القصير وابنه شارلمان بتوسيع كبير لمملكة الفرنج، والتي كانت تمتد من نهاية القرن 8 على مساحة أكثر من مليون كيلومتر مربع. وكانت الإمبراطورية الكارولنجية الضخمة يتم التحكم بها من قبل إدارة مركزية في آخن، والعديد من كونتات الذين يمثلون شارلمان في كل الإمبراطورية ويتابعهم مبعوثون السيد.

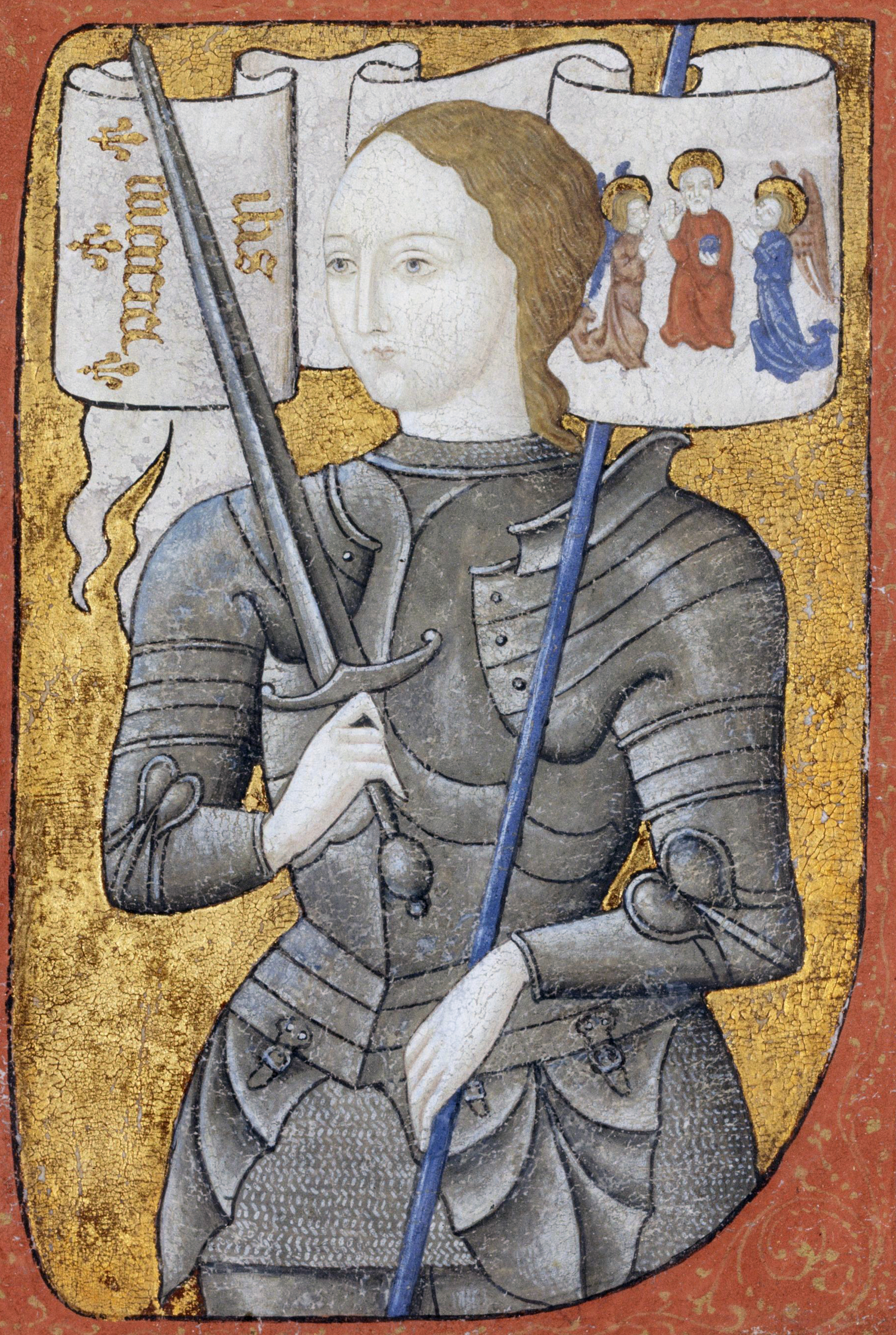
جان دارك تقود الجيش الفرنسي في العديد من الانتصارات الهامة خلال حرب المائة عام والتي هيئت الطريق أمام النصر النهائي

تم تتويج شارلمان في عام 800 إمبراطور الغرب، حيث أعاد إحياء الفنون المتحررة في التعليم، حيث استضاف قصر آخن نشاطات فكرية وفنية على مستوى عال. وبالرغم من ذلك، وبعد موت الإمبراطور، جعل كونتات والتابعين له وظيفتهم مورثة، وقسم أبناء شارلمان الإمبراطورية فيما بينهم بحسب معاهدة فيردان عام 843.
حصل شارل على مملكة الفرنجة الغربيين والتي تعادل ثلثي غرب فرنسا الحالية حيث كانت تختلف حدودها قليلاً حتى أواخر العصور الوسطى. وكان على المملكة الجديدة مجابهة ثلاث موجات من الغزوات المختلفة ما بين القرنين التاسع والعاشر يقودها المسلمون، الفايكنج والمجريون. وفي نفس العصر استمرت سلطة الكونتات في التضخم بينما تضائلت السلطة الملكية، وحلت محلها المجتمع الإقطاعي والذي يتميز بإنقسامه إلى ثلاث أقسام: رجال الدين، النبلاء، وثلث الدولة ( وهم الطبقة البرجوازية. وفي عام 987، انتُخب أوغو كابيه ملكاً من قبل أقرانه، أي نبلاء المملكة، ثم أصبحت الملكية والنظام الملكي وراثي، وحكم الكابيتيون فرنسا خلال أكثر من ثمانية قرون. ومع ذلك فإن أوائل الملوك الكابيتيون لم يحكموا مباشراً إلا جزء ضئيل ضعيف من الأراضي الفرنسية يُسمى بالمجال الملكي الفرنسي، وكان بعض من التابعين لهم لديهم سُلطة وقوة أكبر وأكثر منهم.
في القرن الثاني عشر، بدأت السلطة الحاكمة على إثبات قدرتها ضد أمراء المملكة، ولكن في عام 1150 كان عليها مواجهة ميلاد الإمبراطورية الأنجوية والتي تجمعت مابين إنجلترا والثلث الغربي من فرنسا.
وتصرف لويس التاسع (1226-1270) وكأنه المسؤول عن المسيحية والمُتحكم بها، والتحق بالحملة الصليبية السابعة والحملة الصليبية الثامنة، وهو ما أوصله ليكون مُطَوَب من قِبل الكنيسة الكاثوليكية.
وشهد النصف الأول من القرن الرابع عشر غَرق فرنسا في أزمة كبيرة، حيث كانت التغييرات كثيرة. حرب المائة عام، التي شنتها ضد إنجلترا والتي وُلدت من مشكلة الخلافة وترأس المملكة الفرنسية، والتي خربت البلاد. ولكن أزمة القرنين الرابع عشر والخامس عشر لم تكن فقط عسكرية أو سياسية: ولكنها كانت أيضاً ديموجرافيا (حيث إن الموت الأسود أي الطاعون والذي قتل منذ عام 1347 على الأقل ثلث شعب المملكة.)، اجتماعية ( حيث تضاعف وازداد عصيان وتمرد الفلاحون وسكان المدن)، اقتصادية ودينية. علاوة على ذلك، لقد تأثرت الملكية يهذه الأزمة، ولم تخرج منها إلا بتعزيزات، وتم نقل مقر السلطة إلى وادي لوارحيث يكتسب مؤسسات جديدة ويضع الجيش ويفرض ضريبة دائمة.

### عصر النهضة والملكية ( من القرن 16 حتى القرن 18 )

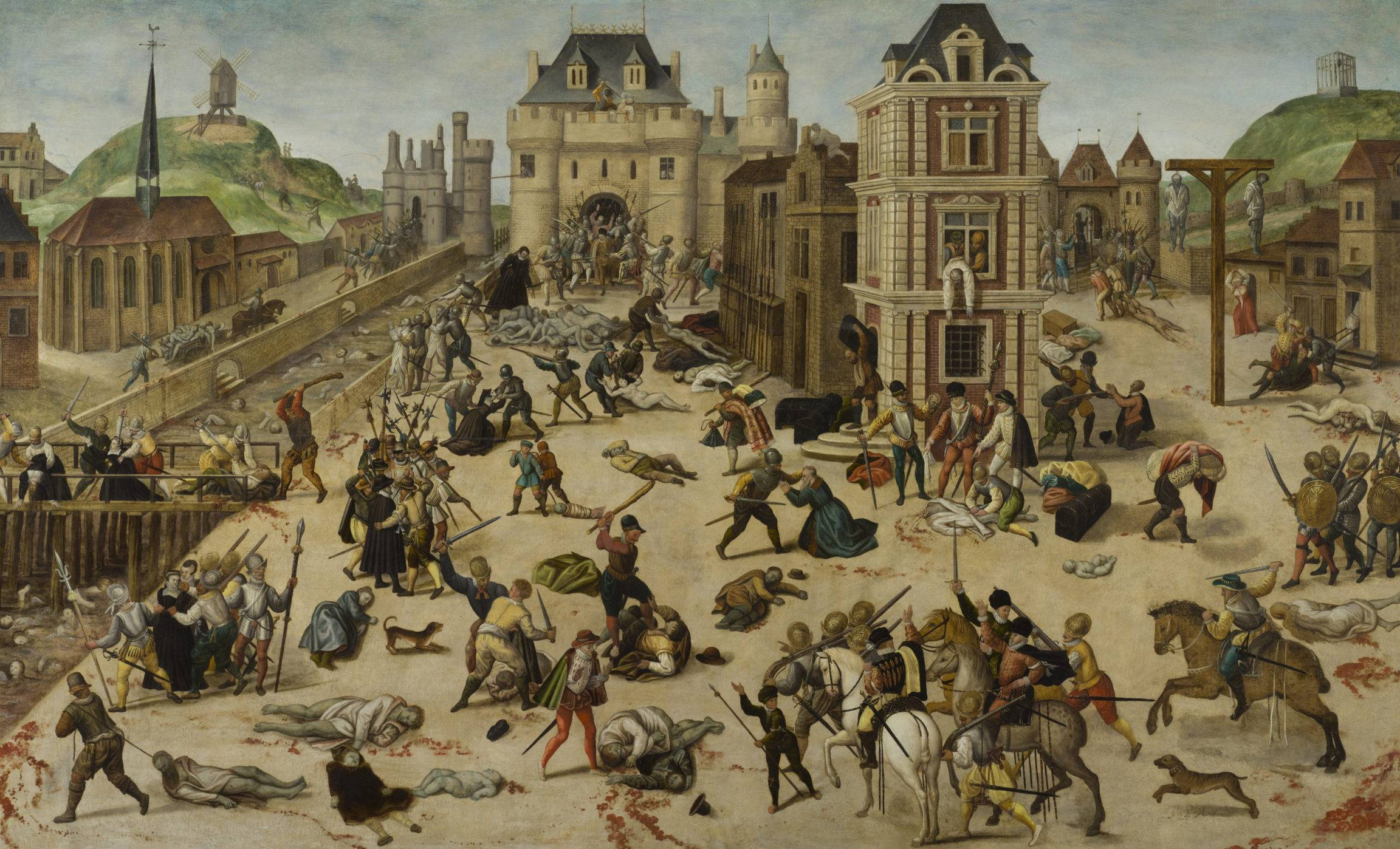
مذبحة سان بارتيليمي عام 1572 كانت نقطة البداية للحروب الدينية حيث وضع لها مرسوم نانت النهاية عام 1598

منذ عام 1494، شن الملوك الفرنسيين العديد من الحروب الإيطالية على إيطاليا ثم ضد الإمبراطور كارلوس الخامس. ولكن الحكم والسلطة في عهد فرنسوا الأول (1515-1547) ونجله هنري الثاني كانت مميزة بسيادة الحكم الملكي الذي أصبح حكم مطلق وبه استبداد، ومع ظهور عصر النهضة الأدبية والفكرية التي كانت متأثرة كثيرًا من إيطاليا. وفي عام 1539، أُصدِر مرسوم فيلار كوتيريه الذي أمر بجعل اللغة الفرنسية اللغة الرسمية الإدارية والقانونية في المملكة. لكن لم تستمر الوحدة حول شخصية الملك بفرنسا حيث تعرقل كل شئ في النصف الثاني من القرن السادس عشر بسبب المشاكل الدينية: حيث توالت ثماني حروب دينية مابين عام 1562 وعام 1598 بين الكاثوليكية والكالفينية. وتضاعفت الأزمة الدينية بأزمتين اقتصادية وسياسية. وفي عام 1598، أصدر الملك هنري الرابع مرسوماً يسمح فيه بحرية الاعتقاد للبروتستانت.

الملك لويس الرابع عشر«الملك الشمس» الحاكم المُطلق لفرنسا والذي قام بعمل أول قوة أوروبية

كان على الملك لويس الثالث عشر (1610-1643 ووزرائه ريشيليو وجول مازاران مواجهة رغبة النبلاء في استرجاع سلطاتهم السابقة. وفي نفس العصر شنت فرنسا العديد من الحروب الناجحة (من بينها حرب الثلاثين عاما)، وبدأت في إنشاء أول إمبراطورية فرنسية كبيرة تتكون من العديد من المستعمرات، وخاصاً فرنسا الجديدة بجزر الأنتيل في البحر الكاريبي وعلى طريق الهند. وأكد الملك لويس الرابع عشر أكثر من ذي قبل على سلطته الملكية المطلقة: حيث لقب نفسه ب«الملك الشمس» واعتبر نفسه «القائم مقالم الله على الأرض»، وقام ببناء قصر فرساي، رمز حكمه. وأحاط نفسه بالفنانين والعلماء، وعمل على التوحيد الديني لمملكته؛ وذلك بإستئناف اضطهاد البروتستانت وقام بإلغاء مرسوم نانت بمرسوم فونتانبلوه الذي أصدره عام 1685. وعلى الرغم من الوضع المالي الحرج للملكة، قام لويس الثالث عشر بشن الكثير من الحروب ضد أوروبا المتحالفة ضده، في حين أن قام الماركيز دو فوبان ببناء شبكة من المدن القوية ليحصن بها ويقوي حدود المملكة. وإذا كانت هذه الحروب أدت في البداية إلى العديد من الانتصارات الفرنسية إلا أنها أدت في النهاية عدة هزائم عسكرية ومجاعات أدت إلى تشويه نهاية عصره وحكمه.
قام الملك لويس الخامس عشر(1715-1774) خليفة الملك لويس الرابع عشر بشن الكثير من الحروب حيث كانت نتائجها متناقضة. وفي عام 1763 قامت معاهدة باريس (1763) بإنهاء حرب السنوات السبع، وتخلت فرنسا عن ممتلكاتها في أمريكا الشمالية ولكنها استولت في ذات الوقت على دوقية لورين وكورسيكا. وشهدت فرنسا في نفس العصر ازدهار وانتعاش ديموجرافي واقتصادي كبير. وازدياد الإنتاج الزراعي صاحبه مرحلة تصنيع كبيرة تُسمى "proto-industrialisation "، وخصوصاً في قطاع الغزل والنسيج، ولكن أيضاً حدثت طفرة في المجال الفكري والثقافي. ثم وصل بعد ذلك الملك لويس السادس عشر إلى العرش في عام 1774، ووجد نفسه غير قادر غعلى إيجاد حل لمديونية المملكة ووجب عليه مواجهة أقسام المملكة ( يقصد بها الثلاث أقسام" طبقة النبلاء، ورجال الدين والطبقة البرجوازية).

### المملكة فرانسيا (3 القرن-843)
في نهاية فترة العصور القديمة، تم تقسيم الإغريق القدماء إلى عدة ممالك الجرمانية وبقية الأراضي جالو الرومانية، والمعروفة باسم مملكة Syagrius (غرب). في وقت واحد، وسلتيك الإسكتلندي البريطانيين، الذين فروا من تسوية الأنجلوسكسونية لبريطانيا، واستقر في الجزء الغربي من Armorica. ونتيجة لذلك، تم تغيير اسم Armorican شبه جزيرة بريتاني، كان إحياء الثقافة سلتيك ونشأت الممالك الصغيرة المستقلة في هذه المنطقة.
الفرنجة وثنية، ومنهم من تم اشتقاق الاسم القديم ل «فرانسي»، واستقر في الأصل الجزء الشمالي من بلاد الغال، ولكن تحت كلوفيس أنا غزا معظم الممالك الأخرى في شمال ووسط الإغريق. في 498، كلوفيس كنت أول الفاتح الجرمانية بعد سقوط الإمبراطورية الرومانية على اعتناق الكاثوليكية المسيحية، بدلا من الآريوسية، وبالتالي أعطيت فرنسا لقب «الابنة البكر لل كنيسة» (الفرنسية: La فيل aînée DE L' من كنيسة) من قبل البابوية، وملوك فرنسا سيطلق عليها «الملوك معظم المسيحيين في فرنسا» (ريكس Christianissimus).
الفرنجة احتضنت الثقافة المسيحية جالو الرومانية وكان الإغريق القديمة سميت في نهاية المطاف فرانسيا («أرض الفرنجة»). اعتمد الجرمانية فرانكس اللغات الرومانية، ما عدا في شمال الإغريق حيث كانت المستوطنات الرومانية أقل كثافة، وحيث ظهرت اللغات الجرمانية. جعل كلوفيس باريس عاصمة له وأنشأ ميروفنجيون، ولكن مملكته لا البقاء على قيد الحياة وفاته. تعامل الفرنجة الأرض بحتة ملكا الخاص وتقسيمها بين الورثة، لذلك ظهرت أربعة ممالك من كلوفيس في : باريس، اورليان، سواسون، وريميس.
فقدت ملوك Merovingian مشاركة السلطة ل رؤساء البلديات على القصر (رب الأسرة). رئيس بلدية واحد من القصر، شارل مارتل، هزم غزو الإسلامية الإغريق في معركة تور (732) وحصل على الاحترام والسلطة داخل ممالك الفرنجة. ابنه، بيبين القصير، استولى تاج فرانسيا من Merovingians ضعف وأسس سلالة الكارولنجية. ابن بيبين وشارلمان، شمل ممالك الفرنجة وبنى إمبراطورية واسعة في جميع أنحاء أوروبا الغربية والوسطى.
أعلن الإمبراطور الروماني المقدس من قبل البابا ليون الثالث، وبالتالي وضع بشكل جدي منذ فترة طويلة ارتباط الحكومة الفرنسية التاريخية مع الكنيسة الكاثوليكية، حاول شارلمان لإحياء الإمبراطورية الرومانية الغربية والعظمة الثقافية.

تطور الإقليمية الفرنسية 985-1947

ابن شارلمان، لويس الأول (814-840 الإمبراطور)، وأبقى الإمبراطورية متحدين، ولكن هذا من شأنه أن الإمبراطورية الكارولنجية لا البقاء على قيد الحياة وفاته. في 843، بموجب معاهدة فردان، تم تقسيم الإمبراطورية بين لويس ' ثلاثة أبناء، مع الشرق فرانسيا ذاهب لويس الألمانية، الشرق فرانسيا ل وثر الأول، وغرب فرانسيا لتشارلز الأصلع. غرب فرانسيا يقترب من المنطقة المحتلة من قبل، وكان مقدمة ل فرنسا الحديثة.
خلال القرنين 9 و10، هدد باستمرار من قبل الغزوات فايكنغ، أصبحت فرنسا دولة مركزية جدا : أصبحت عناوين النبلاء والأراضي وراثية، وأصبحت سلطة الملك أكثر تدينا من العلمانية، وبالتالي كان أقل فعالية وتحدى باستمرار من قبل النبلاء قوية. وهكذا تأسست الإقطاع في فرنسا. مع مرور الوقت، سوف تنمو بعض خدم الملك من القوة بحيث إنها غالبا ما تشكل تهديدا للملك. على سبيل المثال، بعد معركة هاستينغز في عام 1066، وأضاف وليام الفاتح «ملك إنجلترا» إلى ألقابه، وأصبح كل من تابع ل (كما دوق نورماندي) وعلى قدم المساواة من (كما ملك انكلترا) ملك فرنسا.

### مملكة فرنسا (843-1791)

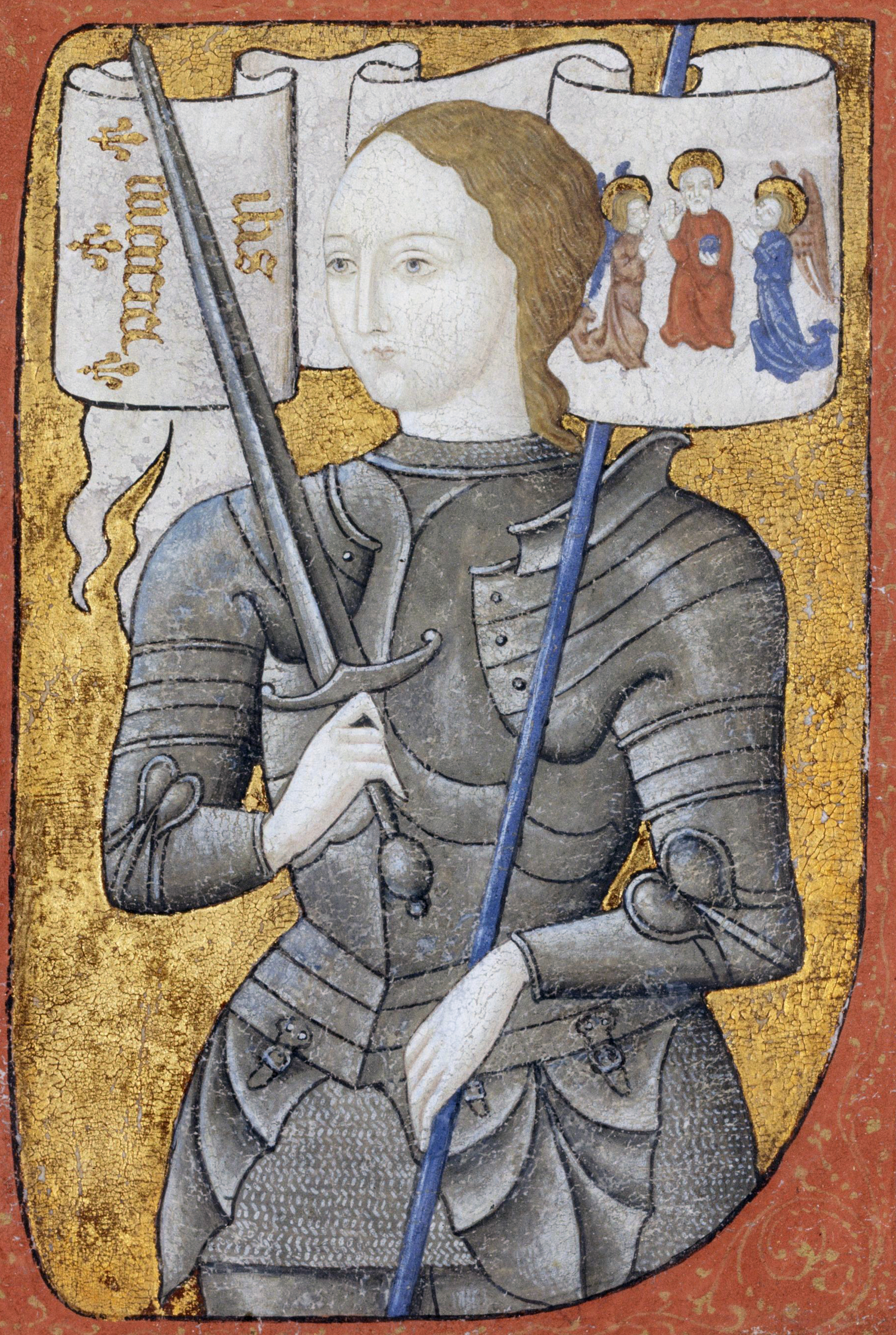
جان دارك قادت الجيش الفرنسي إلى عدة انتصارات هامة خلال حرب المائة عام الذي مهد الطريق أمام النصر النهائي.

حكمت سلالة الكارولنجية فرنسا حتى 987، عندما هيو كابيت، دوق فرنسا وعدد من باريس، توج ملك الفرنجة. نسله - وCapetians، دار فالوا، وبيت بوربون - الموحدة تدريجيا البلاد من خلال الحروب والميراث سلالي في مملكة فرنسا، التي كانت قد أعلنت بشكل كامل عام 1190 من قبل فيليب أوغسطس الثاني أوغسطس. كان غربيرت كوت اورياك (غربيرت من أوريلاك) أول البابا الفرنسية ؛ حكمه كما البابا سيلفستر الثاني استمرت 999-1003.
انطلقت الحملة الصليبية البيجان في 1209 للقضاء على الكاثار هرطقة في منطقة الجنوب الغربي من فرنسا في العصر الحديث. في النهاية، تم إبادتهم الكاثار وضمت مقاطعة ذاتية الحكم لتولوز في مملكة فرنسا. وفي وقت لاحق الملوك توسيع أراضيها لتغطية أكثر من نصف حديثة فرنسا القارية، بما في ذلك معظم، مركز الشمال والغرب من فرنسا. وفي الوقت نفسه، أصبحت السلطة الحاكمة أكثر وأكثر حزما، تتمحور حول تصور هرميا المجتمع التمييز النبلاء ورجال الدين، والعوام.
تشارلز الرابع معرض توفي دون وريث في 1328. بموجب قواعد القانون ساليك تاج فرنسا لا يمكن أن يمر إلى امرأة ولا يمكن أن خط الملكية تمر عبر خط الإناث. وبناء على ذلك، التاج تمريرها إلى فيليب فالوا، وهو ابن عم تشارلز، وليس من خلال خط الإناث إلى تشارلز ابن أخيه، إدوارد، الذي سيصبح قريبا إدوارد الثالث من إنكلترا. في عهد فيليب فالوا، وصلت الملكية الفرنسية في أوج قوتها في القرون الوسطى.
ومع ذلك، كان المطعون مقعد فيليب على العرش من قبل إدوارد الثالث من إنكلترا وعام 1337، عشية الموجة الأولى من الموت الأسود، وذهب إنجلترا وفرنسا إلى الحرب في ما أصبح يعرف باسم حرب مئة عام. والحدود الدقيقة تغيرت كثيرا مع مرور الوقت، ولكن ظلت حيازات الأراضي الفرنسية الملوك الإنجليزية واسعة على مدى عقود.
مع قادة الكاريزمية، مثل جان دارك ولوس انجليس تأجير، فاز الفرنسي المرتدة مرة أخرى قوية الأراضي القارية الإنجليزية. مثل بقية أوروبا، ضربت فرنسا قبل الموت الأسود. حول 1340، كانت فرنسا يبلغ عدد سكانها حوالي 17 مليون نسمة، والتي في نهاية هذا الوباء قد انخفضت بنسبة حوالي نصف واحد.

في سانت كان مذبحة بارثولوميو يوم (1572) ذروة حروب الفرنسية من الدين، والتي تم وضع حد من قبل مرسوم نانت (1598).

شهد عصر النهضة الفرنسية مجموعة طويلة من الحروب، والمعروفة باسم الحروب الإيطالية، بين مملكة فرنسا والأقوياء الإمبراطورية الرومانية المقدسة. رأت أيضا توحيد الأولى من اللغة الفرنسية، التي ستصبح اللغة الرسمية لفرنسا ولغة الطبقة الأرستقراطية في أوروبا. المستكشفين الفرنسية، مثل جاك كارتييه أو صامويل دي شامبلين، ادعى الأراضي في الأمريكتين لفرنسا، مما يمهد الطريق ل توسيع الأولى الإمبراطورية الاستعمارية الفرنسية.
صعود البروتستانتية في أوروبا بقيادة فرنسا إلى حرب أهلية المعروفة باسم حروب الفرنسية من الدين، حيث، في الحادث الأكثر شهرة، قتل الآلاف من المسيحيون الفرنسيون في مذبحة يوم القديس بارثولوميو من 1572. حروب الدين وقد انتهت مرسوم هنري الرابع من نانت، والتي تمنح بعض الحرية الدينية المسيحيون الفرنسيون.
تحت حكم لويس الثالث عشر، عززت حيوية الكاردينال ريشيليو مركزية الدولة، السلطة الحاكمة والهيمنة الفرنسية في أوروبا، ينذر عهد لويس الرابع عشر. خلال أقلية ولويس الرابع عشر وصايه الملكة آن ومازارين الكاردينال، وهي فترة من المتاعب المعروفة باسم سعفة النخل وقعت في فرنسا، التي كانت في ذلك الوقت في حالة حرب مع إسبانيا. ويعزى هذا التمرد من قبل الإقطاعيين كبيرة والمحاكم السيادية كرد فعل على صعود السلطة الحاكمة في فرنسا.

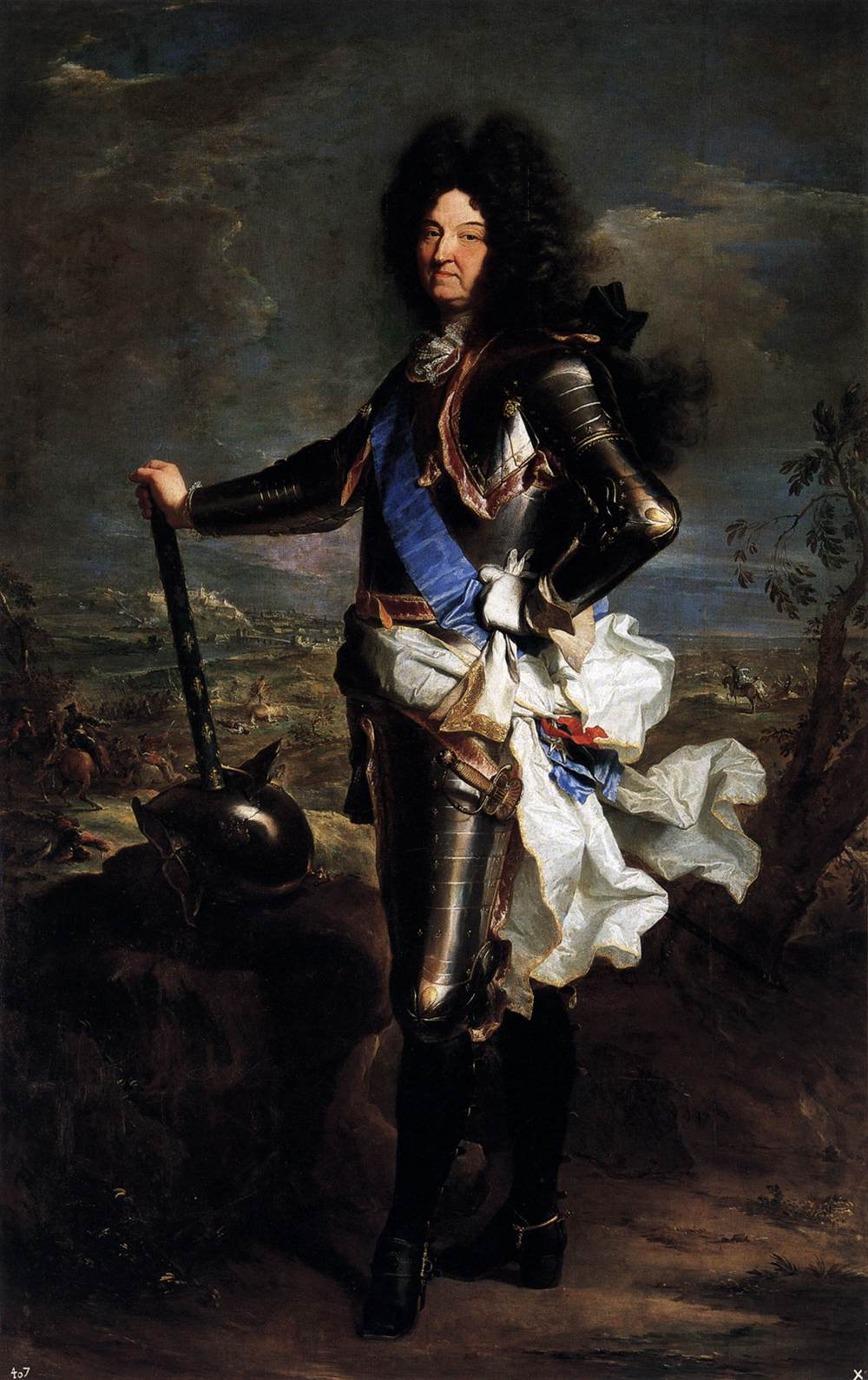
لويس الرابع عشر، وكان «الملك الشمس» في العاهل المطلق فرنسا وجعلت فرنسا القوة الأوروبية الرائدة.

بلغ الملكي ذروتها خلال القرن 17 وعهد لويس الرابع عشر. من خلال تحويل الإقطاعيين قوية إلى الخدم في قصر فرساي، أصبح لويس الرابع عشر السلطة الشخصية دون منازع. لنتذكر له العديد من الحروب، وقدم فرنسا القوة الأوروبية الرائدة. تمتلك فرنسا أكبر عدد من السكان في أوروبا (انظر التركيبة السكانية من فرنسا)، وكان تأثير هائل على السياسة الأوروبية، والاقتصاد، والثقافة. أصبحت الفرنسية اللغة الأكثر استخداما في الدبلوماسية والعلوم والأدب والشؤون الدولية، وظلت كذلك حتى القرن 20. الحصول عليها. فرنسا العديد من الممتلكات في الخارج في الأمريكتين وأفريقيا وآسيا. لويس الرابع عشر إلغاء مرسوم نانت، مما اضطر الآلاف من المسيحيون الفرنسيون إلى المنفى.
تحت لويس الخامس عشر، الذي اعتلى العرش في 1715، خسرت فرنسا فرنسا الجديدة ومعظم ممتلكاتها الهندية بعد هزيمتها في حرب السنوات السبع، والتي انتهت في عام 1763. ومع ذلك، ازداد إقليمها القاري، مع الاستحواذات البارزة مثل لورين (1766) وكورسيكا (1770). كان لويس الخامس عشر ملك لا يحظى بشعبية، وحكمه ضعيف، وقراراته المالية والسياسية والعسكرية الطائشة، وفجوره أفقد النظام الملكي مصداقيته، ويمكن القول أن كل ذلك أدى إلى الثورة الفرنسية بعد 15 عاما من وفاته.
لويس السادس عشر، الذي خلف جده، لويس الخامس عشر، إلى العرش في 1774، دعم بنشاط الأميركيين، الذين كانوا يسعون لاستقلالهم عن بريطانيا العظمى (أدركت في معاهدة باريس (1783)). والأزمة المالية التي أعقبت انخراط فرنسا في تلك الثورة الأمريكية من العديد من العوامل التي أسهمت في الثورة الفرنسية.
وقعت الكثير من التنوير في الأوساط الفكرية الفرنسية، واختراقات والاختراعات العلمية الكبرى، مثل اكتشاف الأوكسجين (1778) وأول منطاد الهواء الساخن تقل ركابا (1783)، تحققت من قبل العلماء الفرنسيين. المستكشفين الفرنسية، مثل بوغانفيل وLapérouse، وشارك في رحلات الاستكشاف العلمي من خلال الحملات البحرية في جميع أنحاء العالم. فلسفة التنوير، الذي هو السبب دعا كمصدر أساسي للشرعية والسلطة، وتقويض قوة ودعم النظام الملكي وساعد في تمهيد الطريق للثورة الفرنسية.

### الجمهوريات والإمبراطوريات (1792 - حتى الآن)

على 14 يوليو 1789 كان اقتحام سجن الباستيل الحدث بدءا من الثورة الفرنسية.

في مواجهة مديونية النظام الملكي، قرر لويس السادس عشر عقد مجالس عامة، التي افتتحت في مايو 1789 ونصبت نفسها باعتبارها جمعية وطنية تأسيسية. يوم 14 يوليو، الذي أصبح تاريخ العيد الوطني الفرنسي، قام الشعب الباريسي باقتحام سجن الباستيل. تم إلغاء الملكية المطلقة وأصبحت فرنسا ملكية دستورية. في أغسطس قررت الجمعية الوطنية التأسيسية تدمير امتيازات الأرستقراطية وأصدرت إعلان حقوق الإنسان والمواطن الذي يؤكد «الحقوق الطبيعية وتقادم الإنسان» إلى «الحرية والملكية والأمن ومقاومة الظلم والاستبداد» وكذلك الوصول إلى المناصب العامة على أساس الكفاءة بدلا من النسب.
اقتصر النظام الملكي، وكانت جميع المواطنين لديهم الحق في المشاركة في العملية التشريعية. وأعلن حرية التعبير والصحافة، والاعتقالات التعسفية المحظور. كما أكد إعلان مبادئ السيادة الشعبية، وعلى النقيض من الحق الإلهي للملوك التي ميزت النظام الملكي الفرنسي، والمساواة الاجتماعية بين المواطنين، والقضاء على امتيازات النبلاء ورجال الدين.
بينما كان لويس السادس عشر، كملك دستوري، يتمتع بشعبية بين السكان، محاولته الكارثية للهروب إلى مؤيديه في شرق فرنسا واعتقاله في قرية فارين في حزيران 1791 بدت لتبرير شائعات أنه كان قد ربط آماله في الخلاص السياسي باحتمالات الغزو الأجنبي. وقد قوضت مصداقيته عميقا إلى حد أن إلغاء النظام الملكي وإقامة جمهورية أصبحا فرضية ممكنة على نحو متزايد.
تجمعت الملكيات الأوروبية ضد النظام الجديد، لاستعادة الملكية المطلقة الفرنسية. فأمام التهديد الأجنبي تفاقمت الاضطرابات السياسية في فرنسا وتعمق الشعور بالإلحاح بين مختلف الفصائل وأُعلنت الحرب ضد النمسا في 20 نيسان 1792. وقع عنف الغوغاء خلال التمرد من 10 أغسطس 1792 والشهر التالي. ونتيجة لهذا العنف وعدم الاستقرار السياسي من الملكية الدستورية، أعلنت الجمهورية في 22 أيلول 1792.

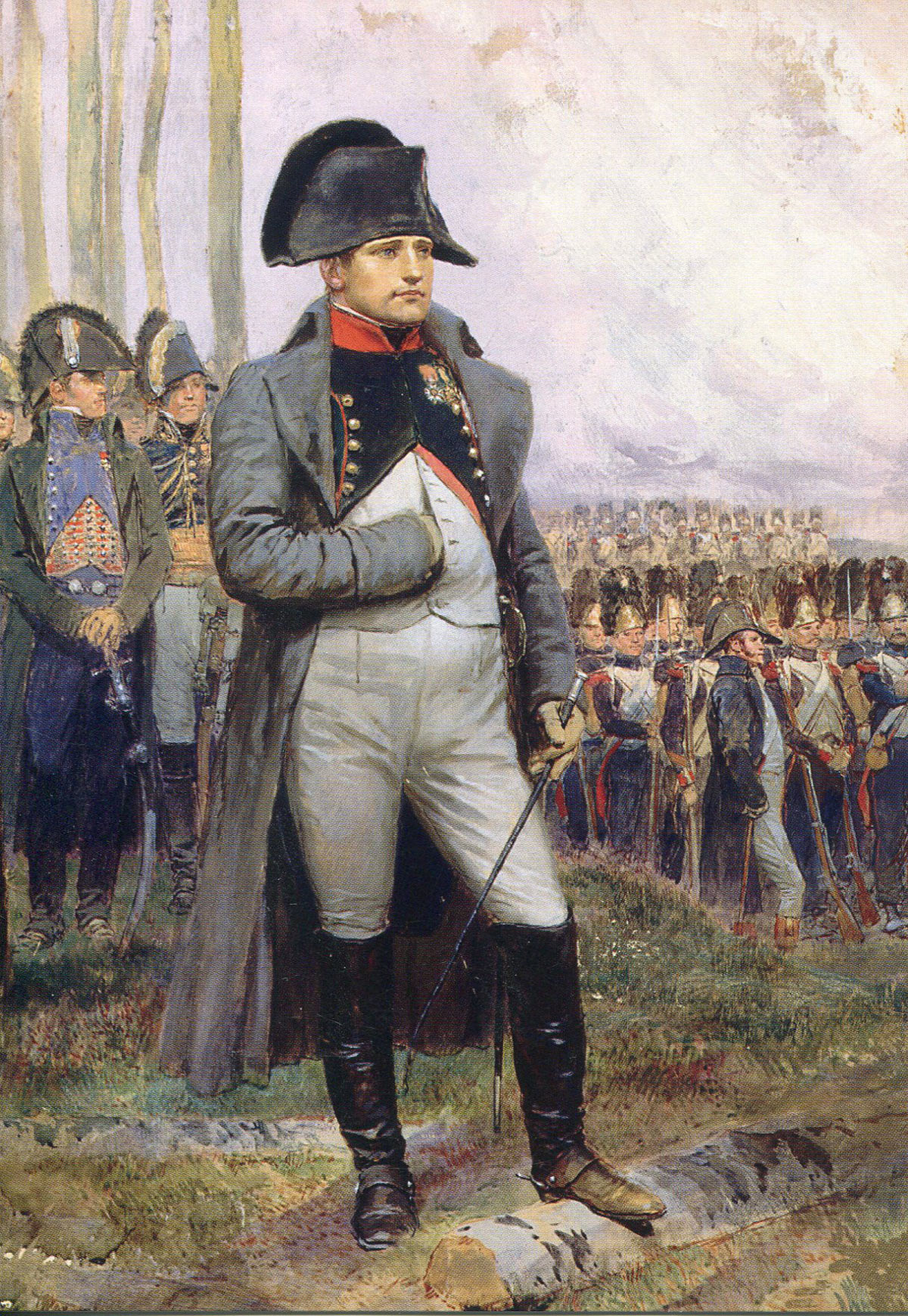
نابليون، إمبراطور الفرنسيين، وصاحب غراندي Armée ببناء الإمبراطورية العظمى في جميع أنحاء أوروبا. ساعد في نشر المثل العليا للثورة الفرنسية، وكان الإصلاحات القانونية له تأثير كبير في جميع أنحاء العالم.

أدين لويس السادس عشر بالخيانة وأعدم بالمقصلة في كانون الثاني عام 1793. واجهت الجمهورية ضغوطا متزايدة من الملكيات الأوروبية، بإضافة إلى حروب عصابات داخلية وحركات تمرد ضد الثورة (مثل الحرب في فونديه أو Chouannerie)، بلغ ذروته العنف خلال عهد الإرهاب بين 1793 و1794. أعدم ما بين 16،000 و40،000 شخص في غرب فرنسا، واستمرت الحرب الأهلية بين الجيش الثوري الوطني الملقب بالكلمة الفرنسية «بلو» («الزرق»، أنصار الثورة) وجيش ملكي إقليمي ملقب بـ «بلان» («البيض»، أنصار الحكم الملكي) 1793-1796 وأدت إلى خسارة ما بين 200،000 و450،000 شخص.
سُحق كل من الجيوش الأجنبية ومناهضي الثورة وونجت الجمهورية الفرنسية. علاوة على ذلك، مددت حدودها إلى حد كبير إلى الشرق، وأنشئت «جمهوريات شقيقة» في البلدان المحيطة بها. بينما تراجعت التهديدات من الغزو الأجنبي وأصبحت فرنسا معظمها هادئة، وضع رد فعل الثرميدوريين حدا لحكم روبسبير وللإرهاب في تموز 1794. ألغيا إلغاء الرق والاقتراع العام الذكوري، اللذان سنا خلال هذه المرحلة المتطرفة من الثورة، من قبل الحكومات اللاحقة
بعد خطة قصيرة الأجل الحكومية واستولى نابليون بونابرت سيطرة جمهورية في عام 1799 أصبح أول قنصل لاحقا وإمبراطور الإمبراطورية الفرنسية (1804-1814/1815). استمرارا للحروب أشعلها الملكيات الأوروبية ضد الجمهورية الفرنسية، ومجموعات من تغيير التحالفات الأوروبية أعلنت الحروب على الإمبراطورية نابليون. غزا جيوشه ومعظم قارة أوروبا، في حين تم تعيين أفراد من عائلة بونابرت كما الملوك في بعض الممالك التي أنشئت حديثا.
أدت هذه الانتصارات إلى التوسع في جميع أنحاء العالم من المثل العليا والإصلاحات، مثل نظام متري، وقانون نابليون وإعلان حقوق الإنسان للثورة الفرنسية. بعد الحملة الروسية كارثية، وهزم نابليون واستعادة النظام الملكي بوربون. توفي حوالي مليون فرنسيين أثناء الحروب النابليونية.

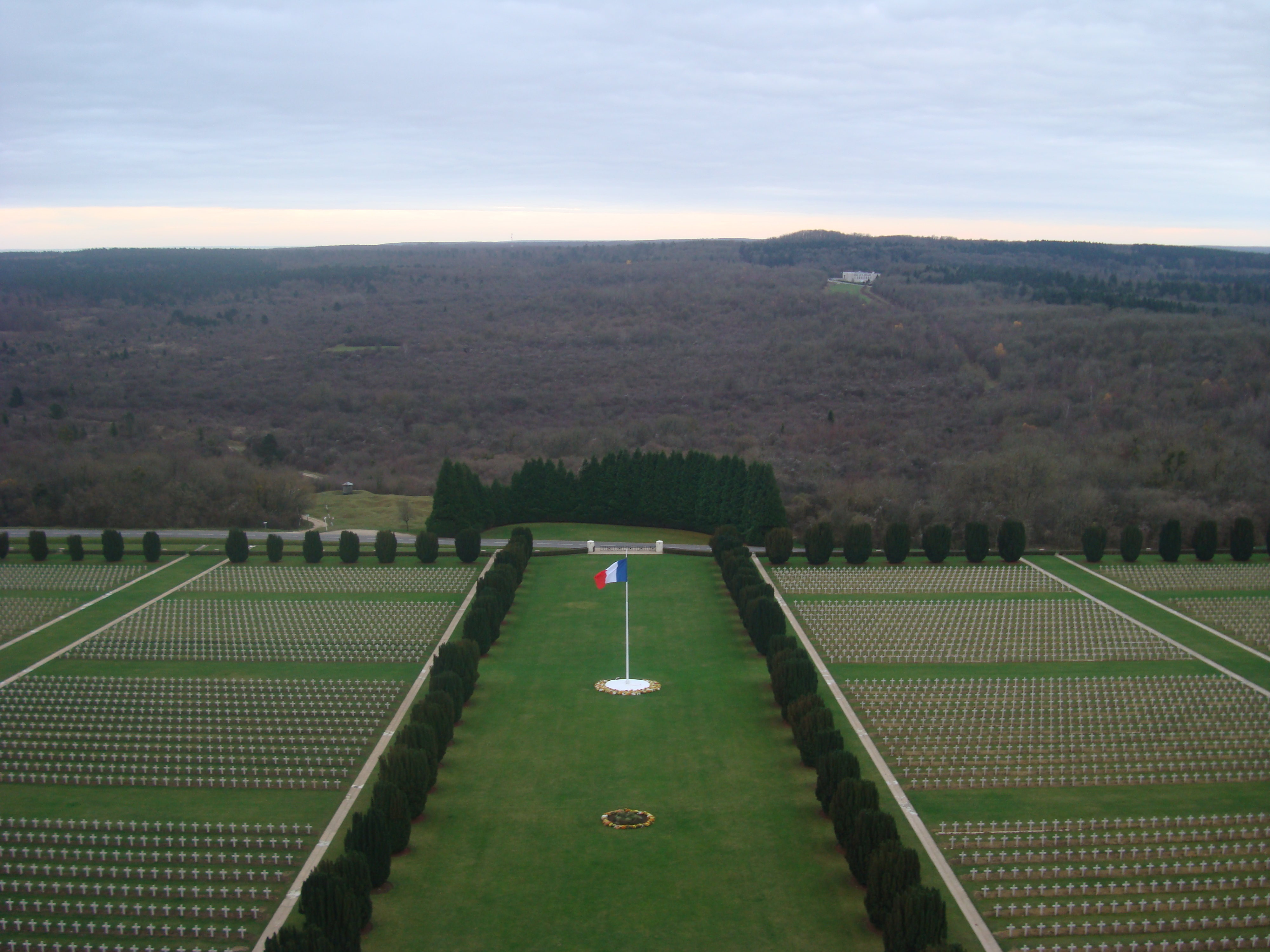
صندوق عظام الموتي. مع 4.3 مليون الجرحى من عدد سكانها 39600000 فقط في ذلك الوقت، أصيب الجمهورية الفرنسية الثالثة أعلى عدد إجمالي الإصابات بين الحلفاء خلال الحرب العالمية الأولى.

بعد عودته من المنفى وجيزة، هزم نابليون في نهاية المطاف في عام 1815 في معركة واترلو، أعيد إنشاء النظام الملكي (1815-1830)، مع قيود دستورية جديدة. أطيح سلالة بوربون مصداقيتها من قبل ثورة يوليو 1830، والذي أنشأ تموز الملكية الدستورية، والتي استمرت حتى 1848، عندما أعلن عن قيام الجمهورية الفرنسية الثانية، في أعقاب الثورات الأوروبية عام 1848. إلغاء الرق والاقتراع العام الذكور، سواء لفترة وجيزة سن خلال الثورة الفرنسية أعيد سنت في 1848.
في عام 1852، أعلن رئيس الجمهورية الفرنسية، لويس نابليون بونابرت، ابن شقيق نابليون الأول، وإمبراطور الإمبراطورية الثانية، ونابليون الثالث. انه ضرب التدخلات الفرنسية في الخارج، وخاصة في شبه جزيرة القرم، في المكسيك وإيطاليا. وقد أطاحت هزيمة نابليون الثالث التالي في الحرب الفرنسية البروسية عام 1870 وتم استبدال نظامه من قبل الجمهورية الثالثة.
كانت فرنسا المستعمرات، في أشكال مختلفة، ومنذ بداية القرن 17. في القرنين 19 و20، وسعت الإمبراطورية الاستعمارية في الخارج كثيرا والعالمية التي أصبحت ثاني أكبر سوق في العالم بعد الإمبراطورية البريطانية. بما في ذلك العاصمة فرنسا، وصلت المساحة الإجمالية للأراضي تحت السيادة الفرنسية ما يقرب من 13 مليون كيلو متر مربع في 1920 و1930، 8.6% من الأراضي في العالم.

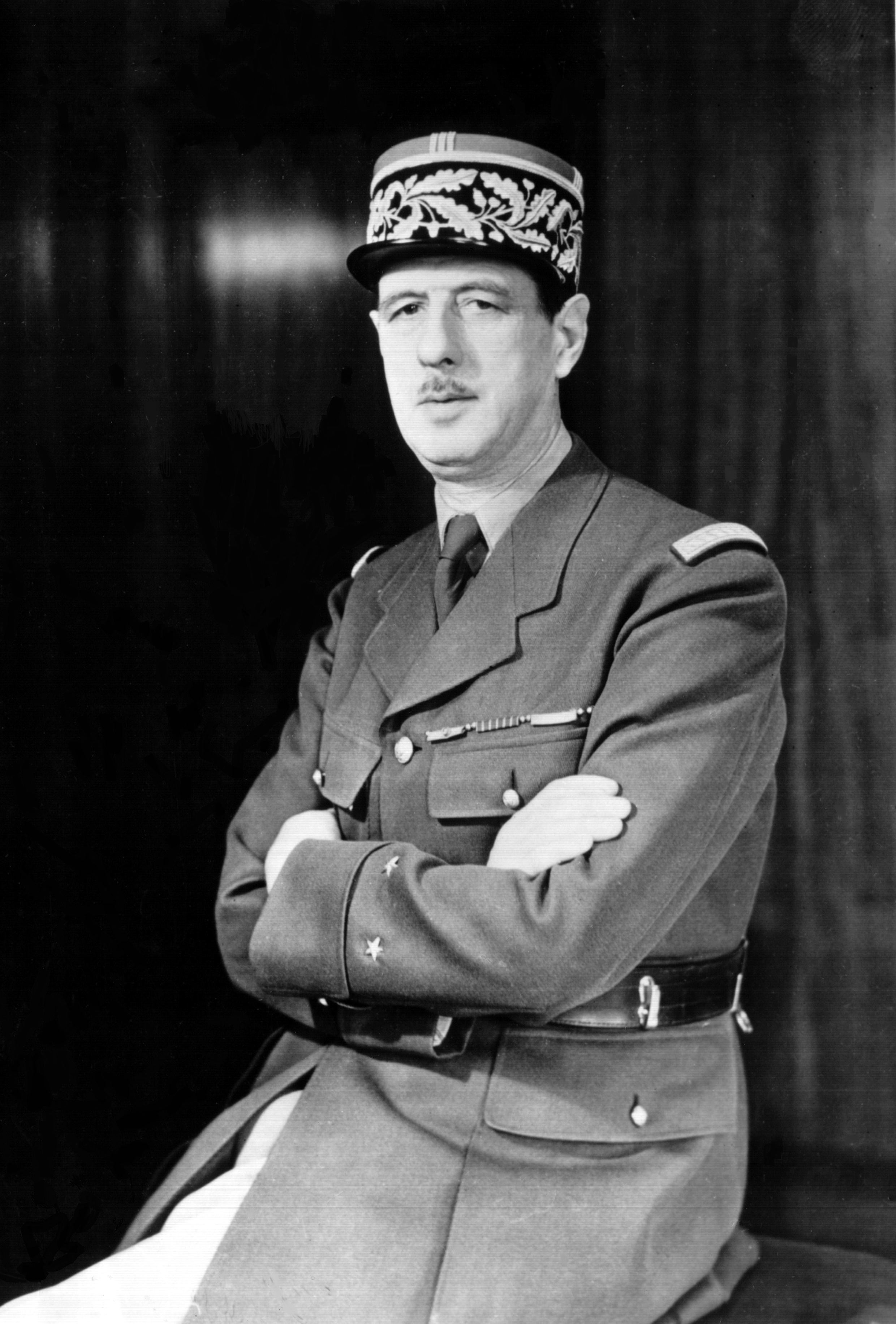
شارل ديغول شارك بنشاط في جميع الأحداث الكبرى في القرن 20: بطل الحرب العالمية الأولى، زعيم قوات فرنسا الحرة خلال الحرب العالمية الثانية، وقال انه ثم أصبح الرئيس، حيث قام بتسهيل إنهاء الاستعمار، حافظت فرنسا كقوة كبرى وتغلب على ثورة مايو 1968.

وكانت فرنسا عضوا في الحلف الثلاثي عندما اندلعت الحرب العالمية الأولى خارج. احتلت جزء صغير من شمال فرنسا، ولكن ظهرت فرنسا وحلفائها منتصرا ضد القوى المركزية، بتكلفة بشرية ومادية هائلة. الحرب العالمية تركت 1.4 مليون الجنود الفرنسيين القتلى، 4% من السكان، بين 27 و30% من الطبقات مجند من 1912-1915.
وتميزت السنوات interbellum التوترات الدولية المكثفة ومجموعة متنوعة من الإصلاحات الاجتماعية التي أدخلتها الحكومة الجبهة الشعبية (الإجازة السنوية، وتخفيض وقت العمل، والمرأة في الحكومة وغيرها). احتلت فرنسا بعد حملة الحرب الخاطفة الألمانية في الحرب العالمية الثانية، مع العاصمة فرنسا وتنقسم إلى منطقة الاحتلال الألماني في الشمال وفرنسا فيشي، والنظام الاستبدادي الذي أنشئ حديثا بالتعاون مع ألمانيا، في الجنوب. الحلفاء والفرنسية ظهرت المقاومة في النهاية منتصرا من دول المحور وتمت استعادة السيادة الفرنسية.
تأسست الجمهورية الرابعة بعد الحرب العالمية الثانية، وشهدت النمو الاقتصادي المذهل (ليه Trente غلوريوز). وتم تمديد حق التصويت للمرأة في عام 1944. وكانت فرنسا واحدة من الأعضاء المؤسسين لمنظمة حلف شمال الأطلسي (1949). حاولت فرنسا لاستعادة السيطرة على الهند الصينية الفرنسية لكنه هزم من قبل مينه نام في عام 1954. في وقت لاحق أشهر فقط، واجهت فرنسا نزاع جديد في الجزائر. الجدل حول ما إذا كان أو لا للحفاظ على السيطرة على الجزائر، ثم موطن لأكثر من مليون مستوطن الأوروبي، تعصف بالبلد وأدى ما يقرب إلى حرب أهلية.
في عام 1958، أعطى ضعيفة وغير مستقرة الجمهورية الرابعة الطريق إلى الجمهورية الخامسة، التي تضمنت تعزيز الرئاسة. في الدور الأخير، تمكن شارل ديغول للحفاظ على تماسك البلاد حين اتخاذ خطوات لإنهاء الحرب. واختتم الحرب الجزائرية مع اتفاقات إفيان في عام 1962 التي أدت إلى استقلال الجزائر. منحت فرنسا الاستقلال تدريجيا إلى مستعمراتها. من بقايا الإمبراطورية الاستعمارية هي الإدارات والأقاليم ما وراء البحار الفرنسية.
في أعقاب سلسلة من الاحتجاجات في جميع أنحاء العالم لعام 1968، كان ثورة مايو 1968 أثر اجتماعية هائلة. في فرنسا، فهو يعدّ لحظة فاصلة عندما تحولت مثالية أخلاقية محافظة (الدين، والوطنية، واحترام السلطة) نحو المثالية الأخلاقية أكثر ليبرالية.
وكانت فرنسا في طليعة الدول الأعضاء في الاتحاد الأوروبي التي تسعى إلى الاستفادة من الزخم من الوحدة النقدية لإنشاء السياسية والدفاعية أكثر توحدا وقادرة الاتحاد الأوروبي، والأجهزة الأمنية.

## التركيبة السكانية

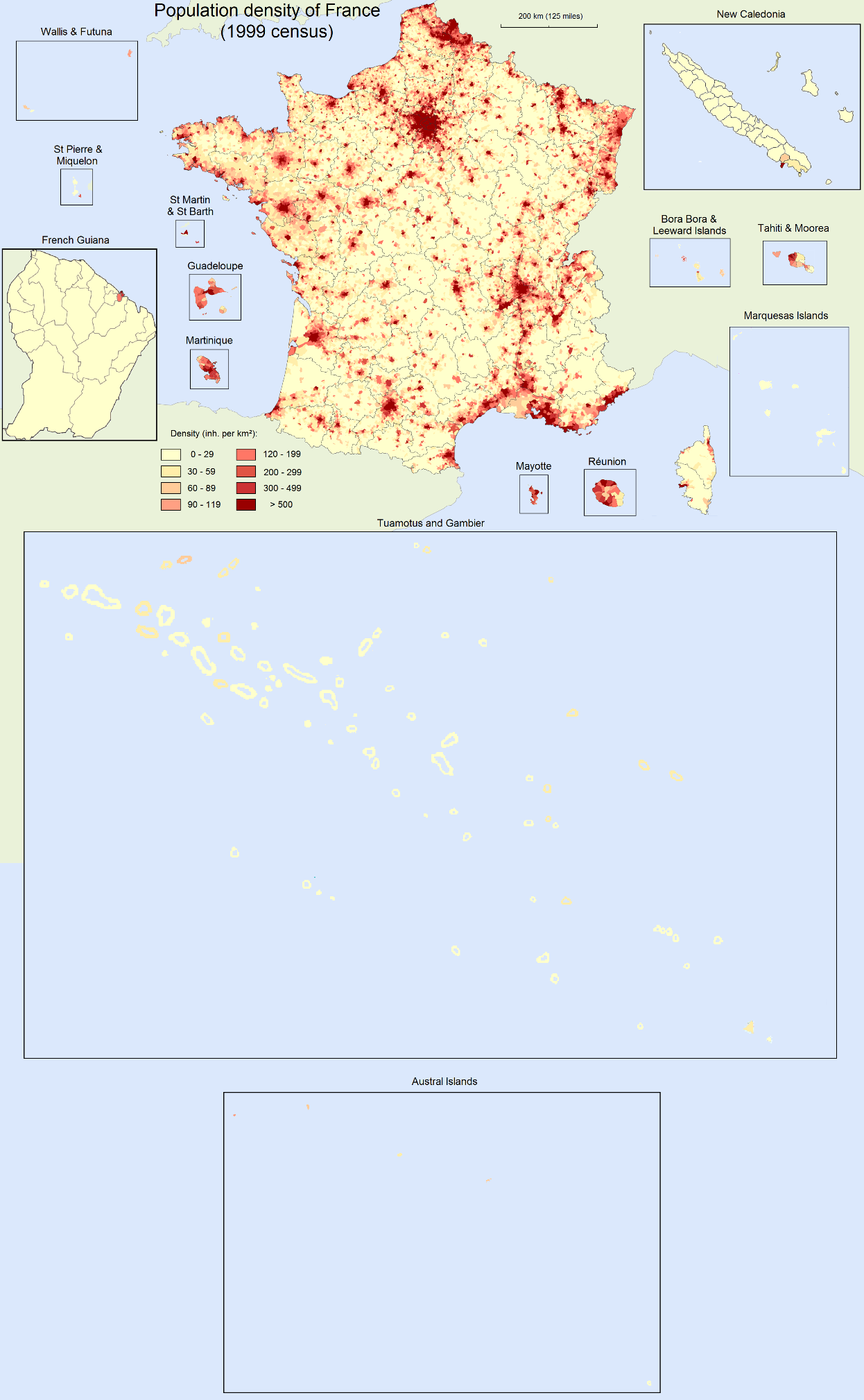
الكثافة السكانية في الجمهورية الفرنسية في تعداد 1999.

يبلغ التعداد السكاني في فرنسا 67 مليون نسمة، بكثافة سكانية 111 نسمة في الكيلومتر المربع. وتضم فرنسا 73 تجمعاً سكانياً يزيد تعداد كل منها عن 100 ألف نسمة. والتجمعات السكانية الخمسة الكبرى:
| التجمعات السكانية        | السكان عام 2012 |
| ------------------------ | --------------- |
| باريس                    | 12.3 مليون      |
| ليون                     | 2.3 مليون       |
| مارسيليا-إكس-أون-بروفانس | 1.7 مليون       |
| تولوز                    | 1.3 مليون       |
| ليل                      | 1.2 مليون       |
| بوردو                    | 1.1 مليون       |
| بالفرنسية                | 1 مليون         |
| نانت                     | 0.9 مليون       |
| ستراسبورغ                | 0.8 مليون       |
| رين                      | 0.7 مليون       |

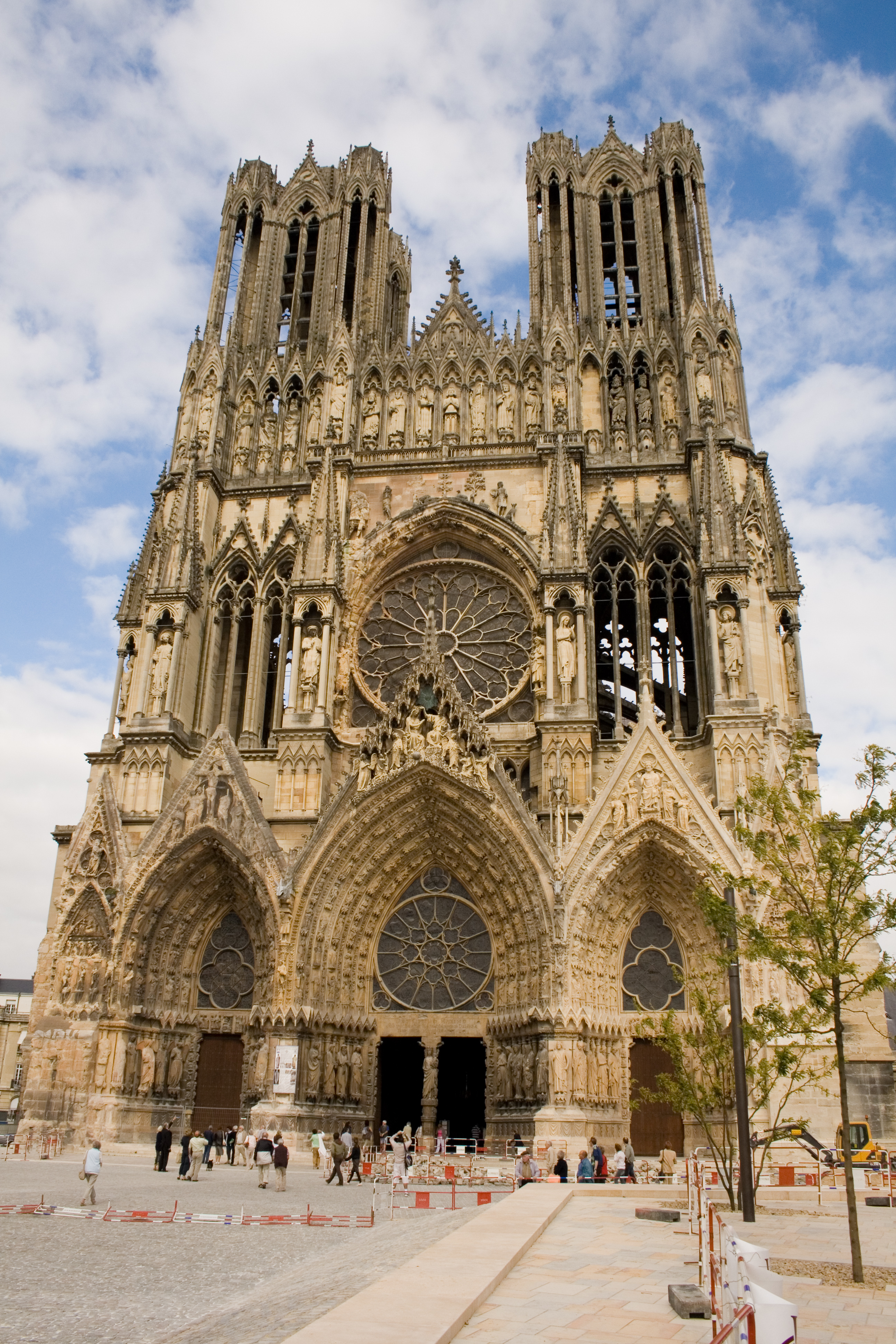
كاتدرائية ريمس هي الكاتدرائية الكاثوليكية الرومانية حيث كان يتم تتويج العاهل حتى عام 1825.

منذ بداية التسعينات، انخفض عدد المتزوجين، في الوقت الذي تزايدت فيه حالات المعاشرة الحرة دون عقد زواج، حيث وصلت إلى 2.4 مليون حالة في 2004 مقابل 1.5 مليون في عام 1990. يمثل الارتباط الحر في 2004 حالة من أصل كل ست حالات تزاوج.
يعيش ثلاثة أرباع الفرنسيين (74%) في المدن والأحياء، التي يزيد سكانها عن ألفي شخص ويسكن باريس وضواحيها حوالي 9 مليون نسمة ويسكن الناس في البنايات الكبيرة، كما يفضل بعض سكان باريس والمدن الأخرى أبنية قديمة، يقل فيها الاهتمام بوسائل المعيشة الحديثة، ويتمتعون فيها بوسائل الراحة التقليدية، كمواقد الفحم وما أشبه ذلك. هناك تعليمات مشددة تمنع إنشاء مبان مرتفعة في مراكز بعض المدن، لمنع الازدحام وتأمين الهدوء لسكان المنطقة. وقد أُنشئت مناطق سكنية خاصة بالطبقة الوسطى في ضواحي المدن مع تأمين وسائل النقل الكافية، لانتقال السكان إلى مراكز أعمالهم وإلى المناطق الأخرى المهمة في المدن.
بينما يعيش ربع سكان فرنسا فقط (26%) في مناطق ريفية غير أن فرنسا كانت تضم عادة مجتمعًا زراعيًا، لذلك فإن سكان الأرياف أكثر اطلاعًا وتمسكًا بالأنشطة الزراعية وبالصيد من سكان المدن. ويتمتع معظم أهل الريف بوسائل الراحة والرفاهية التي تتوفَّر لأهل المدن، إذ يعيش الكثيرون في بيوت أسرية منفردة في القرى والمزارع ويمتلكون سيارة وجهاز تلفاز وأجهزة حديثة أخرى كالثلاجات والغسالات.
ورغم أن أهل الريف الفرنسي يمتلكون مزارعهم الخاصة، إلا أن المأخذ الوحيد هو صغر حجم المزارع، مقارنة بمزارع الأقطار الأوروبية الأخرى. لذلك فإنها لا تكفي لتأمين قوت الأشخاص الذين يعتمدون عليها وقد أدّى ذلك إلى التناقص التدريجي لأعداد الساكنين في الأرياف.
الطعام. يعدّ الفرنسي الطبخ فنًا من الفنون. وقد ابتكر الطهاة الفرنسيون أنواعًا عديدة من الصلصات ومشهيات الطعام والوجبات الخفيفة. وتشمل الوجبة الفرنسية الكاملة المشهيات والحساء، ومادة الوجبة الرئيسية قد تتبعها البطاطس المقلية وسلطة الخضراوات، فالجبن والفواكه الطازجة، ثم الحلوى.

### الدين
الدين في فرنسا (سبتمبر 2019)
فرنسا دولة علمانية تعدّ الحرية الدينية حقًا دستوريًا. لا تحتفظ الحكومة الفرنسية بإحصاءات رسمية حول الانتماء الديني، لكن الدراسات الحكومية تقدم في بعض الأحيان تقديرات. ونتيجة لذلك، فإن الإحصاءات المتعلقة بالانتماء الديني متاحة على فترات متقطعة، ويمكن أن تكون النتائج الإحصائية غير متسقة، اعتمادًا على المعايير التي تستخدمها منظمات المسح. في 2021 كان 50% مسيحيون و33% لادينيون، 4% مسلمون، 2% بوذيون، 1% يهود 1% ديانات أخري 9% لم يجب.
وفي 2016، من بين الفرنسيين الذين تتراوح أعمارهم بين 18 و 50 عامًا (أي 27 مليون شخص)، هناك حوالي 11.5 مليون مسيحي كاثوليكي (ديانة الأغلبية)، ومن 2 إلى 5 ملايين مسلم، وحوالي 500 ألف مسيحي بروتستانتي، وحوالي 150 ألف بوذي، وحوالي 125 ألف يهودي.
 وبلغ عدد المسيحيين الكاثوليك سنة 2006 حوالي 65% من سكان فرنسا، فيما كان عددهم سنة 1970 80% كما كان عددهم 90% سنة 1905. ويبلغ عدد اللادينيين 25%. ويأتي بعدهم المسلمون الذين يشكلون 6% (ولكن بنسبة 14% بين الشباب بعمر 18-24 عام) 23% فقط من هؤلاء يذهبون إلى صلاة الجمعة. ويشكل البروتستانت حوالي 2% فقط من السكان، واليهود 1% أي حوالي 600.000 شخص، كذلك البوذيون حوالي 1%، أما الذين يؤمنون بأديان أخرى فتصل نسبتهم إلى نحو 10% تقريبًا من السكان. ووفقًا لآخر دراسة أجراها المعهد الوطني للدراسات الديموغرافية والاقتصادية، والتي أجريت في عام 2008 ونشرت في عام 2010، فإن 45 بالمائة من المستجيبين الذين تتراوح أعمارهم بين 18 و50 عامًا لم يبلغوا عن أي انتماء ديني، في حين تم تحديد 43 بالمائة منهم كاثوليكي روماني، و8 بالمائة كمسلمين، 2 في المئة من البروتستانت، والباقي 2 في المئة من المسيحيين الأرثوذكس والبوذيين واليهود أو غيرهم. وبحسب تقديرات المعهد الفرنسي للرأي عام 2011 كان حوالي 65% من سكان فرنسا مسيحيين يتوزعون بين 61% كاثوليك و4% بروتستانت، وحوالي 25% لادينيين، وحوالي 7% مسلمين، وحوالي 2% يهود. أمّا بحسب كتاب حقائق العالم لسنة 2015 حوالي 63-66% من سكان فرنسا من المسيحيين وبين 23-28% لادينيين، وحوالي 7-9% مسلمين، والنسبة المتبقية من أتباع الديانات الأخرى. ووجدت بيانات معهد إبسوس من عام 2016 أنَّ 57% من الفرنسيين من المسيحيين ويتوزعون على حوالي 57.5% ككاثوليك وحوالي 3.1% بروتستانت، وحوالي 27% لادينيين وحوالي 6.6% مسلمين. في حين وجد معهد مونتين في العام نفسه أن 51.1% من الفرنسيين مسيحيين، وحوالي 39.6% لادينيين، وحوالي 5.6% مسلمين، وحوالي 0.8% يهود وحوالي 2.5% من أتباع الأديان الأخرى.:13 ووجدت دراسة قامت بها مركز بيو للأبحاث عام 2018 أنَّ حوالي 64% من الفرنسيين قالوا أنهم مسيحيين، وقال حوالي 28% أنهم غير منستبين لأي ديانة وقال 8% أنهم أتباع أديان أخرى.
تصنف حوالي 97% من المدارس الخاصة في فرنسا هي مدارس كاثوليكية. وتستقبل المدارس اليهودية حوالي 30.000 يهودي أي حوالي 30% من أطفال اليهود. ويوجد 4 مدارس إسلامية في فرنسا.

### اللغة

إرث فرنسا: خريطة الفرنكوفونية في العالم
اللغة الأم
اللغة الإدارية
لغة ثانوية أو غير الرسمية
الأقليات الناطقة بالفرنسية

الفرنسية هي اللغة السائدة في فرنسا، رسميًا هي لغة الجمهورية الفرنسية منذ القانون الدستوري لسنة 1992 ففرنسا تعد ثاني أكبر بلد فرنكوفوني في العالم، بعد جمهورية الكونغو الديمقراطية ولكن الأولى من حيث الناطقين، أن فرنسا تتبع سياسة لغوية نشطة جدًا موجهة في صالح تطوير ونشر الفرنسية وهي واضحة وجلية من خلال المنظمة الدولية للفرنكوفونية.
معظم من ينطق بالفرنسية كلغة أصلية يعيشون في فرنسا، حيث نشأت اللغة. أما البقية فيتوزعون بين كندا، بلجيكا، سويسرا، لوكسمبورغ، موناكو، وإفريقيا الناطقة بالفرنسية.
على خلاف الفرنسية فإن في فرنسا 75 لهجة ولغة باحتساب لغات المهاجرين واللغات المنطوقة في الأراضي الفرنسية الأخرى وبكون فرنسا دولة سياحية بامتياز نجد حوالي 400 لغة منطوقة في الجمهورية بما فيها المحلية الأساسية المتوزعة على أنحاء الدولة مثل اللغة البشكنشية واللغة الكورسيكية واللغة البريتانية واللغة الأوكسيتانية.

## الحكومة والسياسة

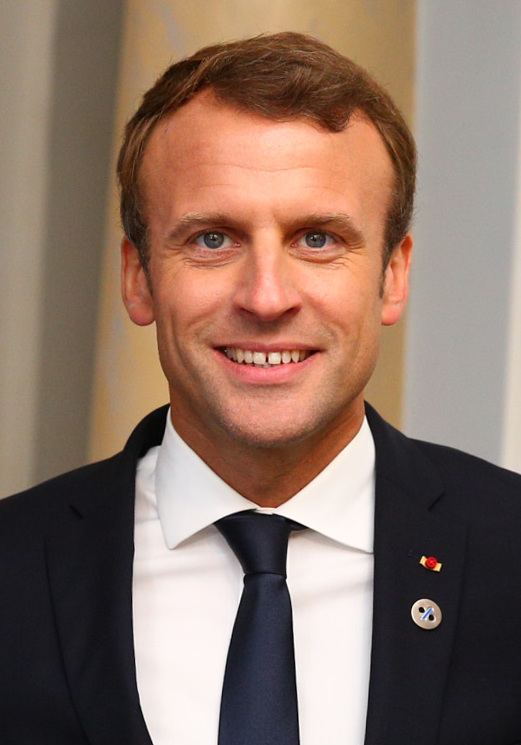
إيمانويل ماكرون انتخب رئيساً للبلاد في أبريل 2017.

|                         | العدد | إجمالي الأجر الشهري | الإجمالي  |
| ----------------------- | ----- | ------------------- | --------- |
| رئيس الجمهورية الفرنسية | 1     | 910 14              | 910 14    |
| حكومة فرنسا             |       |                     |           |
| رئيس الوزراء            | 1     | 910 14              | 910 14    |
| الوزراء                 | 16    | 940.20 9            | 040 159   |
| كتاب الدولة             | 14    | 442.90 9            | 202 132   |
| المجلس الدستوري الفرنسي |       |                     |           |
| الرئيس                  | 1     | 950 6               | 950 6     |
| الأعضاء                 | 8     | 339 6               | 712 50    |
| البرلمان الفرنسي        |       |                     |           |
| مجلس الشيوخ             | 348   | 100.15 7            | 852 470 2 |
| رئيس مجلس الشيوخ        | 1     | 782 20              | 782 20    |
| الجمعية الوطنية         | 577   | 100.15 7            | 786 096 4 |
| رئيس الجمعية الوطنية    | 1     | 271 14              | 271 14    |
| المجموع                 | 968   |                     | 415 981 6 |

### الحكومة
حسب الدستور الفرنسي الحالي، المعتمد في استفتاء 4 أكتوبر 1958. البلاد لائكية أي تفصل الدين عن الدولة، وديمقراطية أي تستمد السيادة من الشعب.
الجمهورية الفرنسية هي جمهورية شبه رئاسية وحدوية مع تقاليد ديمقراطية قوية. وقد تمت الموافقة على دستور الجمهورية الخامسة عن طريق استفتاء يوم 28 سبتمبر 1958، وتعزيز علاقة السلطة التنفيذية كثيرًا مع البرلمان. لدى السلطة التنفيذية اثنين من القادة : رئيس الجمهورية، حاليا إيمانويل ماكرون، الذي هو رئيس الدولة ويتم انتخابه مباشرة عن طريق الاقتراع العام للراشدين لمدة 5 سنوات (سابقا 7 سنوات)، والحكومة، بقيادة رئيس الوزراء عين الرئيس، حاليا فرنسوا بايرو.
البرلمان هو الهيئة التشريعية المكونة من مجلسين يضم الجمعية الوطنية ومجلس الشيوخ. ويمثل نواب الجمعية الوطنية الدوائر المحلية ويتم انتخابهم عن طريق الاقتراع المباشر لمدة 5 سنوات. وللمجلس سلطة اقالة مجلس الوزراء، وبالتالي الأغلبية في الجمعية تحدد اختيار الحكومة. ويتم اختيار أعضاء مجلس الشيوخ من قبل هيئة انتخابية لولاية مدتها 6 سنوات (سابقًا 9 سنوات)، ويجدد نصف المقاعد عن طريق الانتخابات كل 3 سنوات ابتداء من شهر سبتمبر 2008.
السلطات التشريعية في مجلس الشيوخ محدودة؛ في حالة خلاف بين الغرفتين، يعود القول الفصل إلى الجمعية الوطنية. لدى الحكومة تأثير قوي في جدولة أعمال البرلمان.
تتميز السياسة الفرنسية بوجود تجمعين للمعارضة السياسية : منها اليسارية والتي تتمحور حول الحزب الاشتراكي الفرنسي، والأخرى من الجناح اليميني، تركزت في السابق حول التجمع من أجل الجمهورية والآن خليفته الاتحاد من أجل الحركة الشعبية (UMP). تتكون السلطة التنفيذية منذ انتخابات عام 2012 في معظمها من الحزب الاشتراكي.

### القانون
تستخدم فرنسا النظام القانوني المدني؛ وهذا هو، في المقام الأول من القانون تنشأ القوانين المكتوبة؛ القضاة ليسوا لجعل القانون، ولكن لمجرد تفسير ذلك (على الرغم من أن كمية التفسير القضائي في بعض المناطق يجعل من أي ما يعادل السوابق القضائية). كانت قد وضعت المبادئ الأساسية لسيادة القانون في قانون نابليون (الذي كان، بدوره، يستند إلى حد كبير على القانون الملكي مقننة تحت حكم لويس الرابع عشر). بالاتفاق مع مبادئ إعلان حقوق الإنسان والمواطن، وينبغي أن يحظر القانون فقط أعمال تضر المجتمع. كما كتب غي Canivet، أول رئيس لمحكمة النقض، عن إدارة السجون : الحرية هي القاعدة، وقيودها هو الاستثناء، ويجب أن تقدم أي تقييد الحرية بالقانون ويجب اتباع مبدأي الضرورة والتناسب. وهذا هو، يجب وضع قانون الحظر فقط إذا ما لزم الأمر، وإذا كانت المضايقات التي يسببها هذا التقييد لا تتجاوز المضايقات التي حظر من المفترض أن علاج.

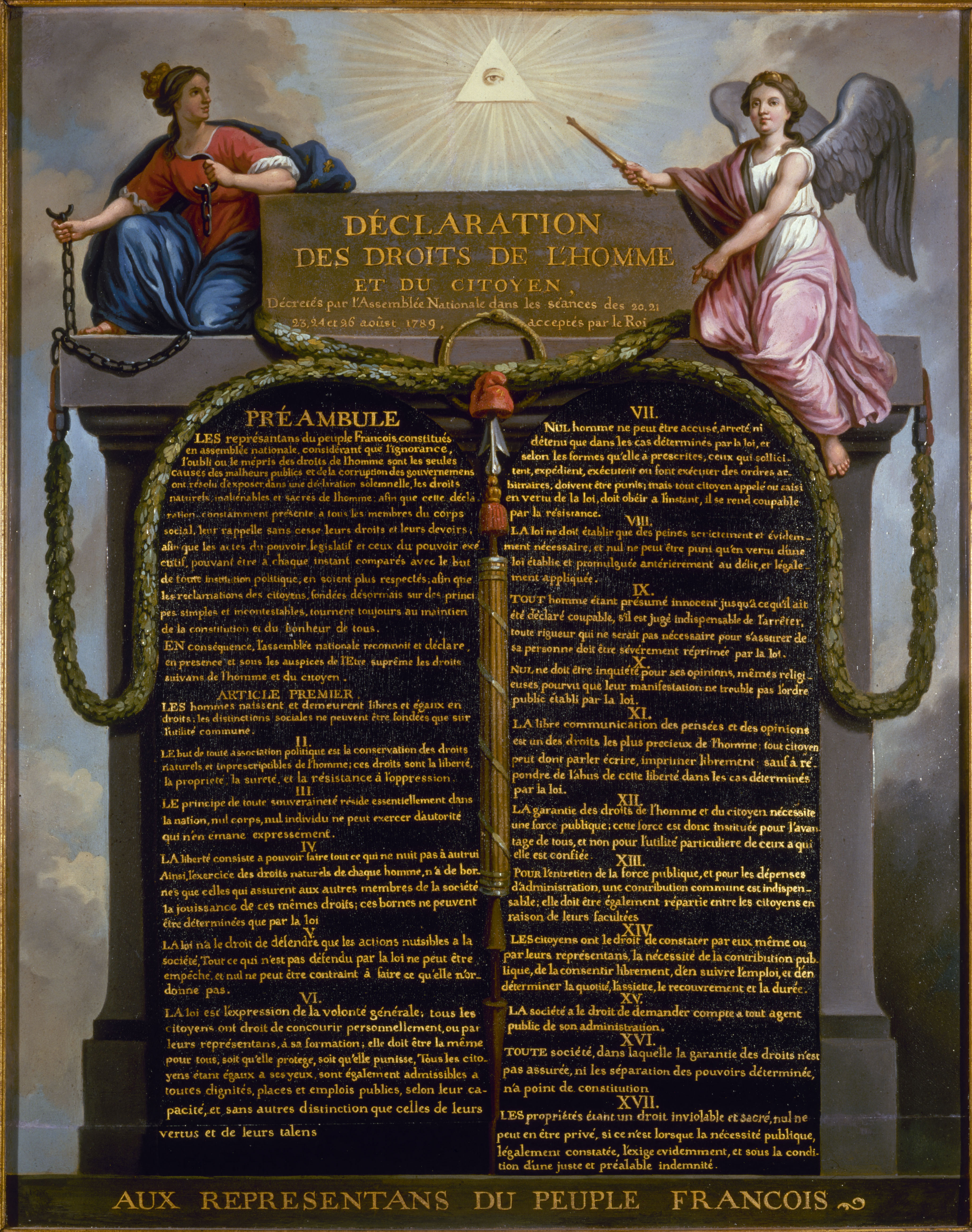
عُثِر على المبادئ الأساسية التي الجمهورية الفرنسية يجب أن تحترم في 1789 إعلان حقوق الإنسان والمواطن

وينقسم القانون الفرنسي في مجالين رئيسيين : القانون الخاص والقانون العام. ويشمل القانون الخاص، على وجه الخصوص، القانون المدني والقانون الجنائي. ويشمل القانون العام، على وجه الخصوص، القانون الإداري والقانون الدستوري. يتألف القانون الفرنسي من الناحية العملية من ثلاثة مجالات رئيسية من القانون : القانون المدني، والقانون الجنائي، والقانون الإداري. يمكن معالجة القوانين الجنائية فقط المستقبل وليس الماضي (والقوانين الجنائية بأثر رجعي محظورة). بينما القانون الإداري في كثير من الأحيان فئة فرعية من القانون المدني في العديد من البلدان، يتم فصلها تماما في فرنسا ويرأس كل هيئة من القانون من قبل المحكمة العليا محددة : ويرأس المحاكم العادية (التي تتعامل مع القضايا الجنائية والمدنية) من قبل محكمة النقض ويرأس المحاكم الإدارية مجلس الدولة.
لتكون القوانين قابلة للتطبيق يجب أن تنشر رسميا في الجريدة الرسمية للجمهورية الفرنسية.
فرنسا لا تعترف بالقوانين الدينية باعتبارها دافعا لصدور الحظر. فرنسا تمت زيارتها طويلة لا قوانين التجديف ولا قوانين اللواط (وهذا الأخير ألغيت في عام 1791). ومع ذلك، فقد استخدمت «الجرائم المخلة بالآداب العامة» أو «الإخلال بالنظام العام» لقمع التعبيرات العامة من الشذوذ الجنسي أو دعارة الشوارع. القوانين التي تحظر التمييز في خطاب الصحافة قديمة قدم 1881. بعض النظر إلا أن القوانين خطاب الكراهية في فرنسا هي واسعة جدا أو شديدة الضرر وحرية التعبير. [بحاجة لمصدر] فرنسا لديها قوانين لمكافحة العنصرية ومعاداة السامية.
موقف فرنسا تجاه حرية الدين معقد. ويضمن حرية الدين من الحقوق الدستورية المنصوص عليها في إعلان 1789 من حقوق الإنسان والمواطن. ومع ذلك، لأن القانون الفرنسي 1905 على الفصل بين الكنائس والدولة، يحاول الدولة لمنع صنع السياسات في الفترة من التأثر الدين وارتاب في العقود الأخيرة نحو الاتجاهات الدينية الجديدة في المجتمع الفرنسي : لقد سرد البرلمان العديد من الحركات الدينية والطوائف خطورة منذ عام 1995، وحظرت ارتداء الرموز الدينية الظاهرة في المدارس منذ عام 2004. في عام 2010، حظرت ارتداء الحجاب الذي يغطي الوجه الإسلامية في الأماكن العامة. كما اشتكى بعض أنها عانت من التمييز وبالتالي، وبعد انتقادات من جانب جماعات حقوق الإنسان مثل منظمة العفو الدولية وهيومن رايتس ووتش، تظل هذه القوانين المثيرة للجدل، على الرغم من أنها معتمدة من قبل معظم السكان.
فرنسا متسامحة لمجتمع المثليين. منذ عام 1999، ويسمح بالزواج المدني للأزواج مثلي الجنس، ومنذ شهر مايو عام 2013، الزواج من نفس الجنس واعتماد المثليين قانونية في فرنسا.

### العلاقات الخارجية
فرنسا هي عضو في الأمم المتحدة، وتعمل باعتبارها واحدة من الدول الدائمة العضوية في مجلس الأمن الدولي مع حق النقض، وهي أيضا عضو في G8، و منظمة التجارة العالمية (WTO)، أمانة جماعة المحيط الهادئ (SPC) ولجنة المحيط الهندي (هيئة النزاهة) (COI)، وهي عضو مشارك في رابطة الدول الكاريبية (ACS) وكان عضوا بارزا في منظمة الفرنكوفونية الدولية (OF) إحدى وخمسين دولة الناطقة بالفرنسية كليا أو جزئيا

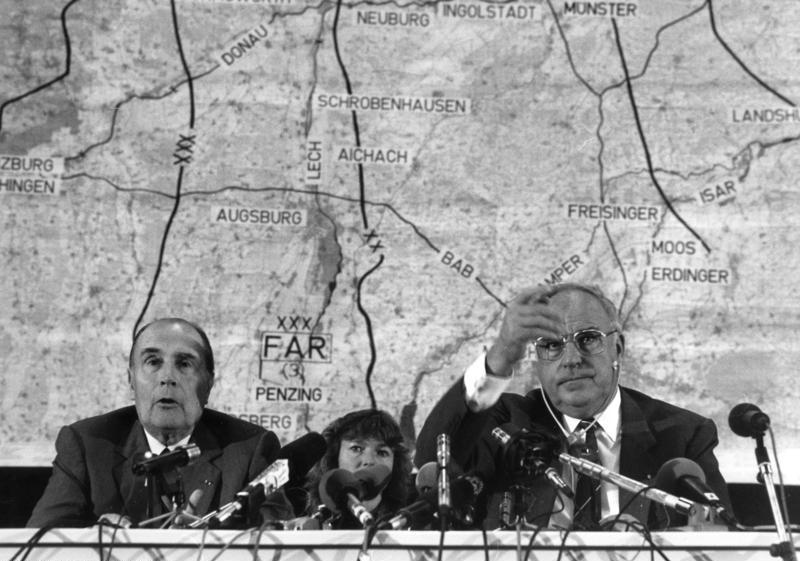
الرئيس الفرنسي فرانسوا ميتران والمستشار الألمانية هلموت كول، في عام 1987.

كمركز هام للعلاقات الدولية، فرنسا تستضيف ثاني أكبر تجمع من البعثات الدبلوماسية في العالم ومقر المنظمات الدولية بما في ذلك منظمة التعاون والتنمية، واليونسكو، والانتربول، والمكتب الدولي لل أوزان والمقاييس، وفرانكوفونية.
وقد شكل السياسة الخارجية الفرنسية بعد الحرب العالمية الثانية إلى حد كبير من عضوية الاتحاد الأوروبي، والتي كان عضوا مؤسسا. منذ 1960، وقد وضعت فرنسا علاقات وثيقة مع توحيد ألمانيا لتصبح القوة الدافعة الأكثر نفوذا في الاتحاد الأوروبي. في 1960، سعت فرنسا لاستبعاد البريطانيين من عملية الوحدة الأوروبية، التي تسعى إلى بناء خاصة بها واقفا في أوروبا القارية. ومع ذلك، منذ عام 1904، حافظت فرنسا على «الوفاق الودي» مع المملكة المتحدة، وكان هناك تعزيز الروابط بين البلدان، ولا سيما عسكريا.
فرنسا هي عضو في منظمة حلف شمال الأطلسي (الناتو)، ولكن في عهد الرئيس شارل ديغول، واستبعاد نفسه من القيادة العسكرية المشتركة للاحتجاج على العلاقة الخاصة بين الولايات المتحدة وبريطانيا والحفاظ على استقلالية السياسات الخارجية والأمنية الفرنسية وعارض. فرنسا بقوة غزو العراق عام 2003، توتير العلاقات الثنائية مع الولايات المتحدة والمملكة المتحدة. ومع ذلك، ونتيجة للسياسة نيكولا ساركوزي المؤيدة للولايات المتحدة (لانتقادات كثيرة في فرنسا من قبل اليساريين وجزء من اليمين)، فرنسا عاد القيادة العسكرية المشتركة للناتو في 4 أبريل 2009.
في 1990 في وقت مبكر، ووجه انتقادات كبيرة للبلد من دول أخرى لتجاربها النووية تحت الأرض في بولينيزيا الفرنسية.
تحتفظ فرنسا النفوذ السياسي والاقتصادي القوي في المستعمرات الأفريقية السابقة لها وزودت مساعدات اقتصادية والقوات ل بعثات حفظ السلام في ساحل العاج وتشاد. في الآونة الأخيرة، بعد إعلان من جانب واحد استقلال شمال مالي من الطوارق تدخلت MNLA والنزاع شمال مالي الإقليمية لاحقة مع العديد من الجماعات الإسلامية بما في ذلك أنصار الدين وMOJWA وفرنسا ودول أفريقية أخرى لمساعدة الجيش في مالي لاستعادة السيطرة.
في عام 2009، كانت فرنسا ثاني أكبر (من حيث الأرقام المطلقة) المانحة ل مساعدات التنمية في العالم، بعد الولايات المتحدة، وقبل ألمانيا واليابان والمملكة المتحدة. وهذا يمثل 0.5% من ناتجها المحلي الإجمالي، في هذا الصدد تصنيف فرنسا كما عاشر أكبر الجهات المانحة على القائمة. المنظمة إدارة المساعدة الفرنسية هي الوكالة الفرنسية للتنمية، الذي يمول مشاريع إنسانية في المقام الأول في أفريقيا جنوب الصحراء الكبرى إن الأهداف الرئيسية ل هذه المساعدة هي «تطوير البنية التحتية، والوصول على الرعاية الصحية والتعليم، وتنفيذ السياسات الاقتصادية المناسبة وتوطيد سيادة القانون والديمقراطية.»

### التقسيمات الإدارية
وتنقسم فرنسا إلى 27 منطقة إدارية 22 في فرنسا (بما في ذلك الجماعة الإقليمية كورسيكا)، وخمسة تقع في الخارج. وتنقسم المناطق إلى مزيد من 101 إقليم (محافظة)، والتي يتم ترقيم أساسا أبجديا. ويستخدم هذا الرقم في الرموز البريدية وأرقام لوحات السيارات (ألغي هذا الإجراء وأصبح الترقيم وطني) وغيرها.
وتنقسم الأقاليم إلى 101 341 أقضية والتي، بدورها، مقسمة إلى 4 051 كانتونة. ثم تنقسم هذه الكانتونات إلى 36 697 بلدية البلديات، والتي هي البلديات مع المجالس البلدية المنتخبة. هناك 2،588 الكيانات الطائفية تجميع 33414 من 36 697 البلديات (أي 91.1% من مجموع البلديات). وتنقسم ثلاث بلديات، باريس وليون ومرسيليا في 45 أقضية البلدية.
من المعروف أن المناطق والإدارات والبلديات الجميع الجماعات الإقليمية، بمعنى أنها تملك الجمعيات المحلية فضلا عن مسؤول تنفيذي. أقضية وكانتونات هي مجرد التقسيمات الإدارية. ومع ذلك، كان هذا ليس هو الحال دائما. حتى عام 1940، وكانت أقضية الجماعات الإقليمية مع جمعية منتخبة، ولكن هذه علقت من قبل نظام فيشي وبالتأكيد ألغيت من قبل الجمهورية الرابعة في عام 1946.
- تقسم فرنسا إداريًا إلى:-

1. منطقة (بالفرنسية: Région).
2. إقليم (بالفرنسية: Département).
3. دائرة إدارية (بالفرنسية: Arrondissement).
4. مديرية (بالفرنسية: Canton).
5. بلدية (بالفرنسية: Commune).

### القوات المسلحة
(  القوات المسلحة الفرنسية)

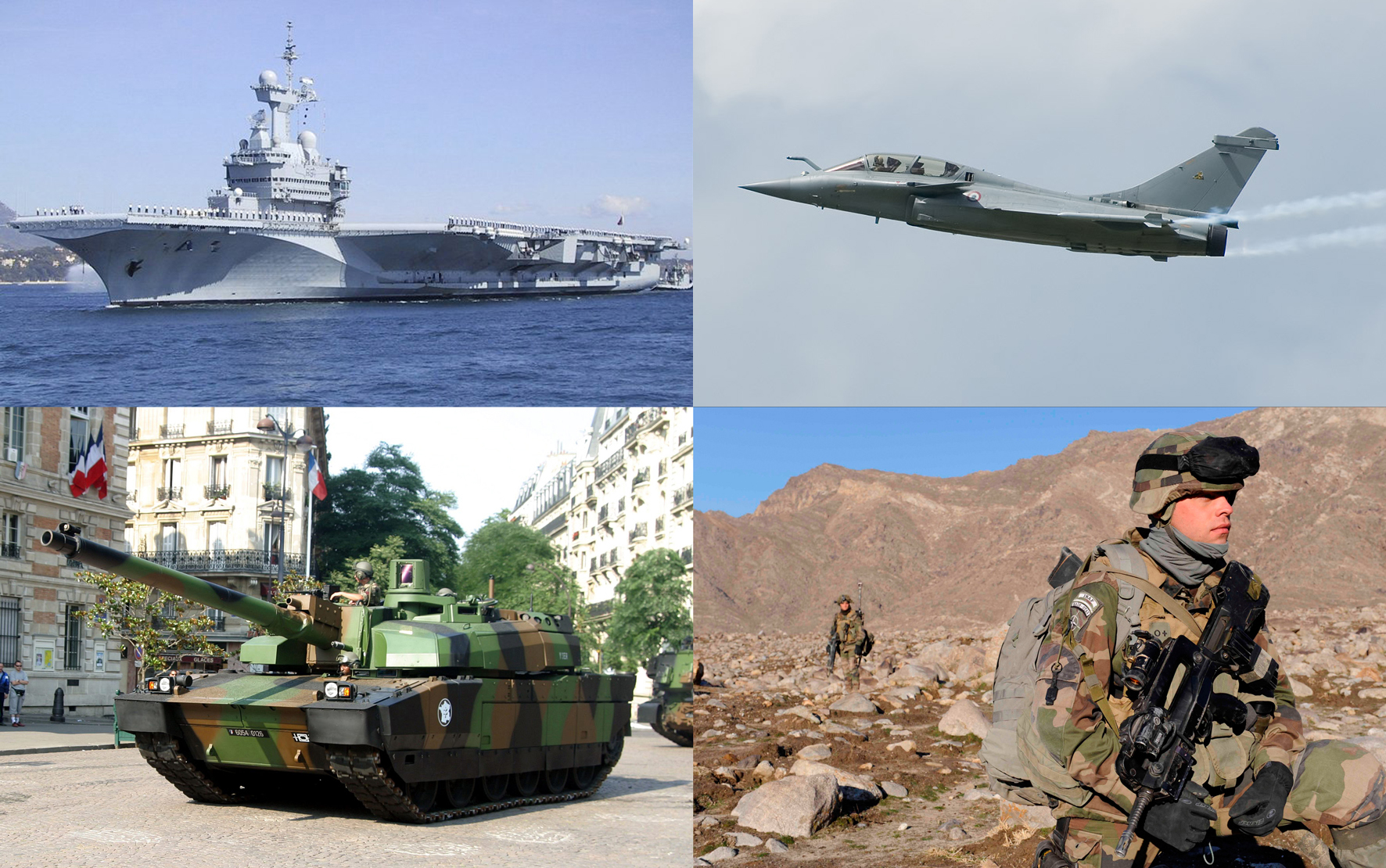
أمثلة من الجيش الفرنسي. في اتجاه عقارب الساعة من أعلى اليسار: حاملة الطائرات النووية شارل ديغول؛ رافال طائرة مقاتلة؛ الفرنسية صالون نادي Alpins بدوريات في أودية ولاية كابيسا في أفغانستان؛ AMX-56 لوكلير في باريس 14 يوليو يوم الباستيل العسكرية موكب.

القوات المسلحة هي الجيش والقوات شبه العسكرية من فرنسا، في عهد الرئيس كقائد أعلى. أنها تتكون من الجيش، البحرية، وفرقة الفرنسية الهواء والقوة شبه العسكرية المساعدة، والدرك الوطني (الدرك الوطني) وهما من بين أكبر القوات المسلحة في العالم. بينما إداريا جزء من القوات المسلحة الفرنسية، وبالتالي تحت إشراف وزارة الدفاع، ويرد الدرك التشغيلية لوزارة الداخلية.
قوات الدرك هي قوة الشرطة العسكرية التي يخدم بالنسبة للجزء الأكبر كقوة شرطة الغرض الريفية وعامة. أنه يشمل وحدات مكافحة الإرهاب من المظليين التدخل سرب من الدرك الوطني (كوت دي لا تدخل الدرك الوطني) ومجموعة التدخل للدرك الوطني (فريق كوت دي لا تدخل الدرك الوطني). واحدة من وحدات الاستخبارات الفرنسية، والمديرية العامة للأمن الخارجي (اتجاه جنرال دي لا) تقارير إلى وزارة الدفاع. من جهة أخرى، المديرية المركزية للاستخبارات الداخلية (التوجيه المركزي دو)، يرفع تقاريره مباشرة إلى وزارة الداخلية. لم يكن هناك أي التجنيد وطنية منذ عام 1997.
فرنسا عضو دائم في مجلس الأمن التابع للأمم المتحدة، ودولة نووية معترف بها منذ عام 1960. وقد وقعت فرنسا وصادقت على معاهدة الحظر الشامل للتجارب النووية بان (المعاهدة) وإلى معاهدة عدم انتشار الأسلحة النووية. وكان الإنفاق العسكري السنوي في فرنسا في عام 2011 الولايات المتحدة 62500000000 $، أو 2.3 ٪، من إجمالي الناتج المحلي مما يجعلها خامس أكبر منفق عسكري في العالم بعد الولايات المتحدة والصين وروسيا، والمملكة المتحدة.
الردع النووي الفرنسي، (المعروف سابقا باسم «فرقة دي فرابيه»)، وتعتمد على الاستقلال التام. تتكون القوة النووية الفرنسية الحالية من أربع غواصات من طراز Triomphant مجهزة الصواريخ الباليستية التي تطلق من الغواصات. بالإضافة إلى أسطول الغواصات، تشير التقديرات إلى أن فرنسا لديها نحو 60 ASMP متوسطة المدى من الجو إلى الأرض الصواريخ برؤوس نووية، منها حوالي 50 تنتشر من قبل سلاح الجو باستخدام ميراج 2000N طويلة المدى النووية مطاردات، بينما حوالي 10 يتم نشرها من قبل البحرية الفرنسية في سوبر هجوم الطائرات التي تعمل من حاملة طائرات تعمل بالطاقة النووية شارل ديغول. فإن طائرات رافال F3 جديدة تحل تدريجيا محل جميع ميراج 2000N ووزارة شؤون المرأة في دور ضربة نووية مع تحسن ASMP -A الصواريخ مع رؤوس حربية نووية.
فرنسا لديها صناعات عسكرية كبيرة مع واحدة من أكبر الصناعات الفضائية الجوية في العالم. صناعاتها وقد أنتجت هذه المعدات كما مقاتلة رافال، حاملة الطائرات شارل ديغول، واكسوسيت صواريخ ودبابات لوكلير وغيرها. على الرغم من الانسحاب من مشروع يوروفايتر، فرنسا تستثمر بنشاط في المشاريع المشتركة الأوروبية مثل يوروكوبتر النمر، فرقاطات متعددة الأغراض، وUCAV متظاهر الخلايا العصبية وA400M إيرباص. فرنسا هو بائع أسلحة كبيرة، مع معظم التصاميم ترسانتها المتاحة لسوق التصدير مع استثناء ملحوظ من الأجهزة التي تعمل بالطاقة النووية.
العرض العسكري الذي عقد في باريس كل 14 يوليو يوما وطنيا لفرنسا هو أقدم وأكبر عرض عسكري العادية في أوروبا.

### القضاء
إن السلطة القضائية، حارسة الحرية الفردية، منظمة في فرنسا وفقاً لتمييز أساسي بين المحاكم القضائية المكلفة بتسوية النزاعات بين الأفراد، من جهة، والمحاكم الإدارية للبت في النزاعات بين المواطنين والسلطات العامة، من جهة أخرى.
يتضمن النظام القضائي نوعين من المحاكم:
1. المحاكم المدنية : محاكم الحق العام (المحكمة البدائية الكبرى) والمحاكم المتخصصة (المحكمة الابتدائية، والمحكم التجارية، ومحكمة قضايا الضمان الاجتماعي ومجلس قضاة للحكم في الشؤون العمالية، الذي يحل النزاعات بين أصحاب العمل والعمال.)
2. المحاكم الجزائية : تختص بالجزم بمستوياته الثلاثة:

- المخالفات: التي تبت فيها محكمة الشرطة.
- الجنح: التي تبت فيها محكمة الجنح.
- الجرائم: التي تبت فيها محكمة الجنايات.

وهناك محكمة خاصة تبت بنزاعات مدنية وجزائية على حد سواء، وهي محكمة الأطفال.
إن محكمة النقض، وهي أعلى هيئة قضائية، مكلفة بالنظر في الطعون المقدمة ضد الأحكام الصادرة عن محاكم الاستئناف.
يحتل مجلس شورى الدولة قمة المحاكم الإدارية، وهو أعلى هيئة قضائية للفصل نهائياً بقانونية الإجراءات الإدارية. كما أنه يمثل أيضاً هيئة استشارية تقوم الحكومة باستشارتها فيما يتعلق بمشاريع القوانين وبعض مشاريع المراسيم.

### تمويل الحكومة

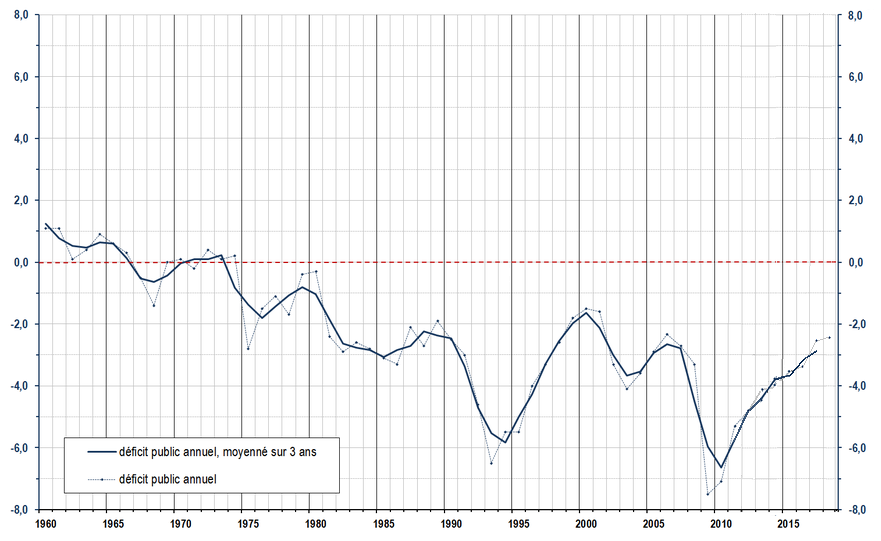
الاقتراض الحكومي الفرنسية (العجز في الميزانية) كنسبة مئوية من الناتج القومي الإجمالي، 1960-2009

في شهري نيسان وأيار 2012، عقدت فرنسا انتخابات رئاسية فيها الفائز، فرانسوا هولاند، وكان يعارض تدابير التقشف، واعدا للقضاء على عجز الموازنة في فرنسا بحلول عام 2017. وذكرت الحكومة الجديدة بأنها تهدف إلى إلغاء التخفيضات الضريبية التي سنت مؤخرا والإعفاءات للأثرياء، ورفع معدل أعلى شريحة ضريبية ل75% على دخل أكثر من مليون يورو، وإعادة سن التقاعد إلى 60 مع معاش الكامل لأولئك الذين عملوا 42 سنة، واستعادة 60 000 وظيفة خفض مؤخرا من التعليم العام، وتنظيم زيادات الإيجار، وبناء المساكن الشعبية إضافية للفقراء.
في شهر يونيو، وفاز الحزب الاشتراكي هولاند أغلبية عظمى في الانتخابات التشريعية قادرة على تعديل الدستور الفرنسي وتمكين سن الفوري للإصلاحات الموعودة. انخفضت أسعار الفائدة على السندات الحكومية الفرنسية 30% إلى مستويات قياسية، أقل من 50 نقطة أساس فوق أسعار سندات الحكومة الألمانية.

#### الدين الحكومي
وفقا لقواعد الاتحاد الأوروبي، ومن المفترض أن الدول الأعضاء للحد من ديونها إلى 60% من الناتج أو أن يقلل من نسبة هيكليا لتحقيق هذا السقف، وتشغيل العجز العام لا تزيد عن 3% من الناتج المحلي الإجمالي. تدير الحكومة الفرنسية عجز الميزانية في كل عام منذ أوائل 1970. في عام 2012، وصلت مستويات الدين الحكومي الفرنسية 1 800 000 000 000 €، أي ما يعادل 90% من الناتج المحلي الإجمالي الفرنسي.
في أواخر عام 2012، حذرت وكالات التصنيف الائتماني التي تزايد مستويات الدين الحكومي الفرنسية خاطر التصنيف الائتماني لفرنسا، مما يزيد من احتمال وجود خفض في المستقبل، وارتفاع تكاليف الاقتراض لاحقة للحكومة الفرنسية.

## الاقتصاد

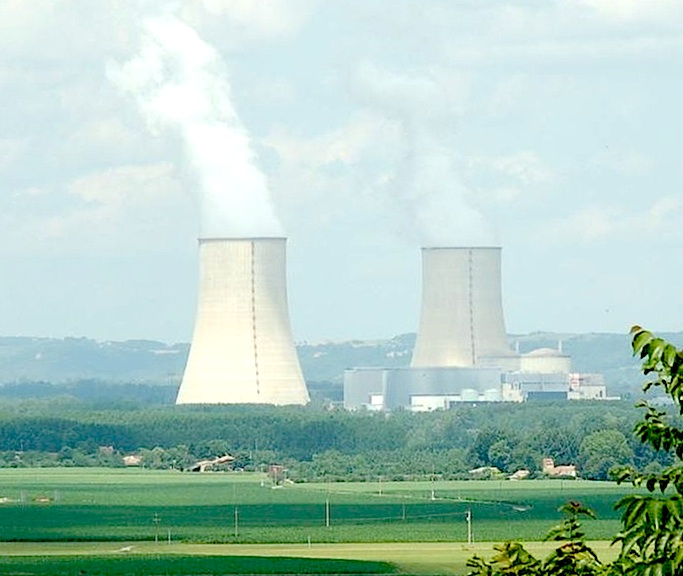
تعد فرنسا ثاني أكبر منتج للطاقة النووية في العالم، بعد الولايات المتحدة، ومع ذلك، فإن الطاقة النووية هي حصة أكبر بكثير من إجمالي استهلاك الطاقة في فرنسا مقارنة بالولايات المتحدة (8% في عام 2004).

فرنسا هي جزء من الاتحاد النقدي، واليورو (الأزرق الداكن)، وللسوق الموحدة الأوروبية.

تُعَدُّ فرنسا خامس دولة في حقل التجارة الخارجية في العالم وقيمة الواردات عندها تزيد قليلاً على قيمة الصادرات وتشكل المنتجات النفطية أهم وارداتها. أما أهم صادراتها فإنها تشمل المنتجات الكيميائية والآلات والمعدات الكهربائية والسيارات ويتم تبادل حوالي نصف تجارة فرنسا مع بلدان السوق المشتركة (الاتحاد الأوروبي) وكذلك مع المملكة العربية السعودية واليابان وسويسرا والولايات المتحدة الأمريكية. يدمج اقتصاد فرنسا عمل حر شامل (حوالي 2.5 مليون شركة سجلت). تحتفظ الحكومة بالتأثير الكبير على القطع الرئيسية من قطاعات البناء التحتي، بملك أغلبية شركات سكك الحديد، الكهرباء، الطائرات، والاتصالات. إن الحكومة تصفي الحصص بطيئا في اتصالات فرنسا، والخطوط الجوية الفرنسية، بالإضافة إلى التأمين، والأعمال المصرفية، ومصانع الدفاع.
فرنسا عضو بمجموعة الدول الصناعية الكبرى، صنف اقتصادها خامس أكبر اقتصاد في العالم في 2004، بعد الولايات المتحدة، الصين، اليابان، والمملكة المتحدة. انضمت فرنسا إلى 10 أعضاء أوروبيين آخرين لإطلاق اليورو في 1 يناير، عام 1999، مع العملات المعدنية الأوربية والأوراق النقدية التي استبدلت الفرنك الفرنسي بالكامل في أوائل 2002. حسب تقرير لمنظمة التعاون والتنمية الاقتصادية (OCED)، في 2004 كانت فرنسا خامس أكبر مصدّر للسلع المصنعة في العالم، بعد الولايات المتحدة، ألمانيا، اليابان، والصين، (لكن قبل المملكة المتحدة). كانت أيضاً رابع أكبر مستورد للسلع المصنعة (بعد الولايات المتحدة، ألمانيا، والصين، وقبل المملكة المتحدة واليابان). أيضاً حسب منظمة التعاون والتنمية الاقتصادية (OCED)، في 2003 كانت فرنسا عضو بمنظمة التعاون والتنمية الاقتصادية التي حصلت على أكثر استثمار أجنبي مباشر. ب47 مليار دولار أمريكي للاستثمارات الأجنبية المباشرة، صنفت فرنسا قبل الولايات المتحدة (39.9 مليار دولار أمريكي)، والمملكة المتحدة (14.6 مليار دولار أمريكي)، وألمانيا (12.9 مليار دولار أمريكي)، واليابان (6.3 مليار دولار أمريكي). في نفس الوقت، استثمرت شركات فرنسية 57.3 مليار دولار أمريكي خارج فرنسا، جعل من ذلك تصنيف فرنسا كثاني أهم مستثمر مباشر خارجي في منظمة التعاون والتنمية الاقتصادية، بعد الولايات المتحدة (173.8 مليار دولار أمريكي)، وقبل المملكة المتحدة (55.3 مليار دولار أمريكي)، واليابان (28.8 مليار دولار أمريكي)، وألمانيا (2.6 مليار دولار أمريكي).
فرنسا أيضاً تعدّ ثاني أكبر بلاد منتجة في منظمة التعاون والتنمية الاقتصادية (عدا النرويج ولوكسمبورغ). في 2003، كان الناتج المحلي الإجمالي لكل ساعة عمل في فرنسا 47.2 دولار أمريكي، حيث صُنِفت فرنسا بعد بلجيكا (48 دولار أمريكي لكل ساعة)، وقبل الولايات المتحدة (43.5 دولار أمريكي لكل ساعة)، وألمانيا (40.6 دولار أمريكي لكل ساعة)، والمملكة المتحدة (37.7 دولار أمريكي لكل ساعة)، واليابان (30.9 دولار أمريكي لكل ساعة). على الرغم من أن معدل الإنتاج أعلى من الولايات المتحدة، الناتج المحلي الإجمالي لفرنسا لكل فرد أوطأ من الناتج المحلي الإجمالي الأمريكي لكل فرد. في الحقيقة، في 2003، 41.5% من سكان فرنسا يعملون، مقابل 50.7% في الولايات المتحدة، و 47.3% في المملكة المتحدة. هذه الظاهرة نتيجة ثلاثين سنة من البطالة الهائلة في فرنسا، التي أدت إلى ثلاثة نتائج تخفض حجم الناس العاملين: حوالي 10% السكان بدون عمل؛ الطلاب يؤخرون دخولهم إلى سوق العمل كلما أمكن؛ وتعطي الحكومة الفرنسية حوافز مختلفة إلى العمال للتقاعد في أوائل خمسيناتهم، مع أن ذلك ينحسر حالياً.
كما شدد العديد من الاقتصاديين مراراً وتكراراً على مر السنين على أن القضية الرئيسية للاقتصاد الفرنسي ليس قضية معدل الإنتاج. في رأيهم، هي قضية الإصلاحات الأساسية، لكي يزيد عدد العاملين العام.
مع أكثر من 75 مليون سائح أجنبي في 2003، فرنسا مصنفة كالاتجاه السياحي الأول في العالم، قبل إسبانيا (52.5 مليون) والولايات المتحدة (41.4 مليون). حيث إن لفرنسا مدن لها اهتمام ثقافي عالٍ (مثل باريس)، وشواطئ ومنتجعات ساحلية، ومنتجعات تزلج، ومناطق ريفية تتمتع بالجمال والهدوء.
فرنسا تعد أكبر بلدان الطاقة المستقلة الغربية بسبب استثمارها الثقيل في الطاقة النووية، الذي يجعل فرنسا المنتج الأصغر لثاني أكسيد الكربون من بين أكبر دول صناعية سبع في العالم. المناطق الكبيرة للأراضي الخصبة، تطبيق التقنية الحديثة، وجمع الإعانات المالية الأوروبية جعلت فرنسا المنتج الزراعي البارز في أوروبا.

### السياحة

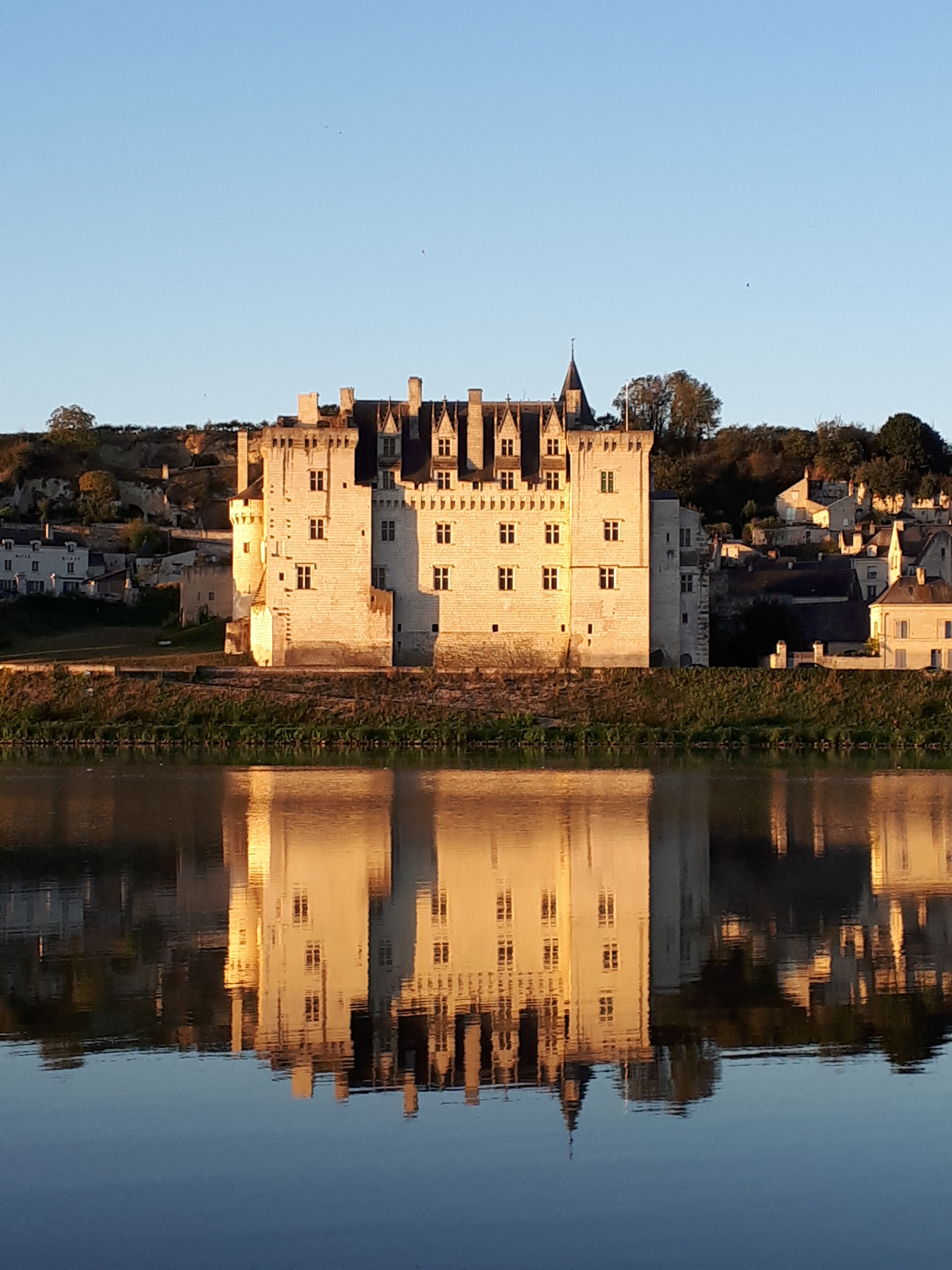
في قلعة مونسورياو هي القلعة الوحيدة لقلاع وادي اللوار التي تم بناؤها من قاع نهر لوار.

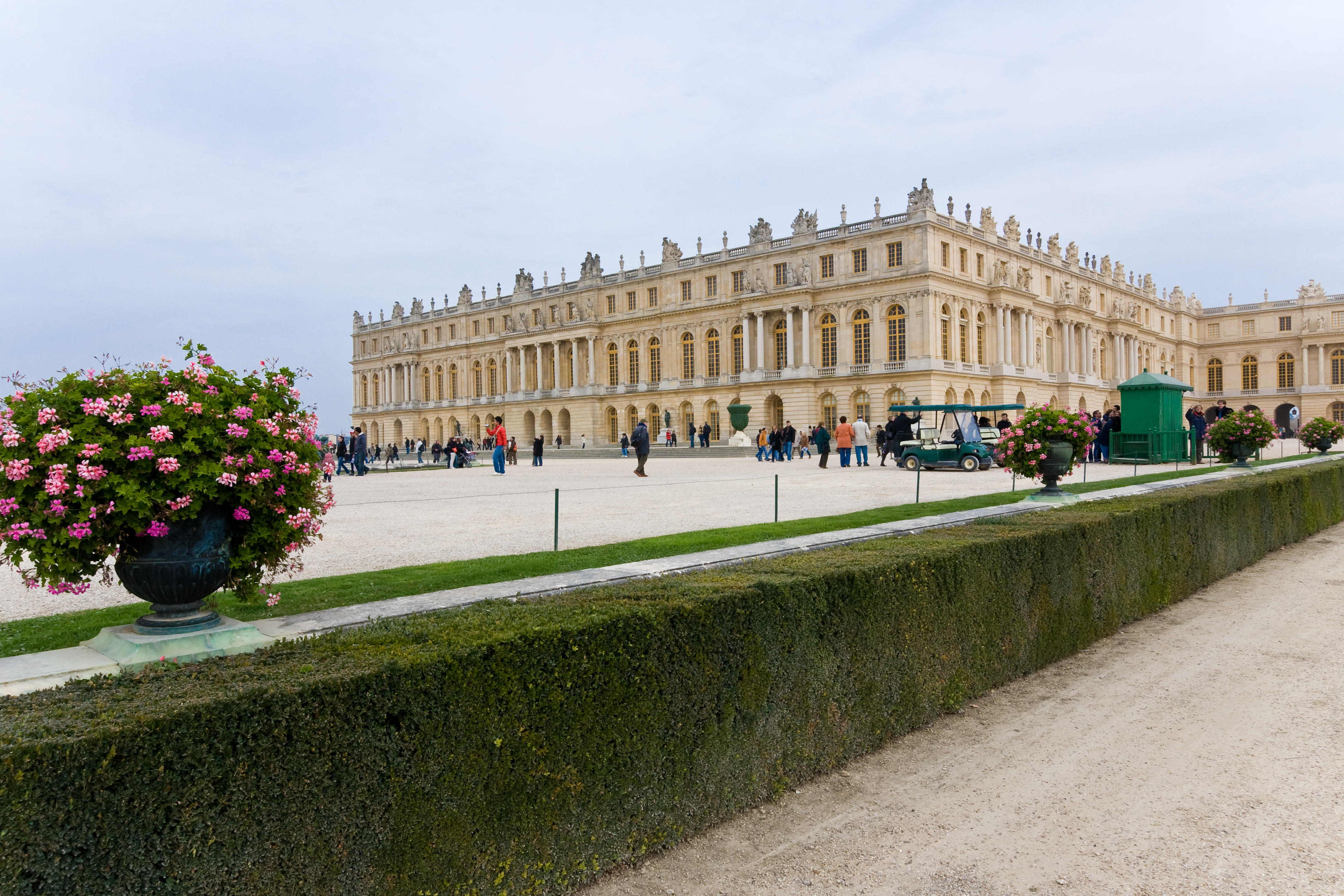
في قصر فرساي هي واحدة من الوجهات السياحية الأكثر شعبية في فرنسا.

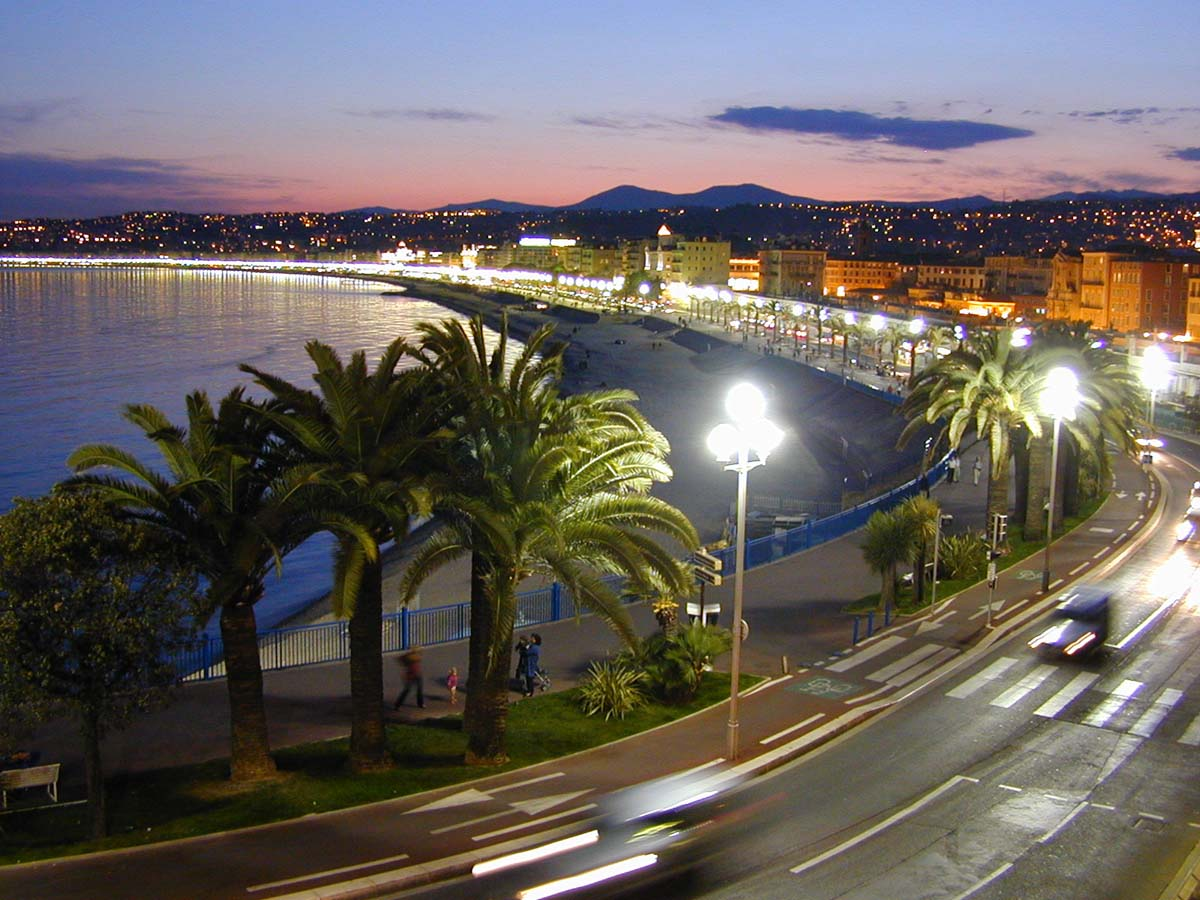
مصيف "نيس" على ساحل البحر الأبيض المتوسط

مع 83 مليون سائح الخارجي في عام 2012، فرنسا هي الوجهة السياحية الأولى في العالم، متقدمة على الولايات المتحدة (67 مليون) والصين (58 مليون). هذا الرقم لا يشمل 83 مليون شخص يقيمون أقل من 24 ساعة، مثل الأوروبيين شمال فرنسا عبور في طريقهم إلى إسبانيا أو إيطاليا. وهو ثالث في الدخل من السياحة، نظراً للفترة أقصر من مرة.
فرنسا لديها 37 مواقع مدرجة في قائمة اليونسكو للتراث العالمي، ويضم المدن ذات الأهمية الثقافية العالية، والشواطئ ومنتجع، منتجع للتزلج، ومناطق ريفية تتمتع بجمالها والهدوء (السياحة الخضراء). يتم الترويج القرى الفرنسية الصغيرة والخلابة من خلال جمعية Les زائد Ajdin القرى فرنسا («أجمل القرى في فرنسا»).
في «حدائق لافت» التسمية هي قائمة من أكثر من 200 الحدائق المصنفة من قبل الحكومة الفرنسية للثقافة. المقصود هذه التسمية إلى فيديو Graboid حماية وتعزيز الحدائق والمتنزهات ملحوظا. تجذب فرنسا العديد من الحجاج في طريقهم إلى سانت جيمس، أو ل ورديس، وهي بلدة في أوتس بيرينه الذي يستضيف عدة ملايين زائر سنويا.

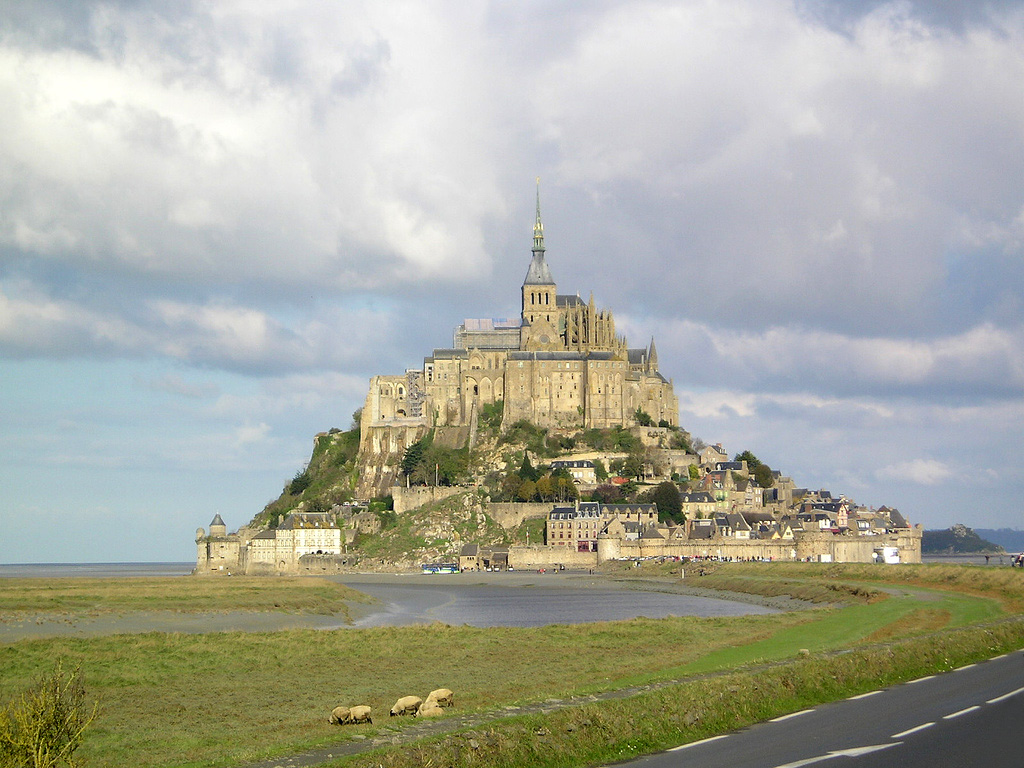
في جبل القديس ميشيل هي واحدة من أكثر المواقع زيارة في فرنسا

فرنسا، خصوصا باريس، لديها بعض من أكبر وشهرة المتاحف في العالم، بما في ذلك متحف اللوفر، والذي هو هو متحف الفن الأكثر زيارة في العالم، ومشاركات من الفنادق أورسيه، المكرسة كليا للإنطباعية، و بوبورج ، مخصص للفن المعاصر.
ديزني لاند باريس هو المتنزه الأكثر شعبية في أوروبا، ب 15 مليون زائر مجتمعة إلى ديزني لاند بارك منتجع والت ديزني ستوديوز بارك في عام 2009.
مع أكثر من 10 ملايين سائح سنويا، والريفيرا الفرنسية (أو كوت دازور)، في جنوب شرق فرنسا، هي الوجهة السياحية الرائدة الثانية في البلاد، بعد منطقة باريس. ويستخدم من 300 يوم أشعة الشمس سنويا، و 115 كيلومترا (71 ميل) من الساحل والشواطئ، وملاعب الغولف 18، 14 فنادق التزلج و 3،000 المطاعم. كل عام كوت دازور تستضيف 50% من اليخوت الفاخرة في العالم الأسطول.
وجهة رئيسية أخرى هي السرايات وادي لوار، وهذا موقع التراث العالمي الجدير بالذكر ل تراثها المعماري، في مدنها التاريخية ولكن على وجه الخصوص القلاع (السرايات)، مثل قلعة مونسورياو، السرايات كوت أمبواز، دي المحكمة الخبز، كوت Ussé، دي فيلاندري وتشينونسو.
وتشمل المواقع السياحية الأكثر شعبية: (وفقا ل 2003 لتحتل المرتبة زائر سنويا): برج إيفل (6.2 مليون)، ومتحف اللوفر (5.7 مليون)، وقصر فرساي (2.8 مليون)، مشاركات موضوعية حول الفنادق أورسيه (2.1 مليون)، قوس النصر (1.2 مليون)، ومركز بومبيدو (1.2 مليون)، جبل القديس ميشيل (1000000)، شاتو دي الخبز المحكمة (711،000)، سانت شابيل (683،000)، شاتو دو أعلى Kœnigsbourg (549،000)، بوي دي قبة (500،000)، مشاركات موضوعية حول الفنادق بيكاسو (441،000)، قرقشونة (362،000).

### الزراعة

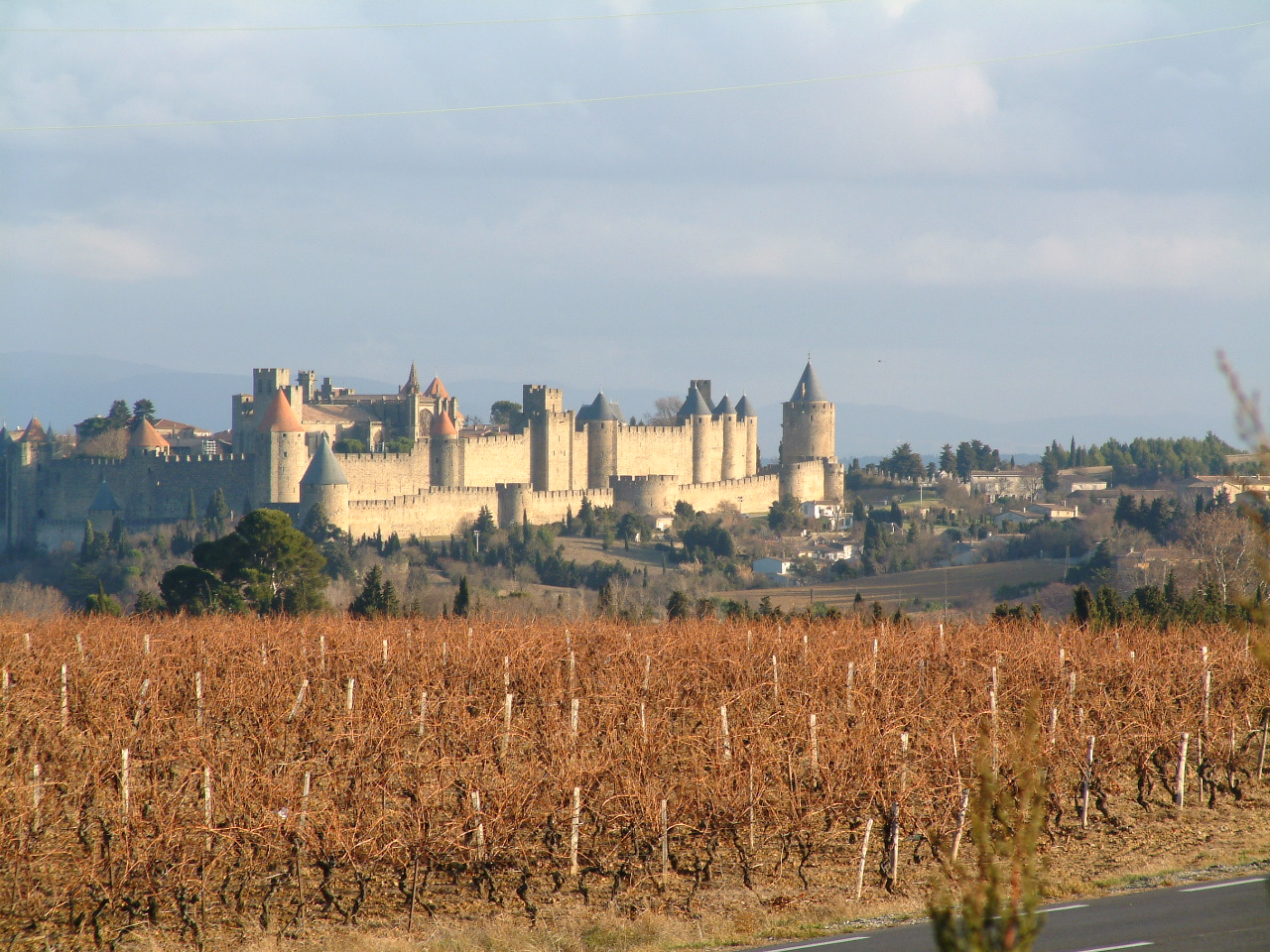
الكروم بالقرب من قرقشونة

وكانت فرنسا تاريخيا منتج كبيرة من المنتجات الزراعية. مساحات كبيرة من الأراضي الخصبة، تطبيق التقنية الحديثة، وتضافرت دعم الاتحاد الأوروبي لجعل فرنسا أكبر منتج ومصدر الزراعية في أوروبا (تمثل 20% من إنتاج الاتحاد الأوروبي الزراعية) وثالث أكبر مصدر في العالم للمنتجات الزراعية.
القمح والدواجن ومنتجات الألبان، لحم البقر ولحم الخنزير، وكذلك الأطعمة المعالجة المعترف بها دولياً هي الابتدائي الصادرات الزراعية الفرنسية. يتم استهلاك النبيذ ارتفع في المقام الأول داخل البلد، ولكن الشمبانيا والنبيذ بوردو هي الصادرات الرئيسية، ويجري معروف في جميع أنحاء العالم. انخفضت إعانات الاتحاد الأوروبي الزراعة إلى فرنسا في السنوات الأخيرة، ولكن لا يزال بلغت مبلغ 8$ في عام 2007. وفي نفس العام، تم بيعها فرنسا 33.4 مجموع يورو من المنتجات الزراعية المحولة.
الزراعة وبالتالي على التفاصيل قطاع الاقتصاد الفرنسي: يعمل 3.8% من السكان النشطين في الزراعة، في حين جعل إجمالي صناعة الأغذية الزراعية بنسبة 4.2% من الناتج المحلي الإجمالي الفرنسي في عام 2005.

### سوق العمل
الناتج المحلي الإجمالي الفرنسي للفرد يشبه إلى الدول الأوروبية مقارنة مثل ألمانيا والمملكة المتحدة. يتم تحديد الناتج المحلي الإجمالي للفرد الواحد بنسبة (ط) الإنتاجية لكل ساعة عمل، (ب) عملت عدد من ساعة، والذي هو هو واحد من أدنى المعدلات من البلدان المتقدمة، و(ج) معدل العمالة.
فرنسا لديها واحد من أدنى معدلات التوظيف 15-64 سنة من دول منظمة التعاون الاقتصادي: في عام 2012، كان 71% فقط من سكان فرنسا سوى تفاصيل قليلة 15-64 سنة في العمل، مقارنة مع 74% في اليابان و 77% في المملكة المتحدة، 73% في الولايات المتحدة و 77% في ألمانيا. ويرجع ذلك إلى انخفاض معدل العمالة لل 15-24 سنة هذه الفجوة: 38% في عام 2012، مقارنة ب 47% في منظمة التعاون والتنمية. ويفسر هذا المعدل المنخفض من خلال الحد الأدنى من الأجور المرتفعة والتي هي منع العمال الإنتاجية المنخفضة - مثل الشباب - من مباشرة دخول بسهولة في سوق العمل، المناهج الجامعية غير فعالة وهذا فشل لإعداد الطلاب بشكل كاف لسوق العمل لديه. قيل أن القوانين الفرنسية التي تحمي فيديو Graboid العاملين بدوام كامل لديها تأثير محاصرة الشباب المتعلمين تعليما عاليا في العمالة المؤقتة وغير الرسمية، ونظرا لصعوبة وحساب التعامل مع الموظفين رسمي بدوام كامل.
في تموز عام 2013، كان معدل طلبيات السلع المعمرة ل فرنسا 11%. المذكورة ساعات عمل أقصر والتردد في اصلاحه سوق العمل كبقع ضعف الاقتصاد الفرنسية في نظر المعلقين اليمينية، في حين أن المطالبات اليسرى تفتقد السياسات الحكومية وتعزيز العدالة الاجتماعية. وقد ذكر خبراء الاقتصاد الليبرالي مرارا وتكرارا أن المشكلة الرئيسية في الاقتصاد الفرنسية هي قضية الإصلاحات الهيكلية، من أجل زيادة حجم السكان العاملين في العدد الكلي للسكان، والحقائق مستوى الضرائب والأعباء الإدارية.
اقتصاديون الكينزية لها إجابات مختلفة لقضية طلبيات السلع المعمرة، وأدت نظرياتهم للقانون ساعات العمل الأسبوعية 35 ساعة في 2000s (العقد)، التي تحولت إلى أن تكون فشلا Faixa في خفض طلبيات السلع المعمرة. بعد ذلك، بين عامي 2004 و 2008، قدمت حكومة بعض الإصلاحات في جانب العرض لمكافحة طلبيات السلع المعمرة ولكن اجتمع مع مقاومة شرسة، وخصوصا مع contrat نوفيل embauche وcontrat العرض embauche وهو ألغيت حد سواء في نهاية المطاف. إن حكومة ساركوزي استخدام الإيرادات دي التضامن النشط لمعالجة التأثير السلبي للإيرادات الحد الأدنى كوت الإدراج على الحافز على العمل.

### صيد الأسماك
تنتج صناعة صيد الأسماك في فرنسا حوالي 680 ألف طن من الأسماك سنويًا وتعمل مجموعات الصيادين على السواحل الفرنسية أو تذهب بعيدًا إلى مياه أيسلندا ونيوفاوندلاند. وينطلق كثير من سفن الصيد من منطقة بريتاني وتشتمل أنواع الأحياء المائية التي يصطادونها على سمك القد وسرطان البحر والكركند وبلح البحر والمحار والبولوك والسردين والتونة والمحار المروحي وغيرها.

### العلوم والتكنولوجيا

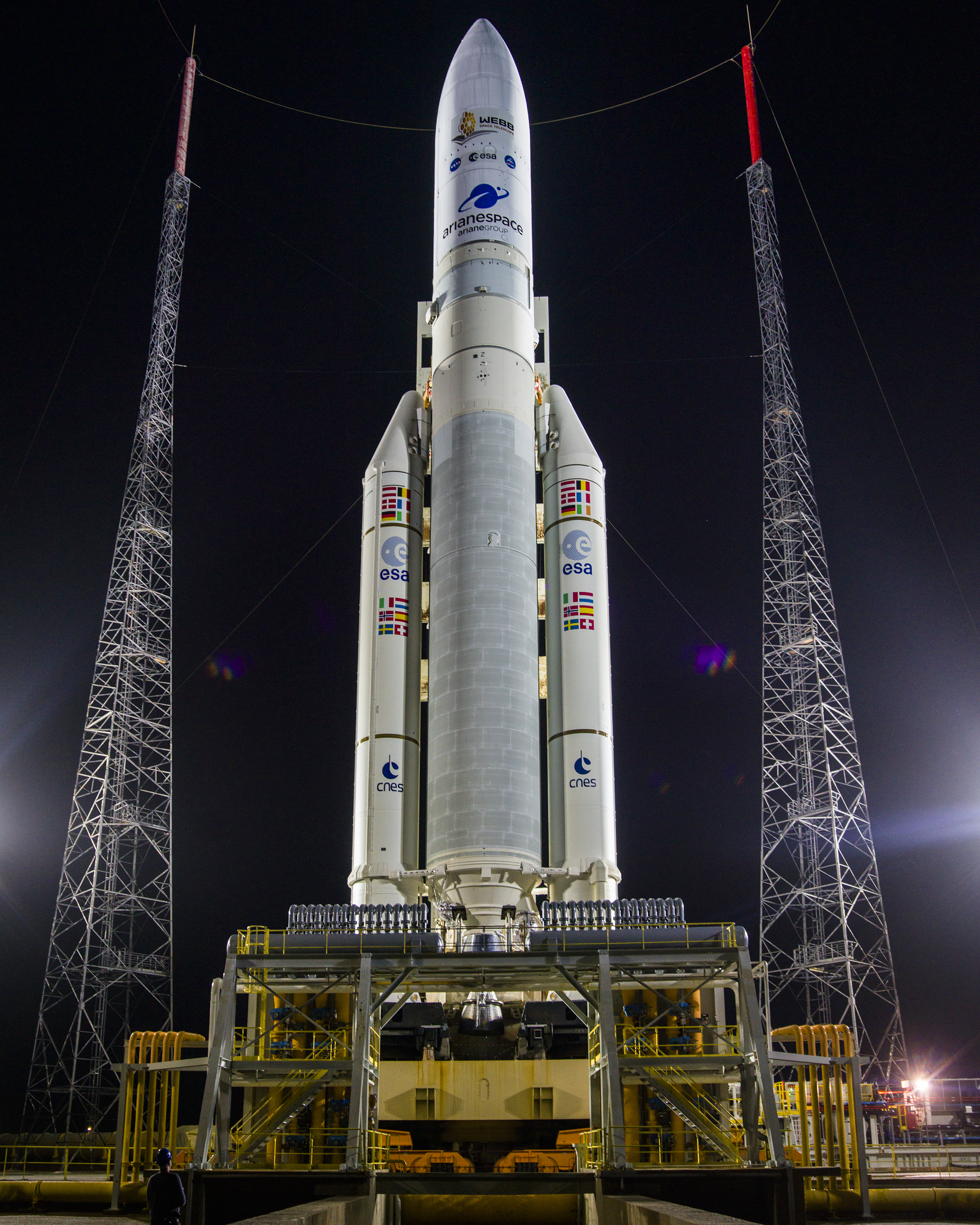
كانت فرنسا أكبر مساهم مالي وطني في وكالة الفضاء الأوروبية عام 2020 وقد تمثل في تطوير صواريخ أريان التي تطلق من مركز جويانا للفضاء (في الصورة أريان 5).

ساهمت فرنسا منذ العصور الوسطى في الإنجازات العلمية والتكنولوجية. في أوائل القرن الحادي عشر، أعاد سلفستر الثاني تقديم المعداد وذات الحلق وعرّف أوروبا بالأرقام العربية والساعة. لا تزال جامعة باريس التي تأسست في منتصف القرن الثاني عشر، إحدى أهم المؤسسات الأكاديمية في العالم الغربي. في القرن السابع عشر الميلادي، كان عالم الرياضيات والفيلسوف رينيه ديكارت رائداً في العقلانية؛ بينما اشتهر بليز باسكال بعمله في نطاق الاحتمالات وميكانيكا الموائع؛ كان هذان العالمان من الشخصيات الرئيسية في الثورة العلمية التي ازدهرت في أوروبا خلال هذه الفترة. وأسس لويس الرابع عشر الأكاديمية الفرنسية للعلوم في منتصف القرن السابع عشر لتشجيع اللغة الفرنسية وحماية المنهج العلمي الفرنسي، وهي إحدى أقدم أكاديميات العلوم في التاريخ.
تميّز عصر التنوير بعمل عالم الأحياء جورج دي بوفون، وهو من أوائل علماء الطبيعة الذين عرّفوا التعاقب البيئي، والكيميائي أنطوان لافوازييه الذي اكتشف دور الأكسجين في الاحتراق. أما دنيس ديدرو وجان لو رون دالمبير فقد نشرا إنسيكلوبيدي التي هدفت إلى تمكين الجمهور من الوصول إلى "المعرفة المفيدة" التي يمكن تطبيقها في الحياة اليومية. شهدت الثورة الصناعية في القرن التاسع عشر تطورات علمية مذهلة في فرنسا، حيث أسس أوغستان-جان فرينل علم البصريات الحديثة، ووضع سعدي كارنو أسس الديناميكا الحرارية، وكان لويس باستور رائد علم الأحياء الدقيقة.
من العلماء الفرنسيين المشهورين في القرن العشرين عالم الرياضيات والفيزياء هنري بوانكاريه، وعلماء الفيزياء هنري بيكريل وبيار كوري وماري كوري الذين اشتهروا بفضل عملهم في مجال اضمحلال النشاط الشعاعي، والفيزيائي بول لانجفان، وعال الفيروسات لوك مونتانيه أحد مكتشفي الإيدز. طوّر فريق دولي ضم جان-ميشيل دوبرنارد عمليات زرع اليد في ليون عام 1998، وقد أجرى بعد ذلك أول عملية زرع يد مزدوجة ناجحة. أجرى عدد من الجراحين الفرنسيين بقيادة جاك ماريسكو عملية ليندبرغ عن بعد في 7 سبتمبر 2001 عبر المحيط الأطلسي. أجرى برنار ديفوشيل أول عملية زراعة وجه في 27 نوفمبر 2005.
حلّت فرنسا في المركز 11 في مؤشر الابتكار العالمي لعام 2023، مقارنة بالمركز 16 في عام 2019؛ إلا أنها تراجعت للمركز 12 في مؤشر عام 2024.

## التعليم

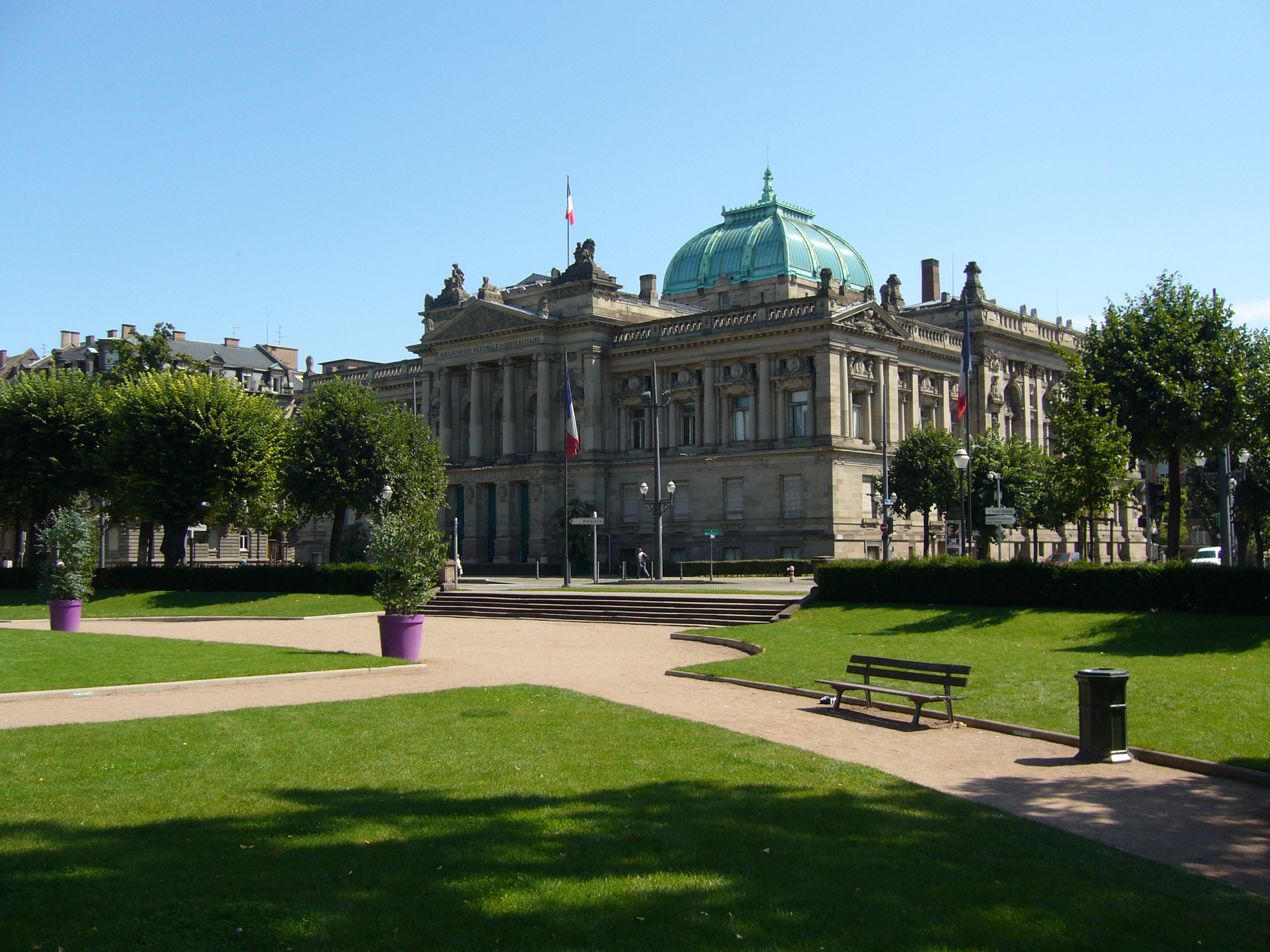
في المكتبة الوطنية والجامعية على الحرم الجامعي من جامعة ستراسبورغ.

ينقسم التعليم الأساسي في فرنسا إلى روضة الأطفال والمرحلة الابتدائية. تتمتع فرنسا بسمعة مرموقة بالتعليم، فالجامعات الفرنسية مشهورة بتخريجها لعلماء حازوا على جائزة نوبل، مع ذلك يختلف التعليم الجامعي في فرنسا بمراحله عن دول العالم الأخرى، فنجد درجة الليسانس اوالمتريس (Licence/Maîtrise) في المرحلة الجامعية الأولى التي تعادل درجة البكالوريوس أو (Bachelor) في دول أخرى، وشهادة الدراسات المعمقة Diplôme d'études approfondies) DEA) في المرحلة الثانية التي تعادل درجة الماجستير أو (Master) المعروفة. هنالك العديد من الدول التي تطبق النموذج الفرنسي للتعليم الجامعي مثل سويسرا، بلجيكا، بعض المناطق الكندية الفرانكوفونية، وبعض الدول العربية كالمغرب وتونس ولبنان.
يختلف أيضا النموذج الفرنسي الجامعي بتقسيمه للجامعات لدوائر وكليات على أساس رقمي أو أبجدي حسب المقاطعة، فنجد على سبيل المثال جامعة باريس (جامعة باريس 1 بانتيون، باريس 2 أساس، باريس 3 السوربون الجديدة، باريس 4 السوربون، باريس 5 ديكارت... إلى رقم 13 باريس الشمالية وجامعة بلفور للتكنولوجيا(utbm))، وتضم الجامعة أكثر من 300 الف طالب. ولكل كلية اسم مختصر مثل (IEP) الدراسات السياسية و(HEC) الدراسات التجارية والاقتصادية العليا أو المعروفة ب(Business School) في الدول الأنجلوسكسونية.
هنالك اتفاقية جامعية حديثة بين الدول الأوروبية تعرف باسم اتفاقية بولونيا (Bologna)، تهدف هذه الاتفاقية إلى توحيد النظم ومسميات الدرجات الجامعية في جميع الجامعات الاوربية لتسهيل إجراءات الانتقال والعمل للطلبة والخريجين في دول الاتحاد الأوروبي.

## الثقافة

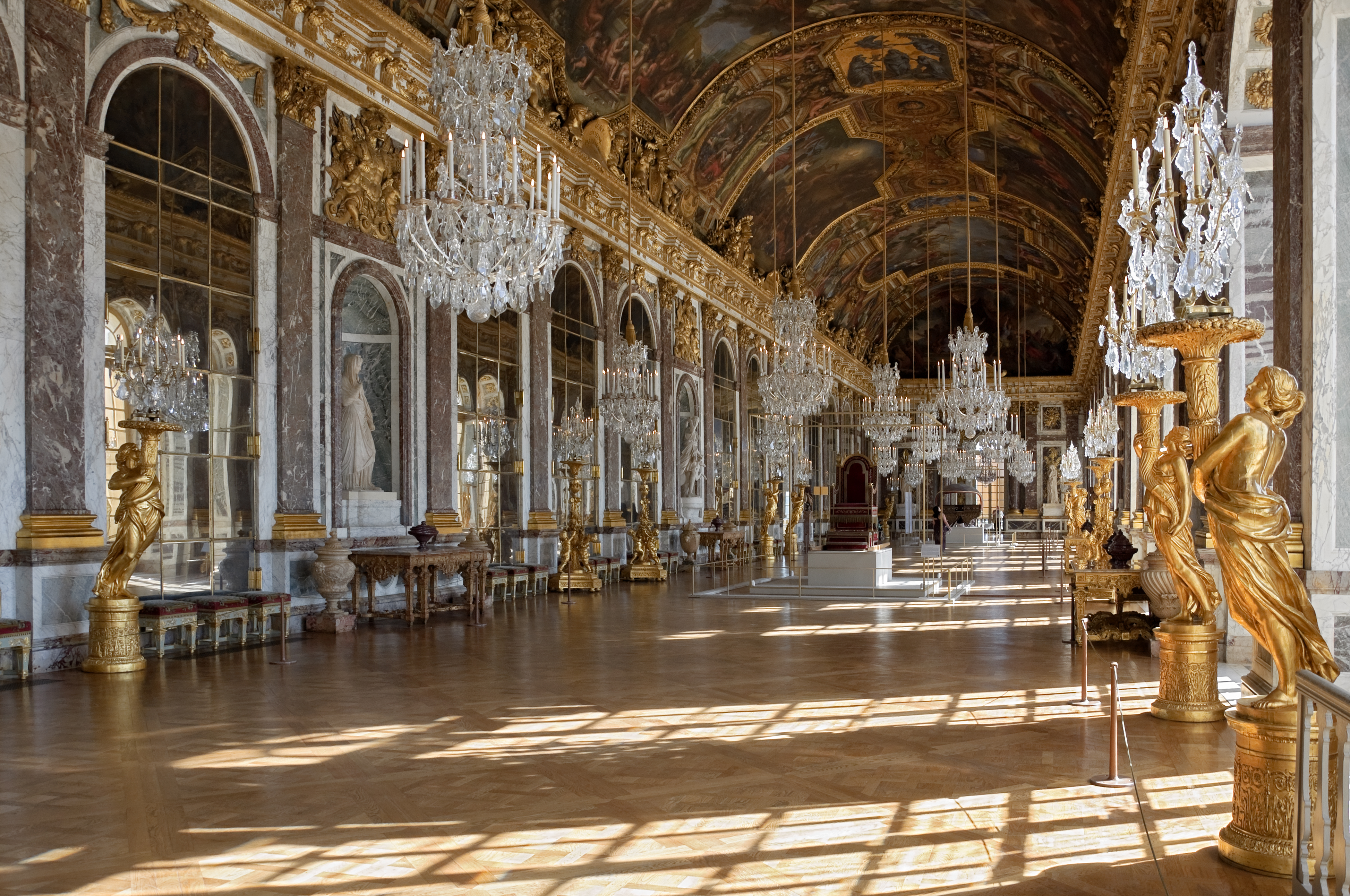
قصر فرساي وفن "الباروك"، بالقرب من باريس.

كانت فرنسا مركزاً للتنمية الثقافية الغربية لعدة قرون. وكان العديد من الفنانين الفرنسيين من بين الأكثر شهرة في وقتهم، ولازالت لفرنسا في العالم تقاليدها الثقافية والغنية.
والأنظمة السياسية المتعاقبة شجعت دائماً الإبداع الفني، وساعد على تشكيل حكومة الثقافة في عام 1959 الحفاظ على التراث الثقافي للبلد وجعلها متاحة للجمهور. وكانت الحكومة الثقافة نشطة جداً منذ إنشائها، ومنح إعانات للفنانين، وتعزيز الثقافة الفرنسية في العالم، دعم المهرجانات والفعاليات الثقافية، وحماية الآثار التاريخية. نجحت الحكومة الفرنسية أيضاً في الحفاظ على الاستثناء الثقافي لمنتجات السمعية البصرية إستراتيجية المحرز في البلاد.
فرنسا تستقبل أكبر عدد من السياح سنوياً، وذلك بفضل العديد من المؤسسات الثقافية والمباني التاريخية مزروع في جميع أنحاء الإقليم. يكون ذلك ضروريا 1،200 المتاحف الترحيب أكثر من 50 مليون شخص سنوياً. أكبر من التفاصيل وتشغيل المواقع الثقافية من قبل الحكومة، على سبيل المثال من خلال مركز الوكالة العامة قصر الآثار الوطنية، والتي هي مسؤولة عن حوالي 85 الآثار التاريخية الوطنية.
المباني 43،180 المحمية باعتبارها الآثار التاريخية تشمل أساساً المساكن (العديد من القلاع، أو السرايات بالفرنسية) والمباني الدينية (كروز على متن اريك، البازيليكا والكنائس، إلخ.)، ولكن أيضا قوانين، والنصب التذكارية والحدائق. نقشت اليونسكو 38 مواقع في فرنسا على قائمة التراث العالمي.

## الفنون
كان الفنانون الفرنسيون منذ العصور الوسطى ومنهم المعماريون ومؤلفو الموسيقى والأدباء من بين قادة الثقافة في أوروبا. وخلال حقب التاريخ المختلفة استخدم الطراز الفرنسي في الرسم والموسيقى والمسرح وأشكال فنية أخرى نموذجًا في البلاد الأوروبية الأخرى.
تظهر أشهر الأعمال الفنية للقرون الوسطى في الكاتدرائيات القوطية التي بنيت في الفترة بين أواسط القرن الثاني عشر والقرن الرابع عشر الميلاديين وأكبر مثال لذلك كاتدرائية نوتردام في باريس وكاتدرائيات أخرى في مدن فرنسية عديدة، كما نجد الشعر من الفنون المهمة للأدب في تلك الفترة وكان هناك شعراء موسيقيون كتبوا أغاني الغزل باللهجة البروفانسية لجنوبي فرنسا. أما عصر النهضة فكان من أكثر المراحل الثقافية أهمية وقد وصلت حركة الثقافة إلى ذروتها في القرنين الخامس عشر والسادس عشر الميلاديين، حيث ظهر فرانسوا رابيليه أكبر كاتب قصصي فرنسي في عصر النهضة الفرنسية وحاول سبعة من الشعراء الفرنسيين وضع نمط جديد من الشعر الفرنسي على غرار النماذج اليونانية والرومانية القديمة وكان مونتان آخر الأدباء الكبار لتلك المرحلة، وقد ظهر أسلوب المقالة الشخصية بوصفه شكلاً من أشكال الأدب. وظهر فنانون ابتدعوا أسلوبي الباروكي والروكوكو في الفن أمثال: جان بابتست لولي وجين فيليب رامو الذين اشتهرا في فن الأوبرا ونبغ فرانسوا كوبرين وغيره في التأليف الموسيقي وساهم شعراء كلاسيكيون وأدباء كثيرون في المأساة (التراجيديا) والملهاة (الكوميديا) من أهمهم موليير وراسين وظهر في الفلسفة رينيه ديكارت.
ذاعت في القرنين السابع عشر والثامن عشر الميلاديين مرحلة ما يسمى بعصر العقل أو التنوير التي اتسمت بإنجازات فكريــة وسـاد خلالهما الأدب الفلسفي وركز أدبـاء هـذه الفترة على العقل والملاحظة المباشرة بوصفهما أسلوبين لمعرفة الحقائق، وكان من أبرز هؤلاء الأدباء: فولتير وجان جاك روسو ودينيس ديدرو. أما الرومانسية التي ظهرت رد فعل على العقلانية والكلاسيكية، فقد بدأت خلال القرن الثامن عشر الميلادي وكان فيكتور هوجو أكبر شاعر روائي ومسرحي رومانسي.

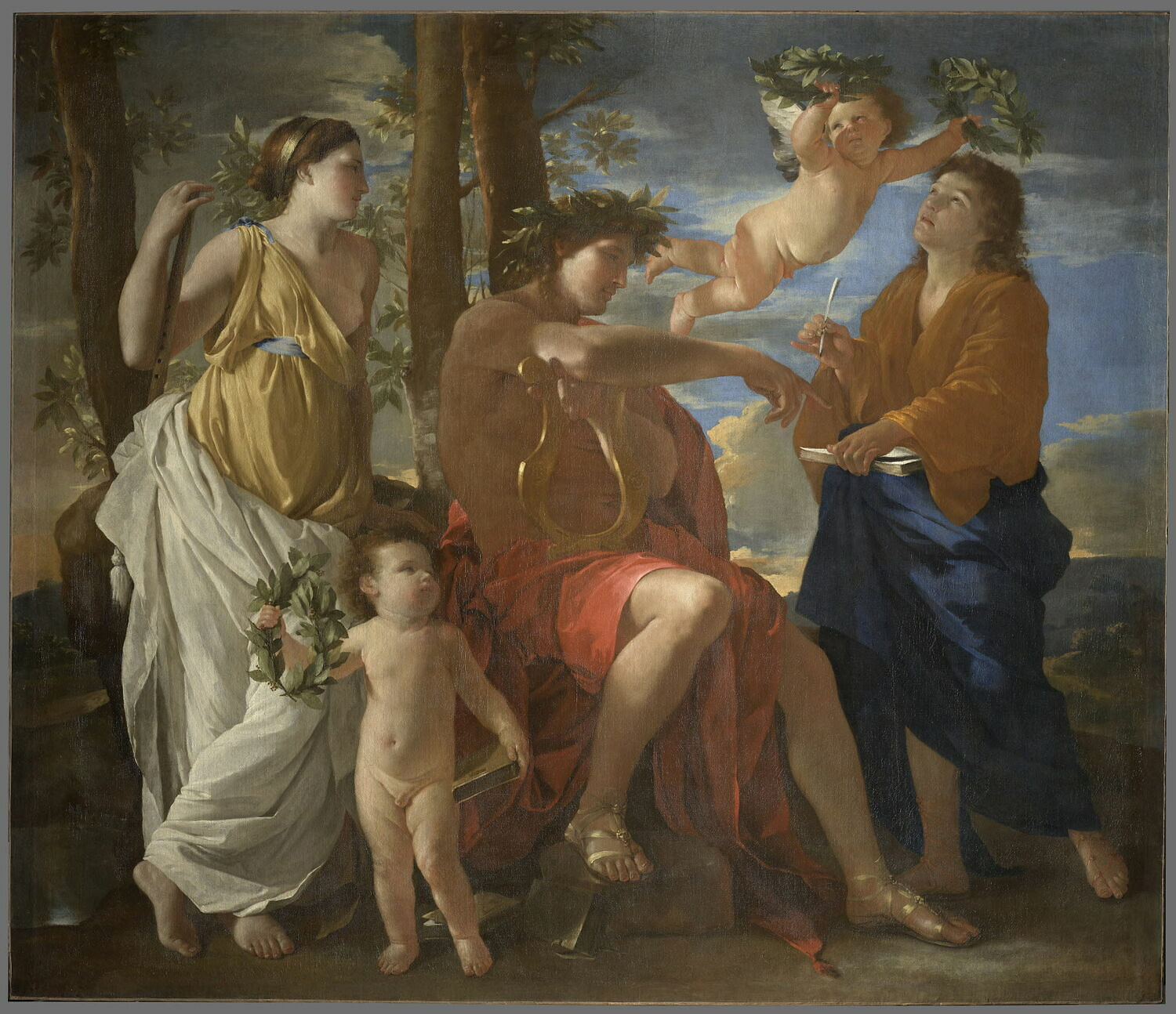
نيقولاس بوسين "استلهام الشاعر"، 1629 متحف اللوفر
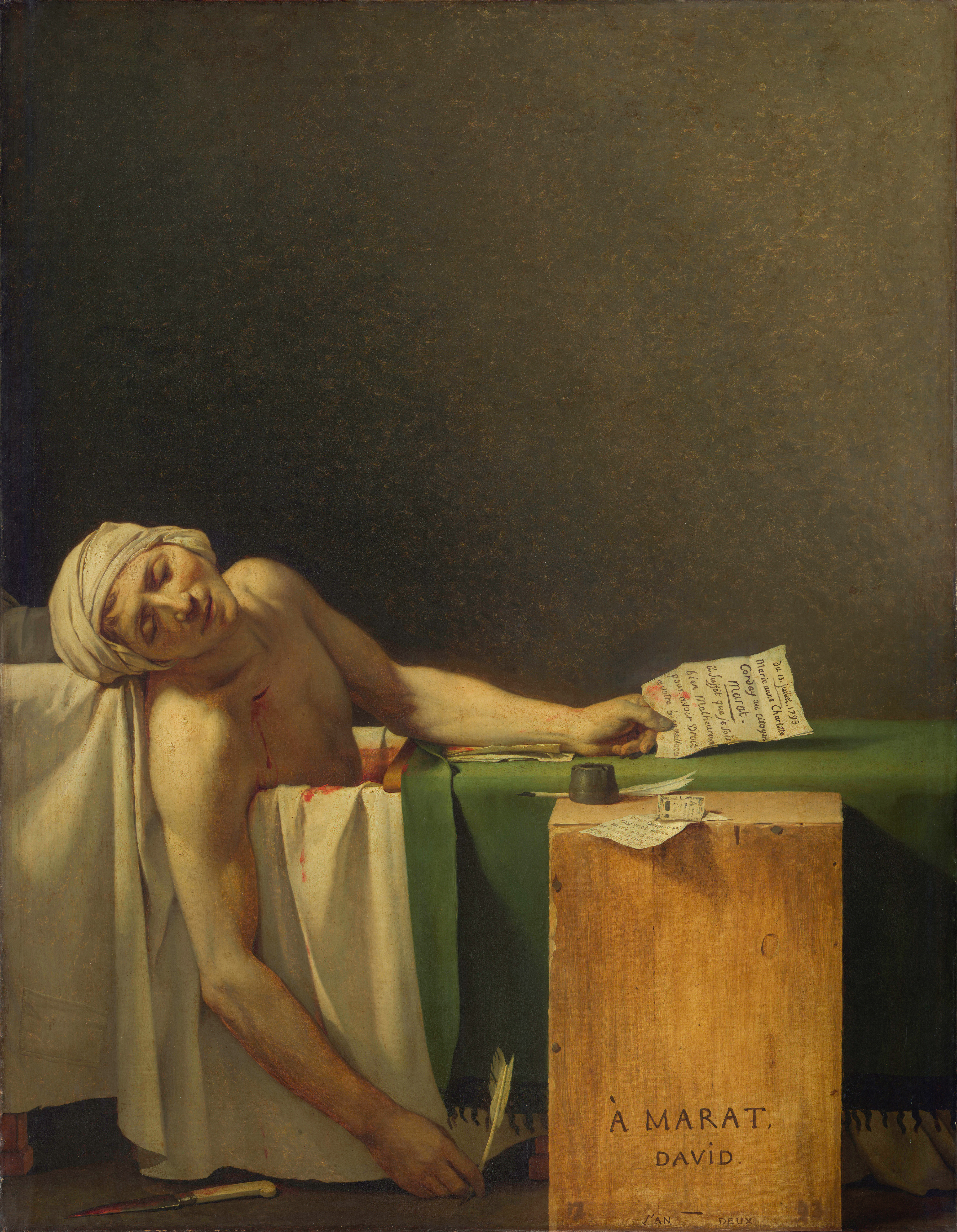
جاك لوي ديفيد "وفاة مارات"، 1793، متحف الفنون الجميلة، بلجيكا.
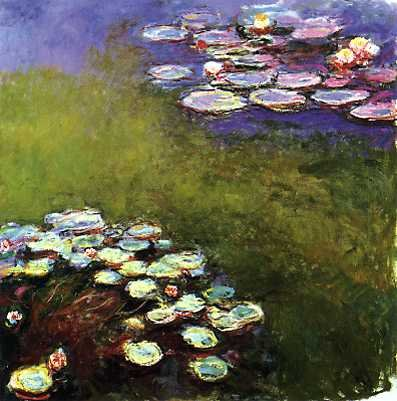
كلود مونيه نيمفياس , 1916, متحف مارموتان، باريس
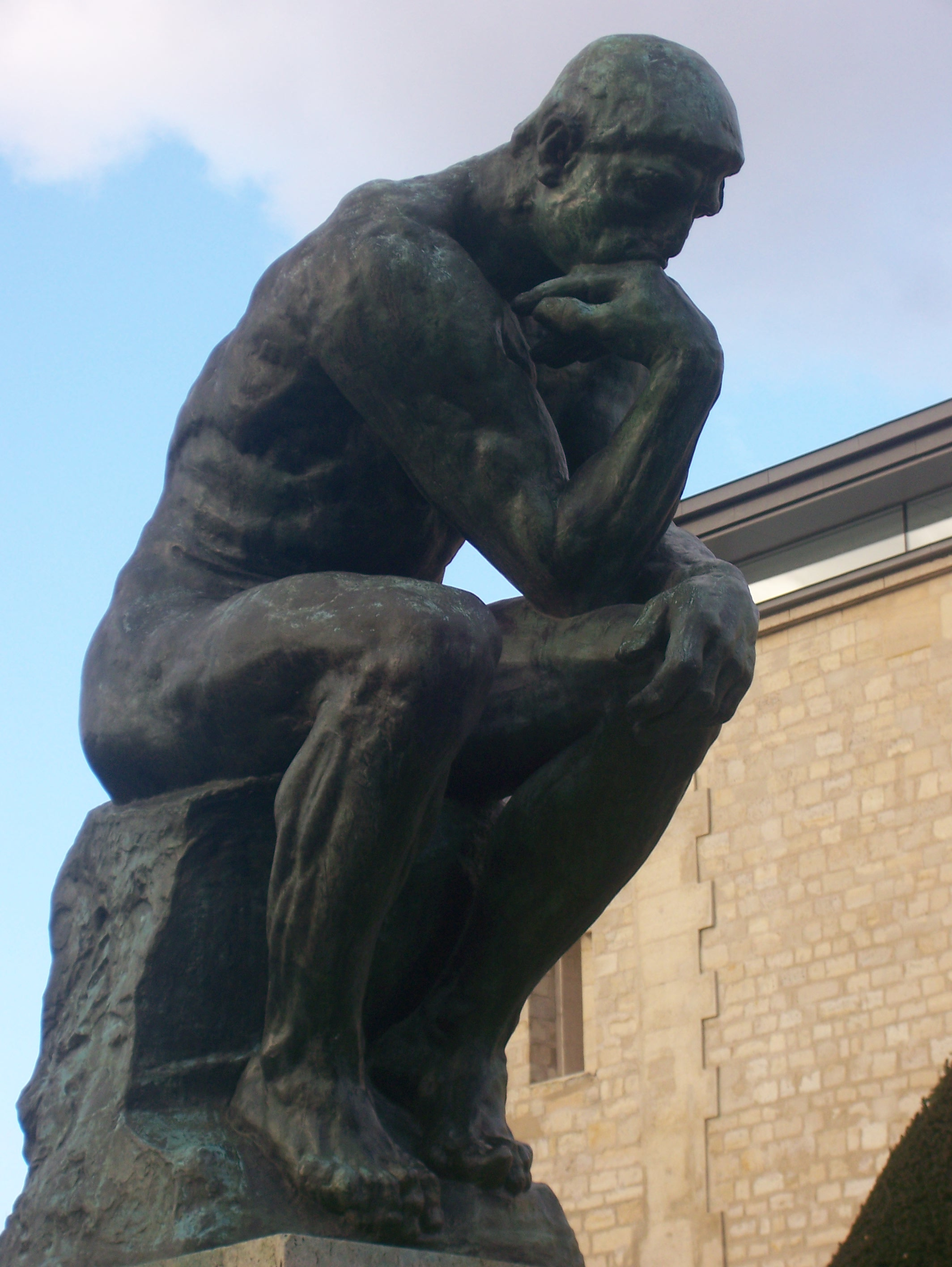
أوجوست رنوار "المفكر"، 1902، متحف رنوار، باريس

ومن المذاهب والحركات الأدبية الأخرى التي ظهرت: الواقعية النقدية والمذهب الطبيعي في منتصف القرن التاسع عشر الميلادي والانطباعية في أوائل القرن العشرين وتركزت على التصوير التشكيلي خصوصًا.
ومن أشهر الأدباء الذين كتبوا رواياتهم ومسرحياتهم في منتصف القرن العشرين جان بول سارتر وألبير كامو. ومن أدباء أواخر القرن العشرين المعروفين آلان روب جرييه ولود كلود سايمون ومارجريت دورا. ومن أشهر الرسامين بابلو بيكاسو، الذي وُلد في إسبانيا، وجورج براك. كما ظهر فنانون كثيرون في النحت والعمارة والتأليف

### المتاحف والمعالم الأثرية

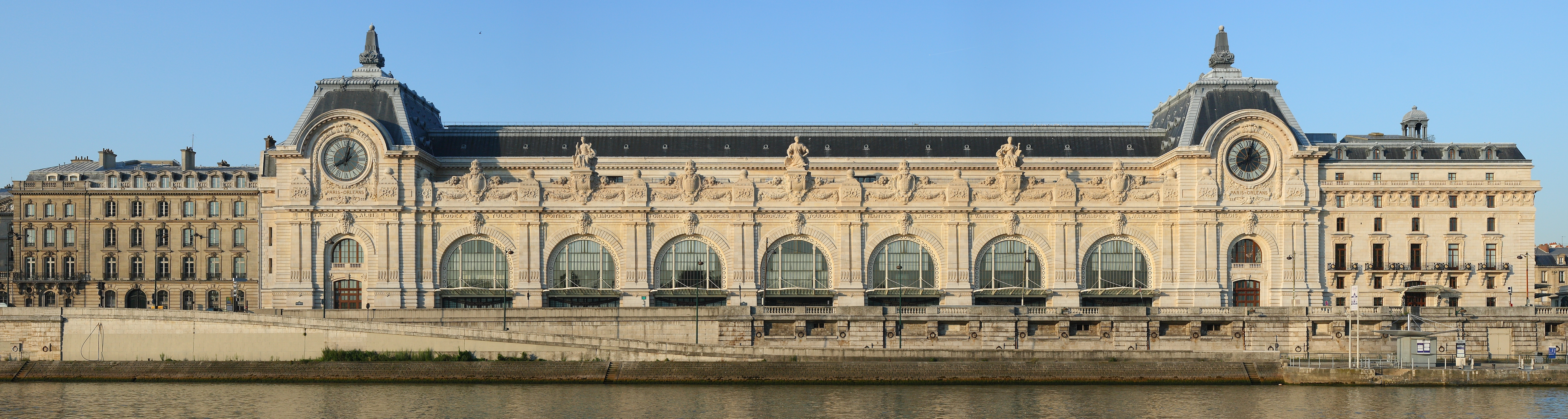
متحف اورسويه كما يرى من الجهة اليمنى من نهر السين

يوجد في فرنسا 1200 متحف، وتستقطب مليون زائر سنوياً. يستقبل متحف اللوفر (Le Louvre) ومتحف دورسيه (Musée d'Orsay) وقصر فيرساي وحدهم ما يقارب 15 مليون زائر سنوياً. تمتلك معظم مدن الأقاليم أيضاً متحفاً أو أكثر. ومن ناحية أخرى، هناك ما يزيد عن 1500 صرح أثري مفتوح للجمهور (8 ملايين زائر سنوياً). ويعد برج إيفل من أكثر الأماكن الأثرية التي يتردد عليه الزوار حيث يستقبل 6 ملايين زائر سنوياً. وأخيراً، هناك حوالي 38 ألف مبنى تحظى بحماية وزارة الثقافة بصفتها معالم تاريخية.

### الرياضة

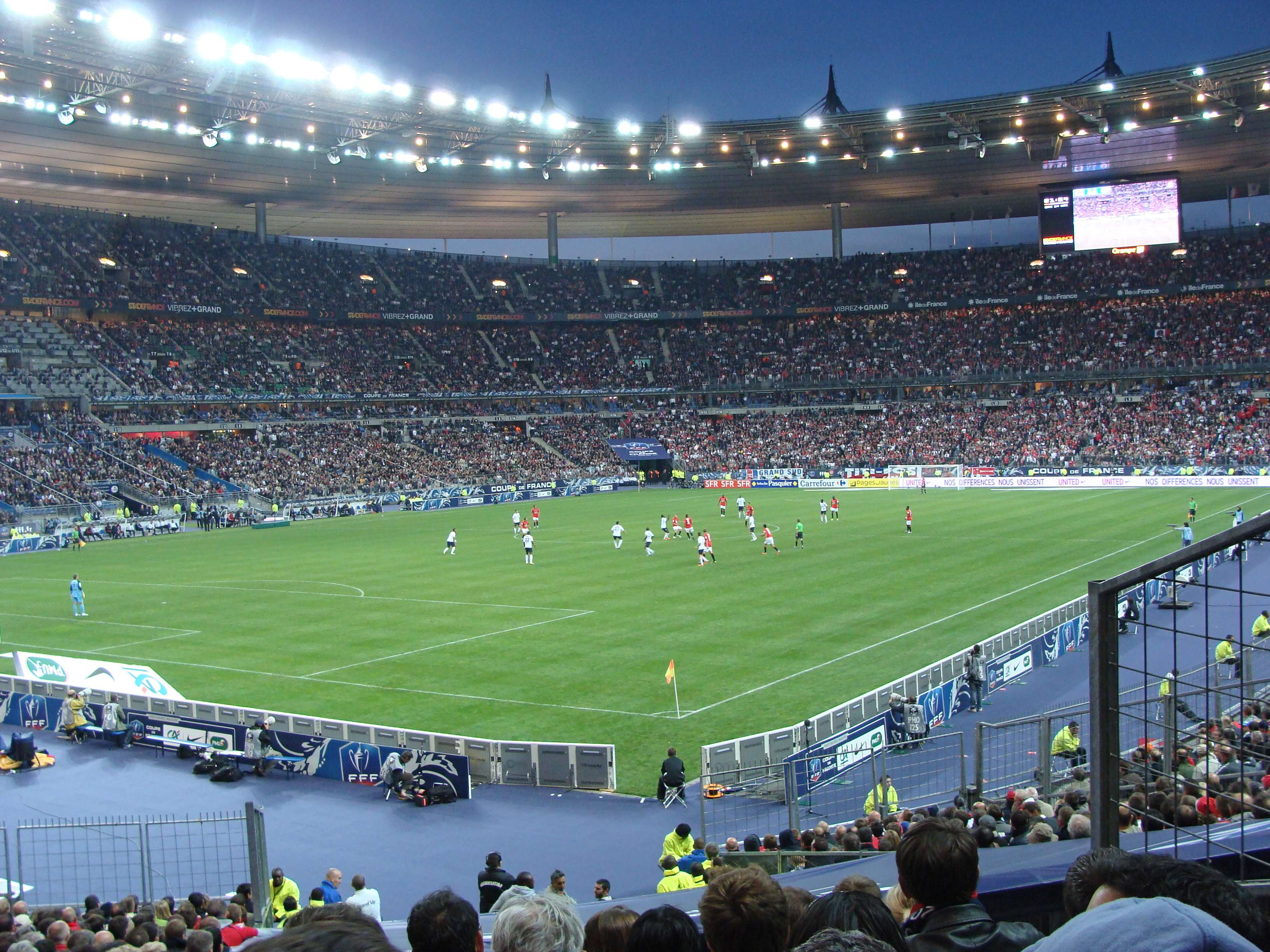
في بريف فرنسا بنيت 1998 كأس العالم لكرة القدم، ويتم سرد بوصفه دوري فئة أربعة الملعب.

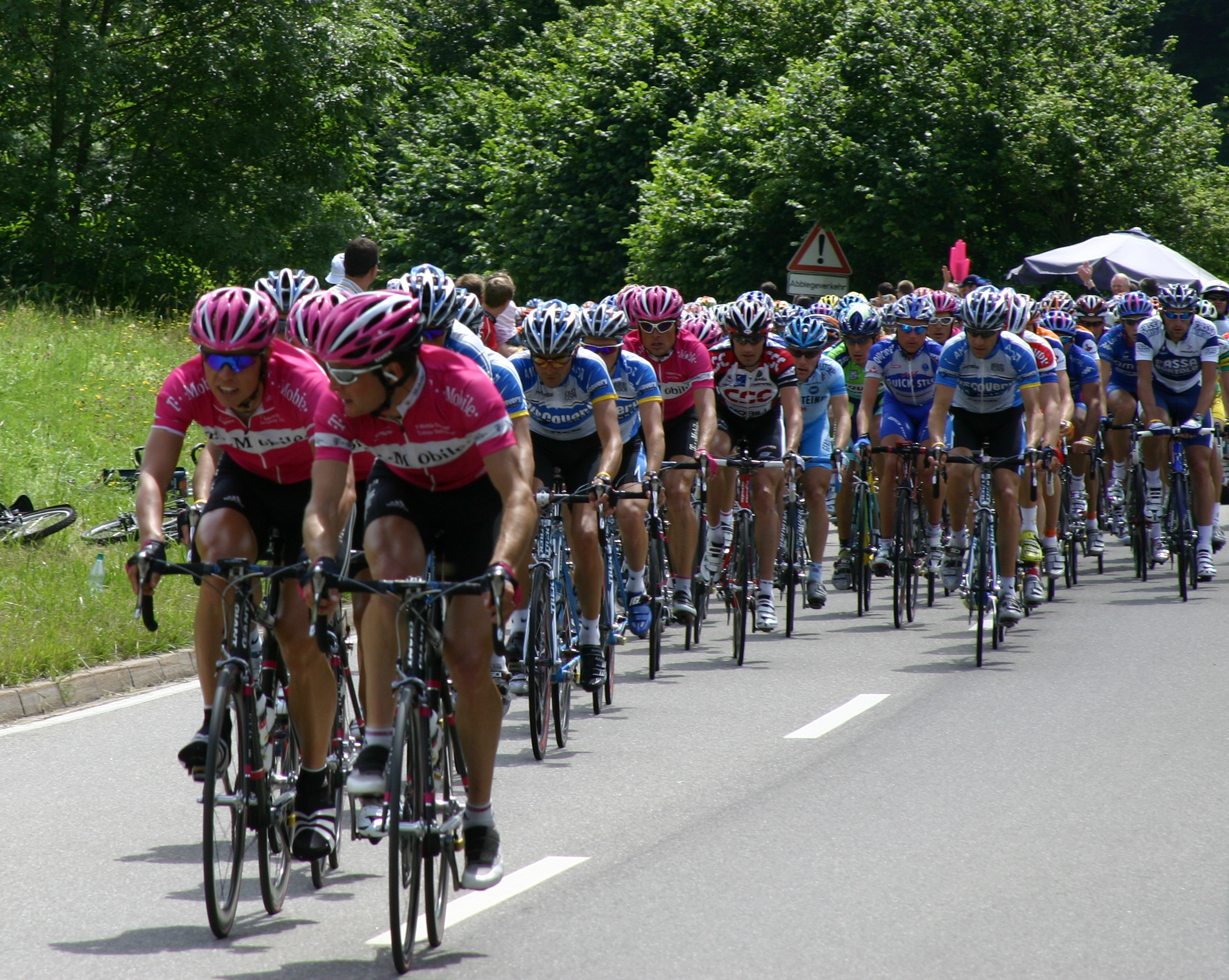
في سباق فرنسا هو أقدم وأعرق من ذكرى للسياحة، وسباق الدراجات الأكثر شهرة في العالم.

الرياضة الشعبية في فرنسا وتشمل كرة القدم والركبي الجودو والتنس. استضافت فرنسا كأس العالم لكرة القدم في 1938 و1998، واستضاف اتحاد الرغبي 2007 كأس العالم. ستاد دو فرانس في باريس وكان الاستاد الأكبر في فرنسا ومكان لنهائيات كأس العالم لكرة القدم 1998 الأخيرة، واستضافت كأس العالم للرجبي 2007 في نهائي أكتوبر 2007. فرنسا تستضيف أيضا السنوي سباق فرنسا للدراجات، والدراجات سباق الطريق الأكثر شهرة في العالم. كما تشتهر فرنسا لمدة 24 ساعة في سباق لو مان التحمل رياضة السيارات الذي عقد في وزارة سارت. عدة بطولات التنس الكبرى تجري في فرنسا، بما في ذلك باريس للأساتذة وبطولة فرنسا المفتوحة، واحدة من أربع بطولات الغراند سلام (البطولات الأربع الكبرى في التنس).
كريستوف Lemaitre هو أول قوقازي لكسر barrier.France 10 - الثانية لها ارتباط وثيق مع دورة الألعاب الأولمبية الحديثة، بل كان أحد النبلاء الفرنسيين، هو البارون بيار دي كوبرتان، الذي اقترح إحياء للألعاب، في نهاية القرن 19. استضافت باريس وبعد أثينا منحت الألعاب الأولمبية الأولى، في إشارة إلى الأصول اليونانية للألعاب الأولمبية القديمة، ودورة الألعاب الثانية في 1900. باريس كان أيضا البداية الأولى للجنة الأولمبية الدولية، قبل نقله إلى لوزان ومنذ ذلك ألعاب 1900، وفرنسا استضافت دورة الألعاب الأولمبية في أربع مناسبات أخرى : في دورة الألعاب الأولمبية الصيفية 1924، ومرة أخرى في باريس، ودورة الألعاب الأولمبية الشتوية ثلاثة (1924 في شاموني، في 1968 و1992 في غرونوبل ألبرتفيل)
ويلقب كل من فريق كرة القدم الوطني والمنتخب الوطني للرغبي باسم «الديوك» في إشارة إلى لون قميص الفريق، فضلا عن ثلاثة ألوان العلم الوطني الفرنسي. فريق كرة القدم هو من بين الأكثر نجاحا في العالم، ولا سيما في مطلع القرن 21، مع واحد لكرة القدم الفائز بكأس العالم عام 1998وايضا كاس العالم 2018 ،واحد لكرة القدم بطولة كأس العالم الثانية في 2006، واثنان في البطولات الأوروبية 1984 و2000. أعلى نادي لكرة القدم المنافسة على دوري الدرجة الأولى.و قد حصل المنتخب الفرنسي لكرة القدم على المركز الثاني في نهائيات كأس أمم أوروبا نسخة 2016 أمام البرتغال. 1. الرجبي هو أيضا بشعبية كبيرة، وخصوصا في باريس وجنوب غرب فرنسا. فريق لعبة الركبي وطنية وتنافس في كل نهائيات كأس العالم للرجبي، ويشارك في البطولة السنوية الدول الست. التالية من بطولة محلية قوية لفريق لعبة الركبي الفرنسي وفاز ستة عشر ستة بطولة الأمم، بما في ذلك ثمانية القاب البطولات الأربع الكبرى، ولقد وصلت إلى الدور نصف النهائي والمباراة النهائية لكأس العالم للرجبي

## أوبئة (أزمة حشرة البق)
أزمة "حشرة البق"، ظهرت في الخمسينيات من القرن الماضي بفرنسا، كما هو الشأن في سنوات التسعينيات، حيث انتشر في أكثر من منزل واحد من كل عشرة منازل في فرنسا، وقبل ثلاث سنوات من نفس السنة الحالية، كانت الحكومة الفرنسية قد أطلقت حملة لمكافحة بق الفراش، أنشأت على إثرها موقعًا إلكترونيًا مخصصًا لتلقي شكايات الأسر المتضررة، الذي كلفها من أجل القضاء عليها 230 مليون يورو سنويًا بين عامي 2017 و2022 خاصة، وفقًا لتقرير حديث صادر عن الوكالة الوطنية للأمن الصحي.
وقد عادت هذه الأزمة للظهور من جديد، خلال العقود الأخيرة لسنة 2023، وبداية شهر أكتوبر من نفس السنة؛ حيث عرفت فرنسا انتشارا واسعا لـ"حشرة البق"، في مجموعة من الأماكن الحيوية في عاصمة فرنسا، كوسائل النقل العام ودور السينما والمستشفيات والفنادق.
تدخلت الحكومة الفرنسية يوم الخميس 28 سبتمبر لمعالجة مشكلة بق الفراش بعد "العودة الكبيرة" لهذا النوع الطفيلي؛ بعد أن تدفقت العديد من ردود الفعل والشهادات فيما يتعلق بتواجده في القطارات ودور السينما والمكتبات؛ كما أوردت صحيفة "لو باريزيان"، حث مجلس مدينة باريس الدولة على التعبئة العامة، خاصة قبل وصول ملايين السياح لحضور الألعاب الأولمبية العام المقبل.
وقد دعا النائب الأول لعمدة باريس، "إيمانويل غريغوار"، إلى تنظيم اجتماعات بشكل عاجل بين جميع المصالح المعنية من أجل نشر خطة عمل تتناسب مع هذه الآفة. كما طالب وزير النقل، كليمنت بيون، مشغلي النقل العمومي اتخاذ الإجراءات اللازمة للحد من انتشار هذه الآفة.
ربط مجموعة من المسؤولين الفرنسيين، سبب انتشار حشرة البق في الأماكن الحيوية بفرنسا بتزايد عدد المهاجرين غير النظاميين في فرنسا، وقلة نظافتهم مقارنة مع المقيمين؛ الأمر الذي خلف موجة غضب عارمة بين الأوساط الفرنسية، أعلن على إثرها عدد من النواب في فرنسا من بينهم البرلمانية اليسارية "ماتيلد بانو، رفع شكوى ضد الصحفي "باسكال برود"، لدى الهيئة التنظيمية للاتصالات السمعية والبصرية والرقمية، لما وصفوه بالتعليق العنصري؛ كما هو الشأن ل "برود بن" خلال برنامج له على قناة "سي نيوز" المحلية.
وفي 8 مارس 2024 واصل "بق الفراش" تصدير القلق للحكومة الفرنسية والمواطنين حيث اضطر قسم الطوارئ للبالغين في مركز مستشفى لاون (Aisne) إلى إغلاق أبوابه، بعد استقبال مريض يعاني من بق الفراش.

## الملاحظات
1. ↑  الفرنسية هي لغة رسمية لكامل الجمهورية الفرنسية. لمزيد من المعلومات حول اللغات المنطوقة في فرنسا يمكنك متابعة لغات فرنسا.

1. ↑  . Une partie de la frontière de la France avec l’Allemagne correspond néanmoins au cours du راين.
2. ↑  . La souveraineté de la France sur ce territoire, contestée par l’أستراليا, est en outre limitée par les clauses du نظام معاهدة القارة القطبية الجنوبية.

1. ↑  ص. 19
 et 38-39.
2. ↑  ص. 39
.
3. ↑  ص. 33
.

## وصلات خارجية
- Frenchculture.com: ثقافة فرنسا